# Ludwig Hoffmann (Architekt)

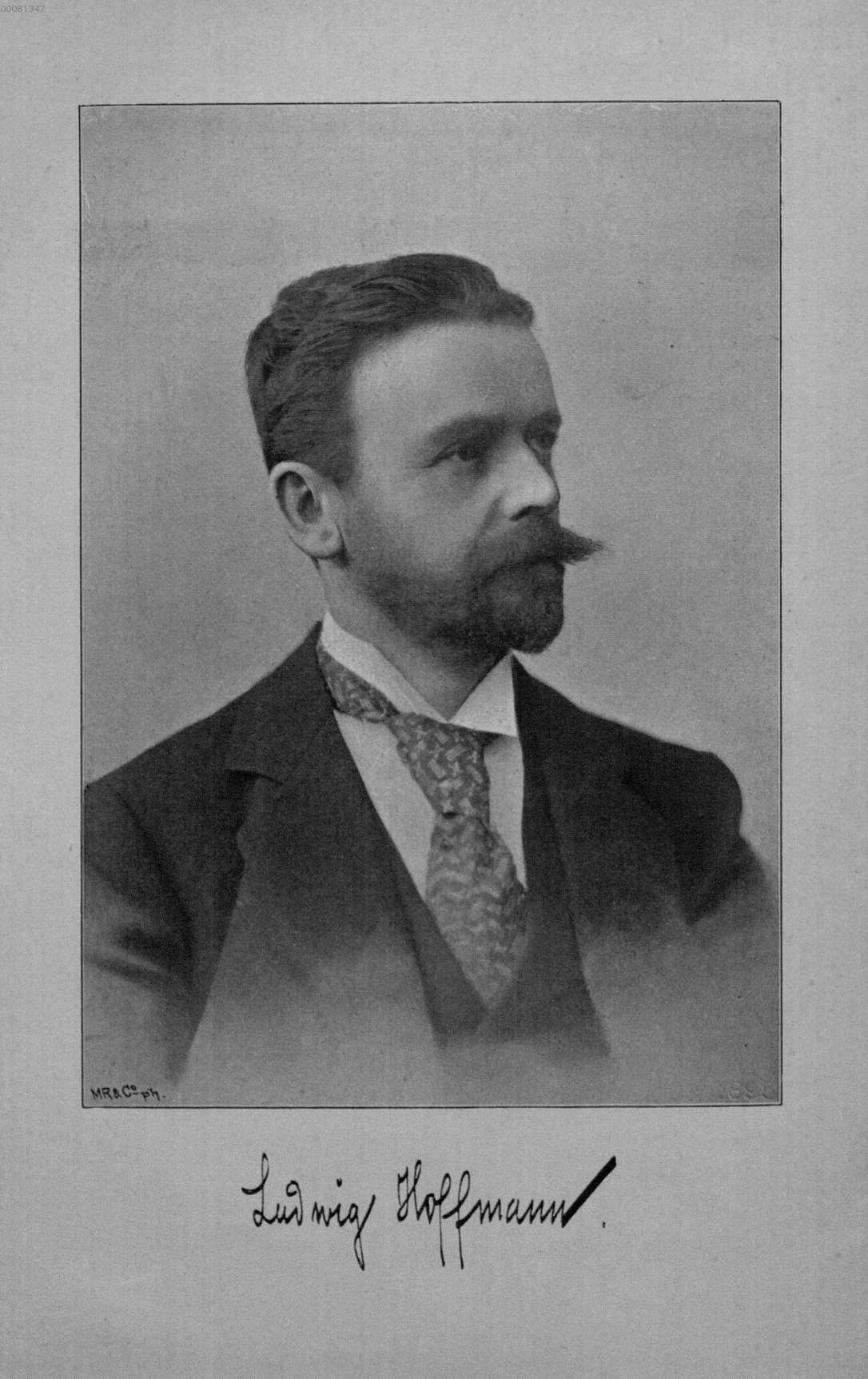
Porträt Ludwig Hoffmann, um 1895

Ludwig Ernst Emil Hoffmann (* 30. Juli 1852 in Darmstadt; † 11. November 1932 in Berlin) war ein deutscher Architekt und von 1896 bis 1924 Stadtbaurat in Berlin. Prägend wurde er für die Architektur Berlins in einer Zeit, in der die Hauptstadt stark wuchs. Zahlreiche öffentliche Verwaltungsgebäude, Schulen, Brücken, Schwimmbäder, Krankenhäuser und andere städtische Bauten konnte er planen und verwirklichen. Hoffmann nannte in seinen Lebenserinnerungen 300 Bauten in 111 Bauanlagen, tatsächlich baute er mehr. Typisch für sein Werk waren die Errichtung des Virchow-Klinikums, der Heilanstalten in Berlin-Buch, von 69 Schulen sowie öffentlichen Schwimmbädern wie dem Baerwaldbad. Hoffmanns Tätigkeit als Stadtbaurat umfasste die Zeit wirtschaftlichen Aufschwungs und Wachstums im Deutschen Kaiserreich, den Ersten Weltkrieg und die Novemberrevolution von 1918 sowie die Jahre der Inflation.
Hoffmanns erstes Bauwerk war das Reichsgericht in Leipzig. Aus der späten Schinkel-Schule kommend verfolgte Hoffmann einen Stil des modernen Historismus. Hoffmann bediente sich historischer Formen, stellte sie aber häufig unorthodox zusammen. Diese Formen übernahm er oft aus der italienischen Renaissance oder dem italienischen Barock, später auch aus der norddeutschen Renaissance. Zeitgenossen lobten Klarheit und Einfachheit seiner Bauten. Hoffmann selbst legte Wert auf die individuelle Gestaltung jedes einzelnen Baues und eine künstlerische und handwerkliche Durchdringung aller Details. Die Formensprache der architektonischen Moderne lehnte er ebenso ab wie deren industrielle Produktionsmethoden.
Julius Posener fasste sein Werk zusammen als „reifsten und reichsten Ausdruck der ‚offiziellen‘ Bestrebungen der Zeit. […] Hoffmann war kein Mann des L’art pour l’art. Die Schönheit seiner Schulen, Bäder, Krankenhäuser war Teil der sozialen Reform.“ Wolfgang Schäche beschrieb ihn als bürgerlichen Mann des Deutschen Kaiserreichs. Er wollte durch seine Bauten das Kaiserreich sozial befrieden, nicht überwinden. In der Weimarer Republik geriet Hoffmann schnell in Konflikt mit den Architekten der Moderne und geriet kurz nach seinem Tod weitgehend in Vergessenheit. Kritiker warfen ihm Eklektizismus und Mittelmäßigkeit vor. Erst seit den späten 1970er Jahren wird er, ausgelöst durch Posener und Schäche, wieder stärker wahrgenommen.

## Familie

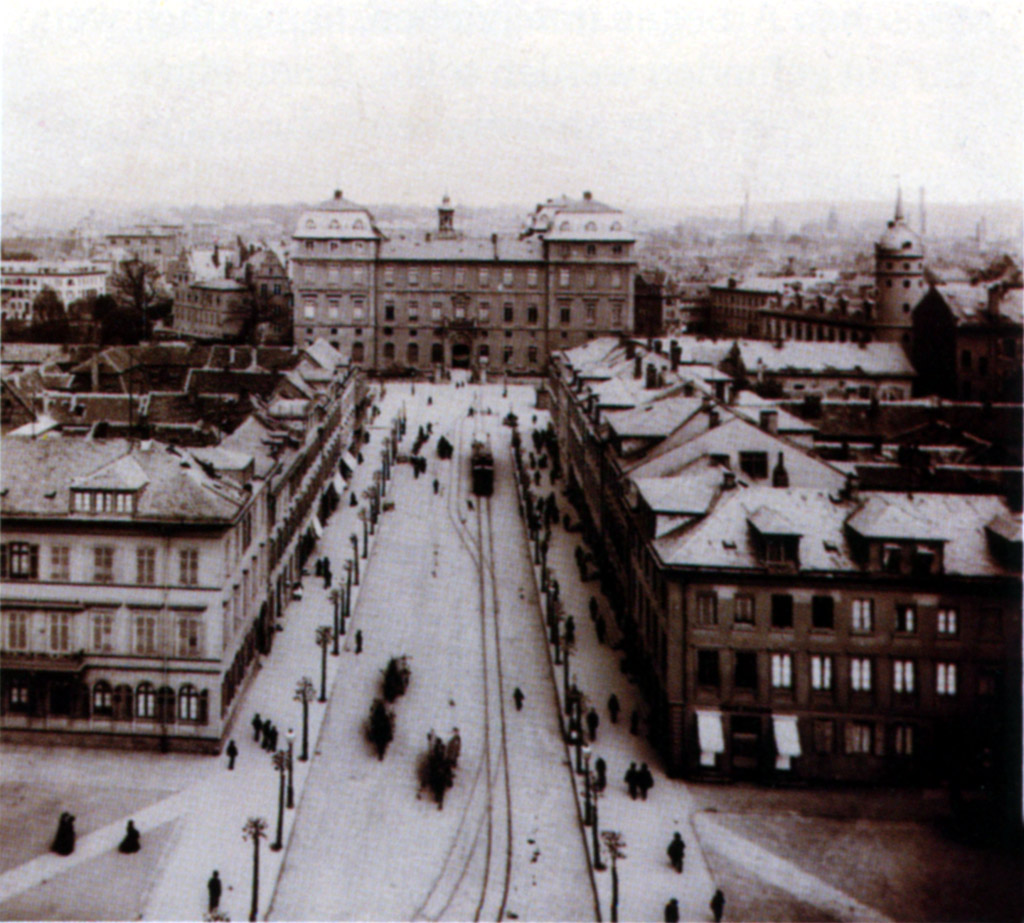
Darmstadt 1866, Hoffmann verbrachte in der Stadt Kindheit und Jugend.

Hoffmann wurde in Darmstadt als Sohn des nationalliberalen Reichstagsabgeordneten Carl Johann Hoffmann und seiner Frau Mathilde geboren. Sein jüngerer Bruder Arthur (1855–1936) war Mediziner. Die Mutter starb im Kindbett, als Ludwig Hoffmann sechs Jahre alt war. Ein Jahr später heiratete der Vater erneut. Hoffmann hatte sechs Geschwister, größtenteils Stiefgeschwister. Seine Stiefmutter bereitete Hoffmann zufolge „uns eine Jugendzeit, wie ich sie jedem Kind wünsche.“ Ludwigs Vater Carl Johann arbeitete hauptberuflich als Rechtsanwalt und war neben seinem Mandat im Reichstag zeitweise auch Abgeordneter im hessischen Landtag sowie Präsident der zweiten Kammer des Landtags. Hoffmann beschrieb seine Kindheit und Jugend als Aufwachsen in bürgerlicher Geborgenheit. Im Haus herrschte trotz Wohlhabenheit ein einfacher, bescheidener Lebensstil. Hoffmann merkte später an, dass seine Eltern und Großeltern ihm mitgegeben hatten, sich für die Gesellschaft nützlich zu machen. Seine Stiefmutter starb 1874 bei der Geburt ihres vierten Kindes. Der Vater starb acht Wochen später an einem Herzschlag.
Ludwig Hoffmanns Großvater Emil Hoffmann stammte aus einfachen Verhältnissen und kam als Unternehmer zu Vermögen. Damit unterstützte er unter anderem die Befreiungskriege gegen Napoleon und ebenso den griechischen Freiheitskampf. Emil Hoffmann war zeitweise Mitglied der zweiten Kammer der hessischen Landstände, bis ihn die hessische Landesregierung aus dieser Kammer entfernen ließ.

## Jugend und Ausbildung

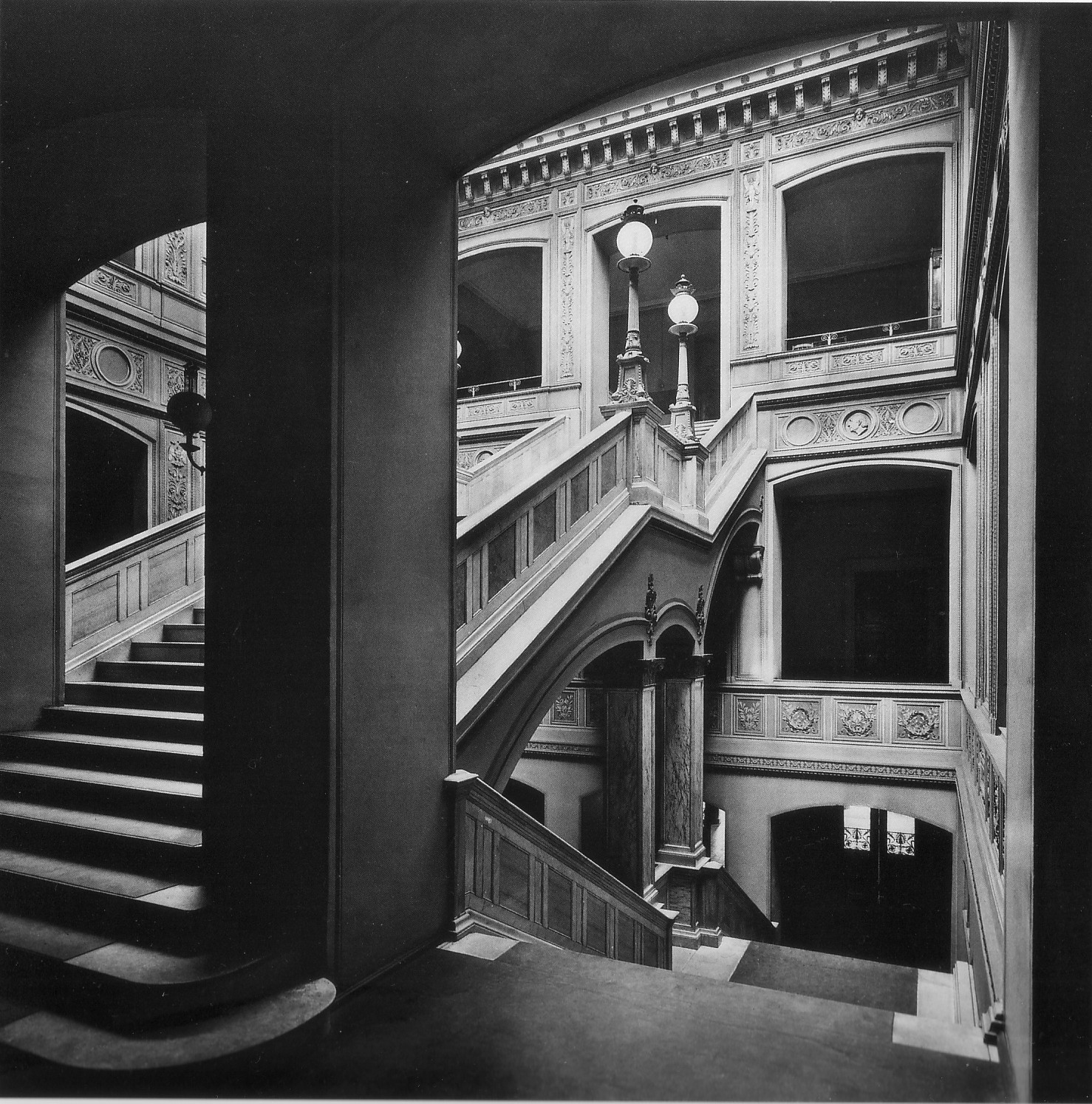
Treppenhaus der Bauakademie (1911), an der Hoffmann studierte

Hoffmann freundete sich in seiner Kindheit mit dem Nachbarsjungen Alfred Messel an. Beide gingen zusammen in die Schmitzsche Schule und später auf das Ludwig-Georgs-Gymnasium. Während es Messel früh klar war, dass er Künstler werden wollte, schien Hoffmann länger unentschieden. Er sprach in seiner Jugend noch von möglichen Karrieren in der Rechtswissenschaft oder als Chemiker. Schließlich entschied er sich doch zusammen mit Messel, nach dem Abitur 1870 und seiner Zeit als Einjährig-Freiwilliger im Militärdienst eine Architektenausbildung zu durchlaufen. Hoffmann erhielt seine Ausbildung gemeinsam mit seinem Jugendfreund Alfred Messel ab 1874 an der Berliner Bauakademie. Hoffmann nannte später Friedrich Adler, Richard Lucae, Julius Raschdorff und Johann Heinrich Strack als wichtige Einflusspartner dort. Bei Strack legte er sein Examen ab. Hoffmann und Messel waren beide im Akademischen Verein Motiv aktiv. Während der gesamten Studienzeit wohnten sie zusammen und arbeiteten auch an den meisten Projekten gemeinsam.
Zur Ausbildung gehörte ein Jahr praktischer Ausbildung als „Baueleve“, die Messel und Hoffmann in Kassel verbrachten. Dort verbrachten sie fast die gesamte Zeit damit, Abschriften anzufertigen. Eine Tätigkeit, die beiden weder Freude machte, noch ihnen sonderlich lehrreich erschien. 1879 bestand Hoffmann im dritten Versuch das erste Staatsexamen an der Bauakademie. Nachdem Messel 1881 den Schinkel-Wettbewerb des Berliner Architektenvereins gewonnen hatte, nahm Hoffmann 1882 zusammen mit Bernhard Sehring ebenfalls am Schinkel-Wettbewerb teil und gewann ihn auch mit einem Entwurf für die Berliner Museumsinsel. Messel unternahm mit dem Gewinn zu Bildungszwecken eine Italienreise, die Hoffmann kurze Zeit später mit dem Gewinn des Wettbewerbs ebenso absolvierte.
Während bis in die 1890er Jahre Hoffmanns und Messels berufliche und private Laufbahnen gleich verliefen, trennten sie sich danach beruflich. Die getrennte Teilnahme am Schinkel-Wettbewerb war der erste Punkt, an dem beide eigene Wege gingen. Während Messel seitdem allein arbeitete, holte Hoffmann sich weiterhin Partner wie Peter Dybwad und entschied sich schließlich für eine Laufbahn im Staatsdienst. Messel wurde nach einem kurzen Intermezzo in der Wissenschaft zu einem der ersten erfolgreichen Privat-Architekten.
Privat blieben die beiden eng verbunden. So wohnten sie zur Jahrhundertwende im selben Berliner Haus. In diesem Haus lernte Hoffmann auch seine spätere Frau Maria Weißbach kennen, die er 1895 heiratete.

## Erste praktische Erfahrungen
Zum Erwerb des zweiten Staatsexamens musste Hoffmann der damaligen Studienordnung entsprechend vier Jahre praktisch arbeiten. Er trat 1879 in das Büro Franz Schwechten in Berlin ein und wurde hier Regierungsbauführer. In dieser Position war er mit den technischen Arbeiten bei der Bauausführung der Kriegsakademie in der Dorotheenstraße beschäftigt. Am 21. Februar 1884 bestand Hoffmann das zweite Staatsexamen, das ihn zum Regierungsbaumeister qualifizierte. Seine eigenständige Karriere begann in den 1880er Jahren mit dem Gewinn des Wettbewerbs für das Reichsgerichtsgebäude in Leipzig gemeinsam mit Peter Dybwad. Sieben Jahre dauerten die Arbeiten an diesem Bau.

## Reichsgericht

### Vorarbeiten

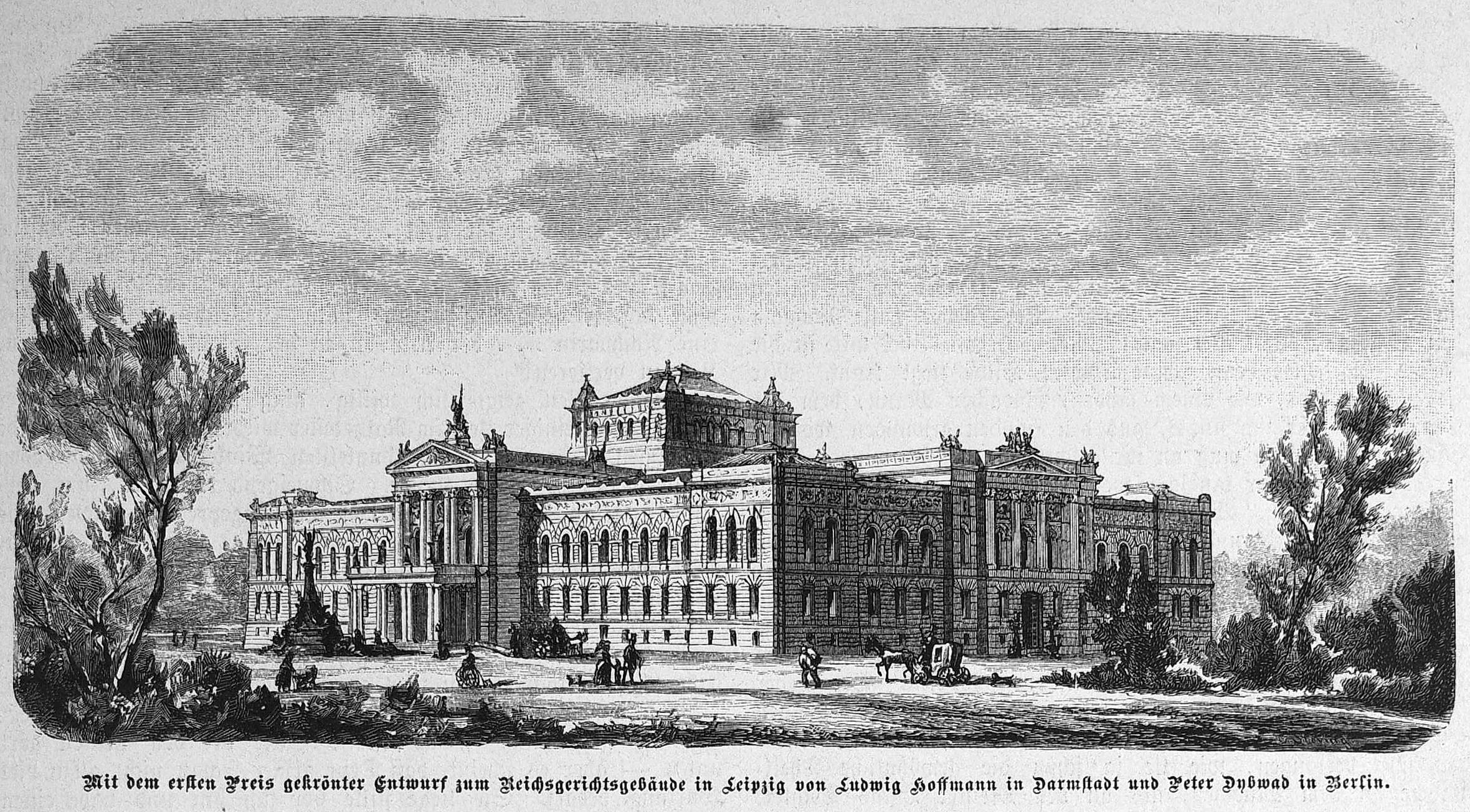
Wettbewerbsentwurf mit dem Hoffmann/Dybwad den ersten Preis gewannen (Die Gartenlaube 1885)

Hoffmann belegte beim Schinkelwettbewerb 1882 den zweiten Platz mit seinem Entwurf zur Bebauung der Berliner Museumsinsel. Die Jury lobte insbesondere die Klarheit der Ausführung. Zum Preis gehörte ein Stipendium für eine Italienreise. Hoffmann reiste zusammen mit Peter Dybwad über Frankreich und die Schweiz nach Neapel, Pompeji, Rom, Florenz, Siena und Genua. Auf ihrer Rückreise legten Hoffmann und Dybwad in München drei Monate Pause ein, in denen sie sich am Wettbewerb für das neu zu bauende Reichsgericht in Leipzig beteiligten. Waren Hoffmanns frühe Studienarbeiten noch stark vom Klassizismus in der Nachfolge Schinkels geprägt, wie er an der Berliner Bauakademie vorherrschte, nutzte er für den Entwurf des Reichsgerichts einen anderen Entwurf. Nachdem wenig vorher Paul Wallot mit seinem Plan des Reichstagsbaus, der sich an die italienische Spätrenaissance anlehnte, den Wettbewerb gewonnen hatte, griff nun auch Hoffmann auf deren Formenrepertoire zurück. Auf der weiteren Reise erfuhren die beiden am 15. Mai 1885 in Ferrara, dass sie zu ihrer großen Überraschung „in Anerkennung der von den Verfassern erzielten Einfachheit und Klarheit“ Gewinner des ersten Preises im Wettbewerb zum Bau des Reichsgerichts geworden waren.

### Realisierung und Anerkennung

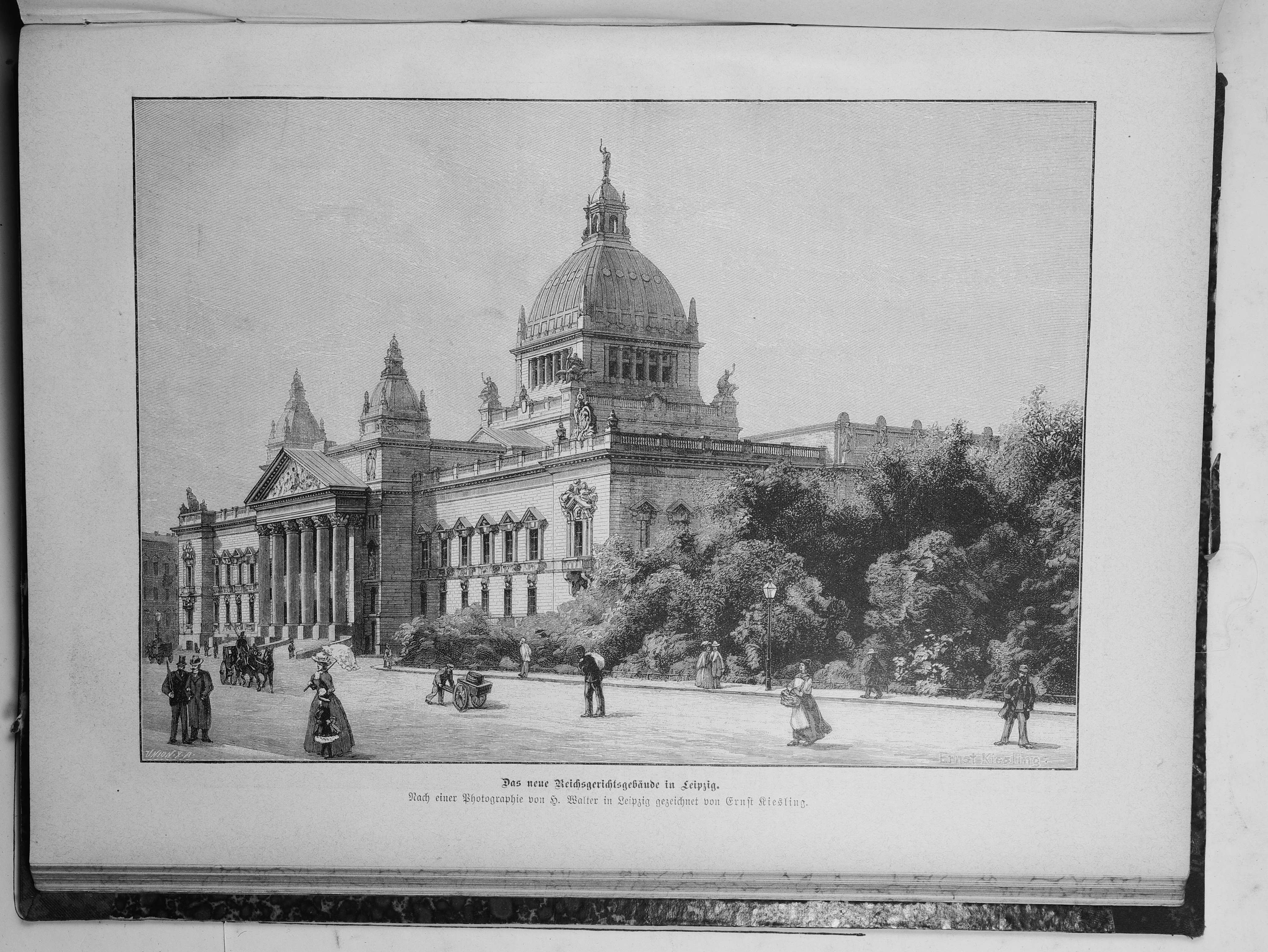
Reichsgerichtsgebäude
(Die Gartenlaube 1895)

Hoffmann war 35 Jahre alt, hatte noch keinen einzigen Bau in leitender Funktion fertiggestellt und war nun mit dem Bau eines der wichtigsten Bauten des deutschen Kaiserreichs betraut. Im Gegensatz zu seinen vorherigen Aufgaben konnte er hier vergleichsweise frei wirken. Das preußische Ministerium für öffentliche Arbeiten, für das Hoffmann zu dieser Zeit formal tätig war, hatte seine Arbeiten eingeschränkt und Hoffmann starre Vorgaben gegeben. Nun war er für das Reichsjustizamt des Deutschen Reiches tätig, das ihm mehr Freiheiten zubilligte.
Hoffmann änderte fast den gesamten Wettbewerbsbeitrag im Verlauf des Baus und unternahm verschiedene Studienreisen nach Italien zur weiteren Detailplanung. Besondere Schwierigkeiten bereitete ihm die richtige Dimensionierung der Kuppel. Hoffmann ließ deswegen ein Modell des Gebäudes fertigen, in dem sich die Kuppel mit einer Kurbel in der Höhe verstellen ließ. Erst nach Monaten konnte er sich für eine höhere Kuppel als ursprünglich geplant entscheiden. Hoffmann bezeichnete später die 10 Jahre des Baus als die „wirkliche Schule seines Lebens“. Trotzdem waren sowohl Fachpresse wie auch Auftraggeber während der ganzen Bauzeit vom Bau angetan. Kaiser Wilhelm II., der kurz vorher Wallots Reichstag öffentlich als „Gipfel der Geschmacklosigkeit“ bezeichnet hatte, lobte das Reichsgericht. Es zeigte sich auch Hoffmanns Talent als Organisator; denn alle Kosten- und Zeitschätzungen für den Bau des Reichsgerichts wurden eingehalten, teilweise sogar unterboten.
In der Beamtenhierarchie rückte Hoffmann auf. Bis zum Abschluss des Reichsgerichtsbaus 1895 war Hoffmann Königlicher Baurat, das war der zweithöchste Titel des deutschen Reiches. Im Jahr 1906 wurde ihm der Titel Geheimer Baurat verliehen – der höchste Beamtentitel, den er erreichen konnte.

### Rückkehr nach Berlin
Nach Einweihung des Reichsgerichtsgebäudes 1896 ging Hoffmann nach Berlin zurück. Mit der kurz vorher geheirateten Marie Weisbach zog er in die Potsdamer Straße 121D in das Haus, in dem auch Alfred Messel wohnte. Im Jahr 1901 zog das Paar in das Tiergartenviertel in die Margaretenstraße, wieder in räumliche Nähe zu Messel, der in die nahe Schellingstraße umgesiedelt war. Hier blieben Marie und Ludwig Hoffmann wohnen und kauften das Wohnhaus. Nach dem Tod ihres Mannes zog Marie Hoffmann in das Haus Nummer 7 um, das dem Reichsbund des deutschen Baugewerbes gehörte.

## Stadtbaurat in Berlin

### Ausgangssituation und Wahl
Nach Fertigstellung des Gerichtsgebäudes, dessen Gestaltung der Kaiser öffentliche lobte, erhielt Hoffmann das Angebot, als bautechnischer Chef und vortragender Rat ins Reichsamt des Innern zu wechseln. Hier hätte er die Nachfolge des verstorbenen August Busse angetreten. Nominell war dies die höchste Stelle, die ein deutscher Architekt im deutschen Kaiserreich erringen konnte. Hoffmann allerdings lehnte ab: Trotz ihrer herausgehobenen Stellung hätte dieses Amt vor allem aus Verwaltungstätigkeiten und der Mitgliedschaft in Kommissionen bei Architekturwettbewerben bestanden. Hoffmann hätte wenig selber bauen können, da das Reich kaum Neubauten plante. Der einzige Bau, der zu dieser Zeit in Aussicht stand, war das Reichspatentamt in der Hauptstadt. Hoffmann verzichtete zugleich auf den Wechsel in den Stand als Freier Architekt, was für ihn finanziell sicherlich die günstigere Wahl gewesen wäre. Doch er wollte weiterhin Bauwerke für die öffentliche Hand ausführen.
Zugleich erhielt Ludwig Hoffmann ein mündliches Angebot des Berliner Magistrats, als Stadtbaurat die Nachfolge Hermann Blankensteins zu übernehmen. Im Jahr 1896 erhielt er die Berufung zum Stadtbaurat, das Amt trat er am 1. Oktober des gleichen Jahres an. In den folgenden 28 Jahren prägte Hoffmann mit seinem Team die Stadt mit weit über 300 städtischen Einzelbauten.
Die Berliner Stadtverordneten wählten Hoffmann am 6. Februar mit 104 von 108 Stimmen für zwölf Jahre zum Stadtbaurat. Bedingung war, dass er auf jegliche private Bautätigkeit ebenso wie auf eine gleichzeitige Anstellung bei Korporationen oder öffentlichen Gesellschaften verzichtete. Das war eine Zeit, in der sich Berlin zur Metropole entwickelte und die Stadt begann, sich für die Wohlfahrtsvorsorge ihrer Bevölkerung verantwortlich zu fühlen. Hierzu gehörten Schulen für alle Einwohner, eine angemessene Versorgung der Kranken und eine Aufrechterhaltung öffentlicher Hygiene. Hoffmann ging ebenso wie sein Vorgänger Hermann Blankenstein diese Aufgaben an und formte so maßgeblich das Bild der Stadt Berlin mit.
Blankenstein hatte das Amt 24 Jahre von 1872 bis 1896 innegehabt. Nach der Reichsgründung 1871 entwickelte sich ein Bauboom, der insbesondere in der neuen Reichshauptstadt Berlin deutlich wurde. Die Stadt begann eine rege eigene Bautätigkeit zu entwickeln. Blankenstein hatte ein weiteres Betätigungsfeld als all seine Vorgänger. In seinen Bereich fiel beispielsweise der Bau zahlreicher Schulen ebenso wie der Bau von Krankenhäusern, das Markthallenprogramm und der Bau großer Schlachthöfe hinter dem Friedrichshain, die der Einführung des Schlachtzwangs dienten und der öffentlichen Fleischbeschau. Blankenstein baute Desinfektionsanstalten und die ersten beiden öffentlichen Hallenbäder Berlins in Moabit und Friedrichshain. In den letzten Jahren von Blankensteins Amtszeit hatte der Magistrat allerdings wichtige Bauprojekte zurückgestellt in Erwartung des neuen Baustadtrats. Als Hoffmann dieses Amt angetreten hatte, sollten diese unverzüglich in Angriff genommen werden.

### Unterschiede zum Vorgänger Blankenstein
Blankenstein baute einen einheitlichen Backsteinstil, dessen einzige Akzentuierung im Wechsel von hellen oder dunklen Backsteinen lag. Die technische Lösung hatte Vorrang vor einer prunkreichen Gestaltung. Zeitgenossen bemängelten oft diesen schmucklosen „Einheitsstil“. Je mehr das Kaiserreich erstarkte und an Bedeutung gewann, desto mehr wünschte sich die Öffentlichkeit repräsentativere Bauten als Blankenstein sie fertigte. Hoffmann sollte diese liefern. Robert Zelle, damals Oberbürgermeister von Berlin, begrüßte Hoffmann im Amt mit: „Aber daß die Stadtverordnetenversammlung gerade Sie, den so künstlerisch angelegten Architekten, gewählt hat, scheint doch anzudeuten, daß sie es nicht ungern sieht, wenn bei dem Praktischen und Nützlichen auch einmal ein Seitensprung ins Künstlerische gewagt wird.“

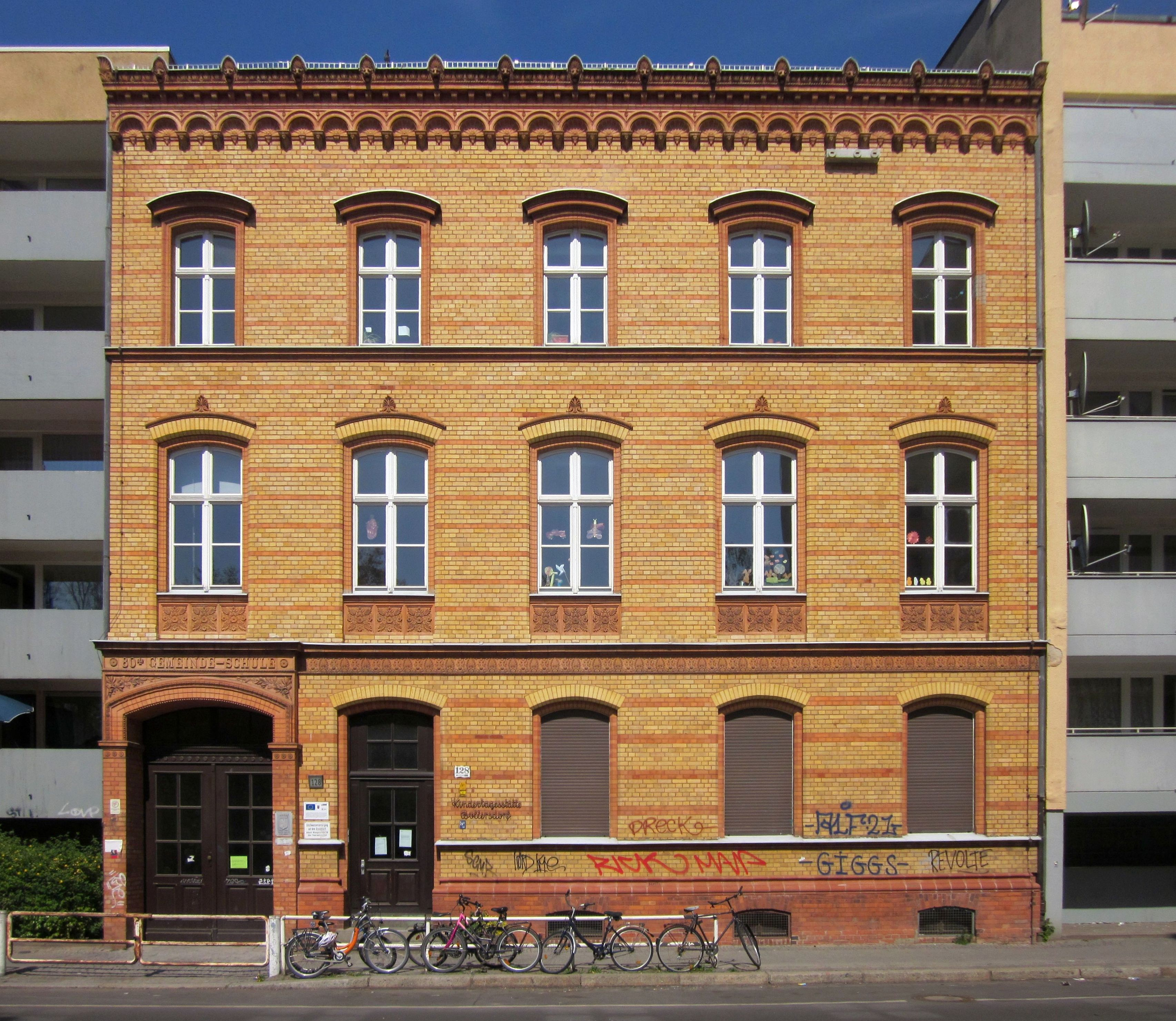
Typische Blankenstein-Bauten: 80. Gemeindeschule
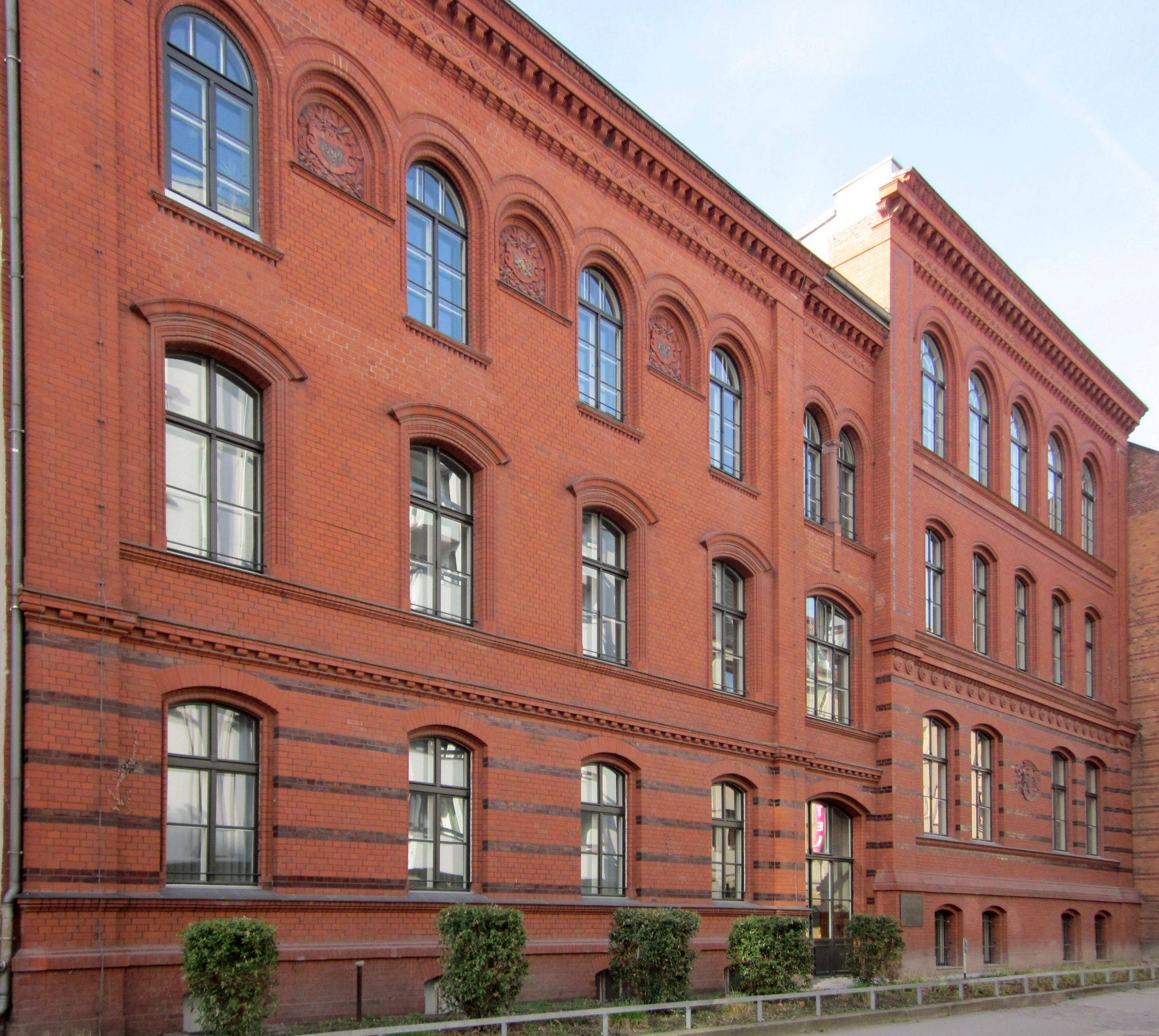
Luisen-Lyzeum
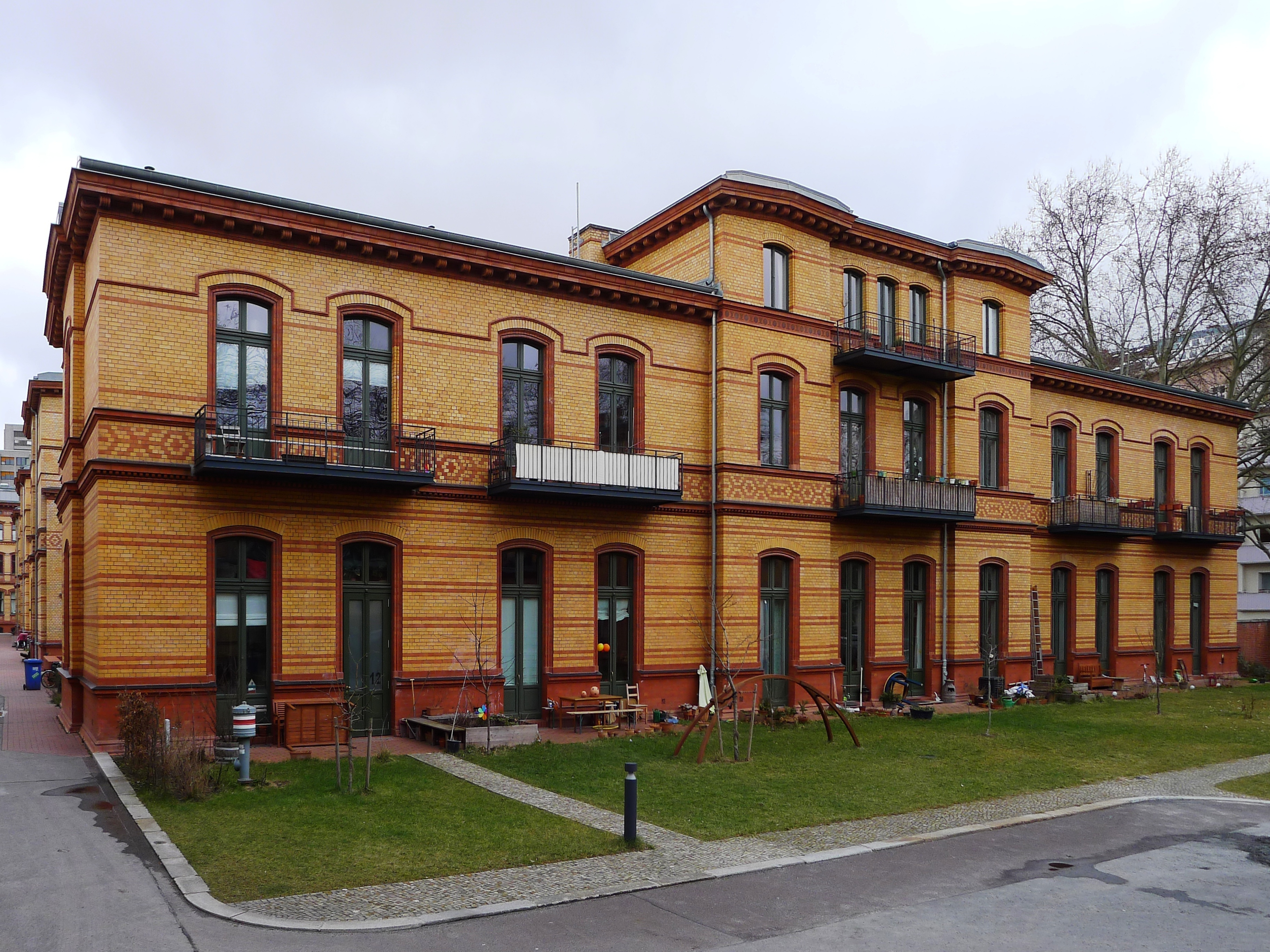
Bettenhaus im Urban-Krankenhaus
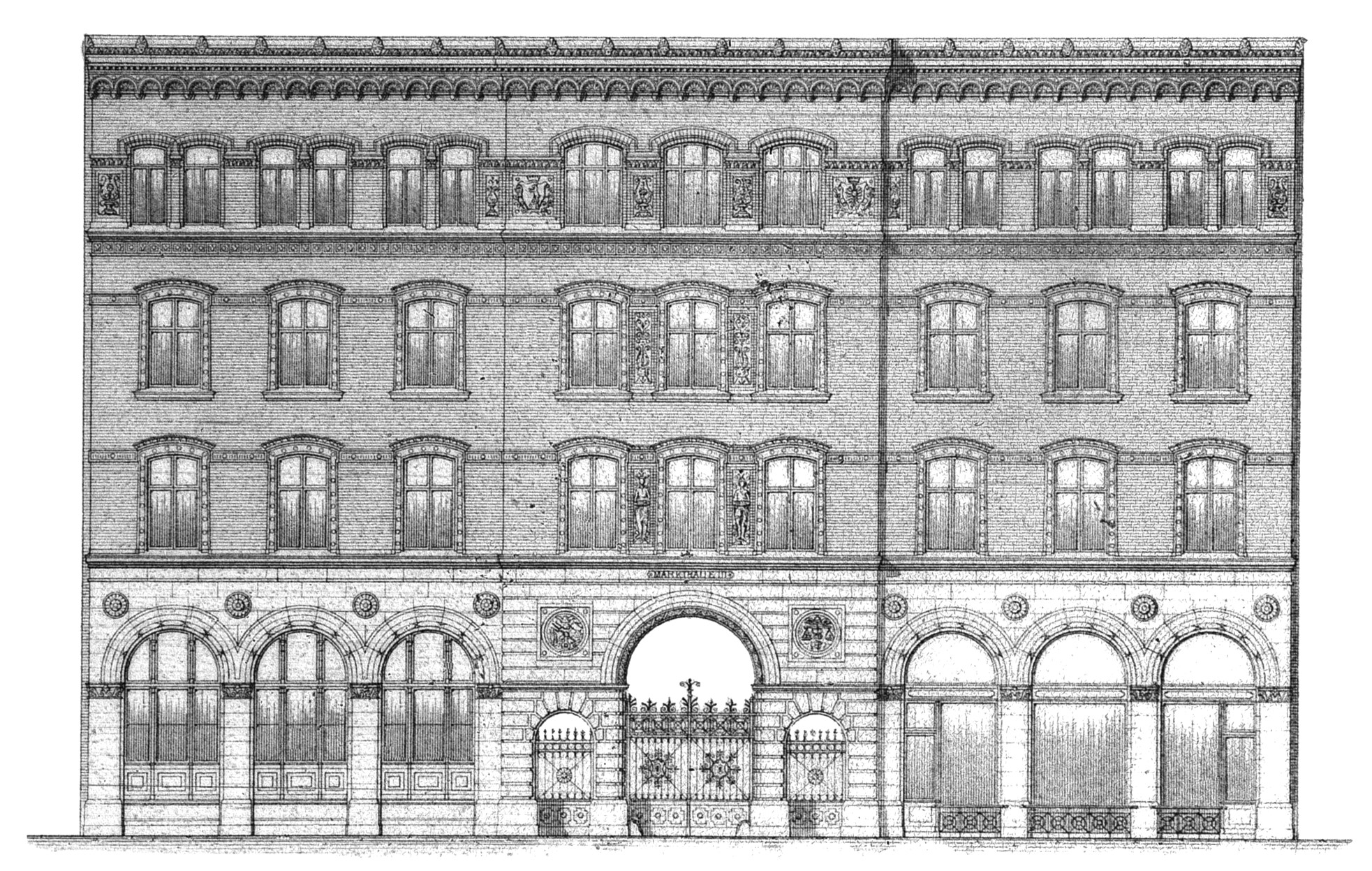
Markthalle III
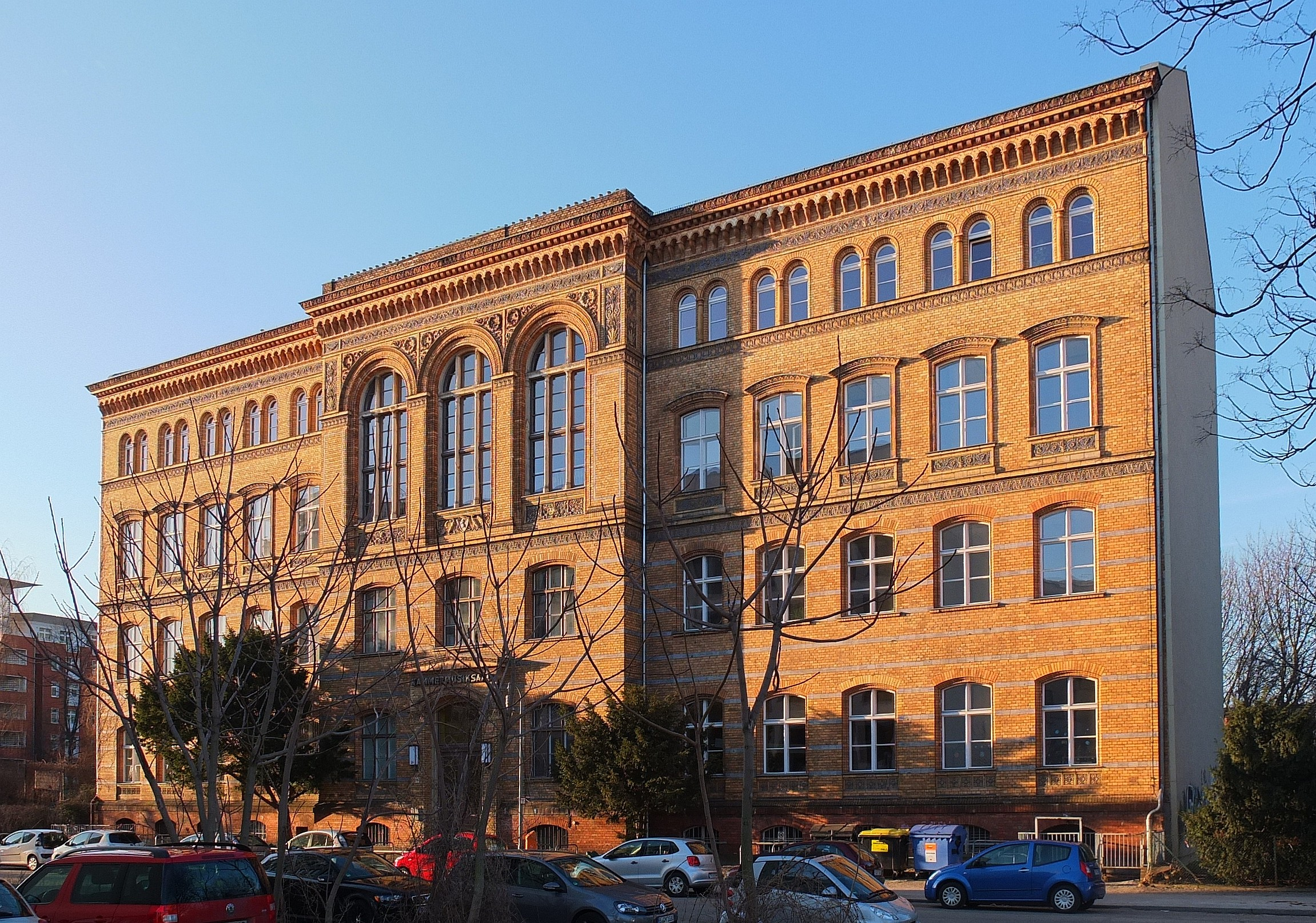
Askanisches Gymnasium
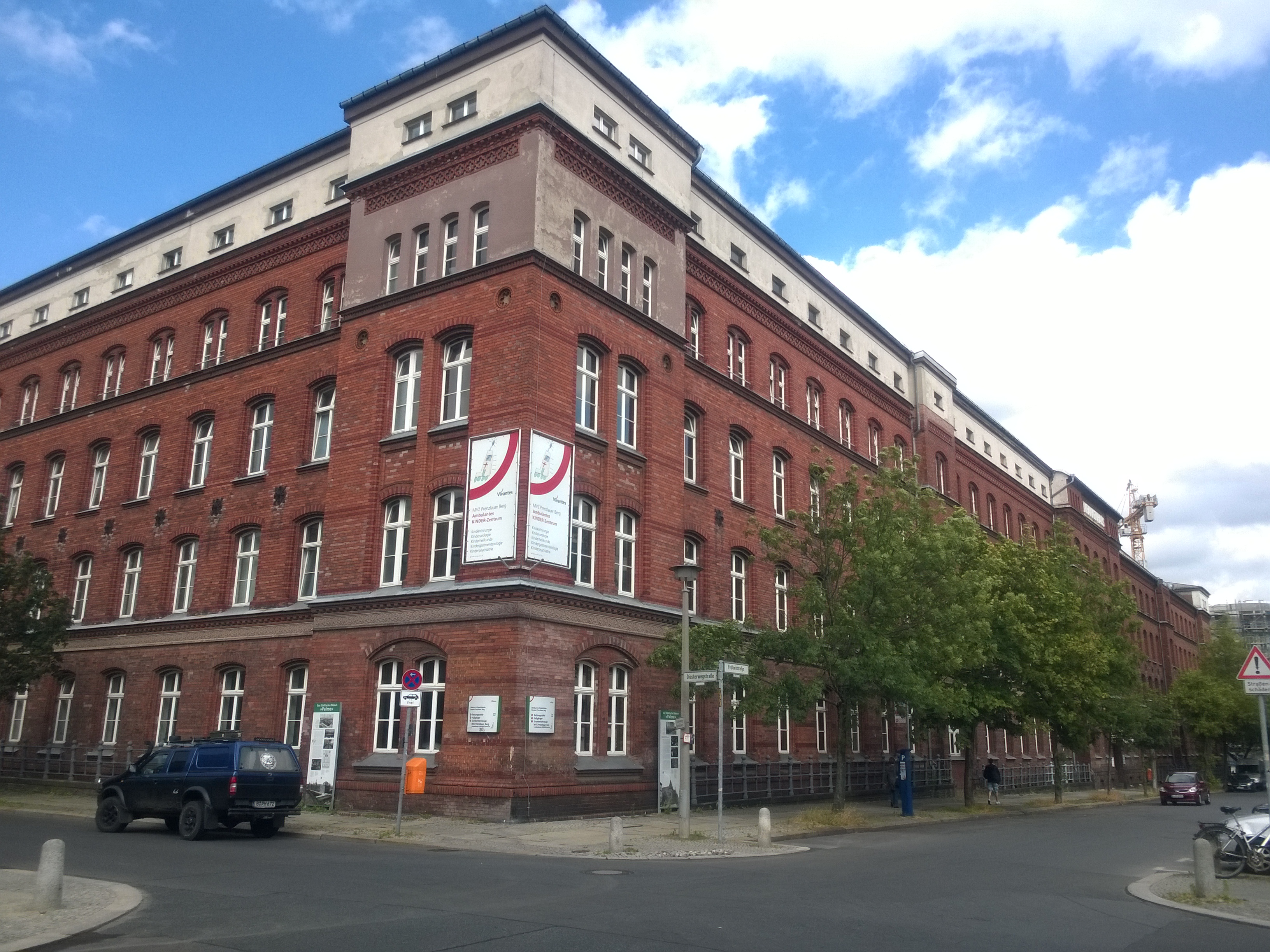
Klinikum Prenzlauer Berg
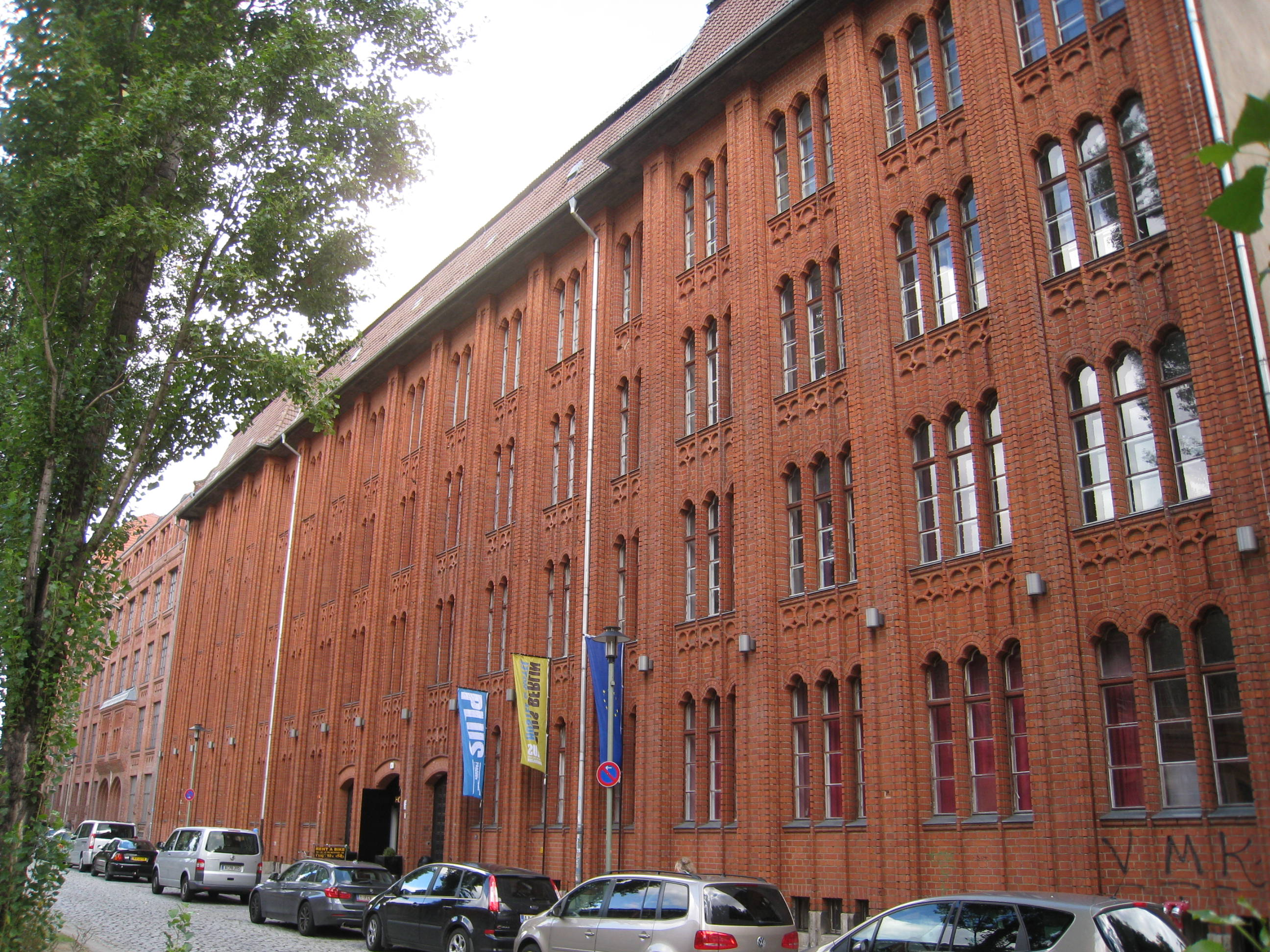
Höhere Fachschule für Textil- und Bekleidungsindustrie Warschauer Platz

Abgeordnete wie der Sozialdemokrat Paul Singer lobten, dass Hoffmann sich vom bisherigen Kasernenstil abgewandt hat. Gerade Singer und die Sozialdemokraten stützten Hoffmann in seinen Anfangsjahren und standen hinter dem Programm, die öffentlichen Bauten auch repräsentativ aussehen zu lassen. So sollte dargestellt werden, dass die Stadt Berlin beispielsweise den Schulen einen Wert zumisst. Hoffmann wandte sich bei seinen Bauten von der vorher herrschenden Fassadengestaltung durch Verblendsteine aus Terrakotta ab und projektierte verputzte Fassaden. Zum einen aus ästhetischen Gründen, zum anderen, weil er sie auf die Dauer für haltbarer hielt. Am Anfang seiner Amtszeit musste er sich hier gegen zahlreiche Widerstände durchsetzen, die die höheren Kosten ebenso wie die Probleme für die einheimische Terrakottaindustrie bemängelten, die bisher die Verblendsteine hergestellt hatte.

### Anstehende Bauprojekte

Bevölkerungsentwicklung Berlins von 1750 bis auf 1,1 Millionen Einwohner im Jahr 1880
Zum Amtsantritt Hoffmanns hatte Berlin 1,6 Millionen Einwohner, von 1906 bis zum Beginn des Ersten Weltkriegs überstieg die Einwohnerzahl 2 Millionen.

Hoffmann übernahm das Amt des Stadtbaurats, als es seine höchste Ausprägung hatte. Obwohl vom Status her deutlich hinter Stellen beim Reich oder dem Land Preußen angesiedelt, bot es doch ein vorher und nachher unvorstellbares Betätigungsfeld für einen Architekten. Der Staat weitete sein Gebiet aus und das Berufsbeamtentum war ein zentraler Bestandteil. Das Bauprogramm, das vor Hoffmann lag, war immens. Obwohl er in seiner Amtszeit 69 Schulen errichten ließ, reichte die Anzahl der Neubauten nicht aus: Am Ende seiner Amtszeit fand immer noch Unterricht in Notunterkünften oder Behelfsbaracken statt, weil das wachsende Berlin noch mehr Schulen benötigte. Der Aufstieg der freien Architekten begann gerade erst, wie sich an der Karriere von Hoffmanns Freund Messel sehen lässt.
Bereits zur Amtseinführung Hoffmanns stand fest, welche Bauten er mit seinem Bauamt anzugehen habe. Als Bedingung für seine Einstellung hatte Hoffmann durchgesetzt, dass er attraktive große Projekte selbst bauen würde und die Stadt Berlin von offenen Ausschreibungen und Wettbewerben Abstand nähme. Absehbar war, dass Berlin ein großes neues Krankenhaus wie auch einen Neubau des Märkischen Museums benötigte. Daneben brauchte die Stadt weitere Schulen, Feuerwachen und Badeanstalten. Hoffmann hatte zu dieser Zeit zwar den Bau des Reichsgerichts erfolgreich geleitet, besaß jedoch keinerlei praktische Erfahrung mit kleineren Zweckbauten, wie sie für jede Kommunalverwaltung typisch sind.
Bis zum Ende seiner Amtszeit führte Hoffmann etwa 150 Bauprojekte für die Stadt Berlin aus. Kein anderer Architekt baute mehr Gebäude in Berlin. Neben den genannten 69 Schulen waren das vier große Krankenhäuser, zwei psychiatrische Anstalten, ein Altersheim, vier Schwimmbäder, sieben Amtsgebäude, vier Feuerwachen, fünf Depots und ein Museum. Die Bauten konzentrierten sich auf die damals am stärksten wachsenden Berliner Bezirke Prenzlauer Berg und Wedding.

### Hoffmann als Teil der Bürokratie
Als städtischer Angestellter konnte Hoffmann nicht allein über das Baugeschehen oder seine Umsetzung entscheiden. So musste beispielsweise die Stadtverordnetenversammlung jedem Entwurf für ein Gebäude zustimmen – was insbesondere bei repräsentativen Bauten oft die Planungszeit verlängerte. Das preußische Dreiklassenwahlrecht der Zeit sicherte zudem eine konservativ-liberale Mehrheit im Stadtparlament. Hoffmann, der selbst Mitglied des Magistrats war, beschrieb die Situation in einer Rede: „[I]ch bin hier Architekt eines Bauherrn mit 34 Magistrats- und 144 Stadtverordnetenköpfen und von diesen 178 ist leider nur ein einziger mein eigen. Und auch wenn die 177 Köpfe – ich nehme jetzt meinen eigenen aus – gleich sind an hervorragender Liebenswürdigkeit, so sind sie doch sehr ungleich in ihren künstlerischen Anschauungen.“
Auch wenn es in der Stadtverordnetenversammlung gerade in Hoffmanns Anfangsjahren Auseinandersetzungen um sein Bauprogramm gab, konnte er sich auf die Dauer klar durchsetzen. Die Abstimmung über eine zweite Amtszeit nach zwölf Jahren im Jahr 1908 bestand er problemlos, als sich 77 der 83 anwesenden Abgeordneten für Hoffmann aussprachen. Nachdem das Ende des Ersten Weltkriegs und die Bildung Groß-Berlins im Jahr 1920 die Verhältnisse in der Stadt geändert hatten, erstmals die SPD und USPD eine Mehrheit in der Stadtverwaltung hatten, war die Neuwahl aller Stadträte nötig. Neben dem Oberbürgermeister Adolf Wermuth und dem Stadtkämmerer Gustav Böß war Hoffmann der einzige Stadtrat, der im Amt bestätigt wurde. Der mittlerweile 68-jährige Hoffmann erhielt 155 der 158 abgegebenen gültigen Stimmen.

Förderer und Unterstützer Hoffmanns in politischen Auseinandersetzungen
Sozialdemokrat Paul Singer
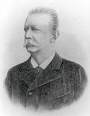
Bürgermeister Martin Kirschner
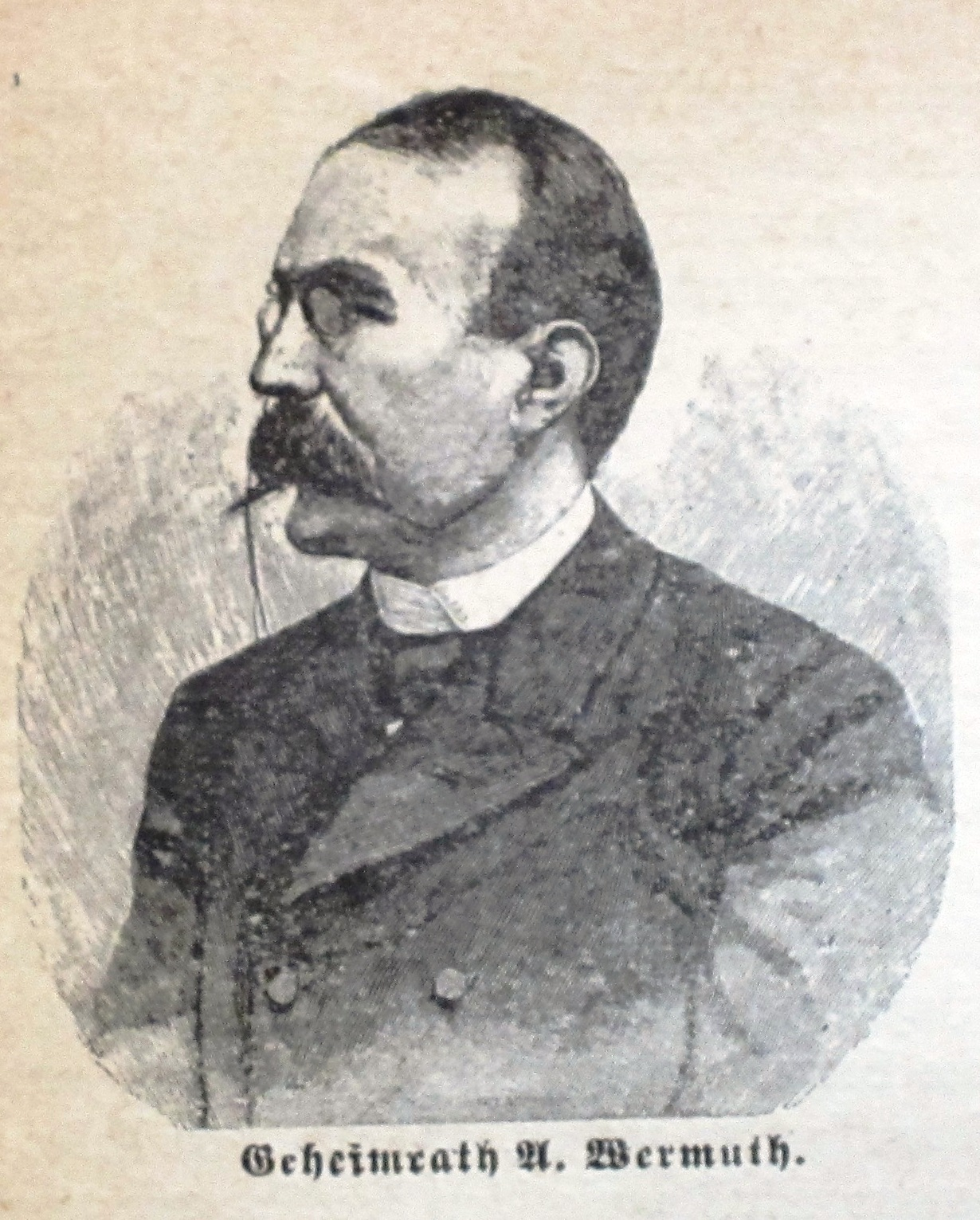
Bürgermeister Adolf Wermuth
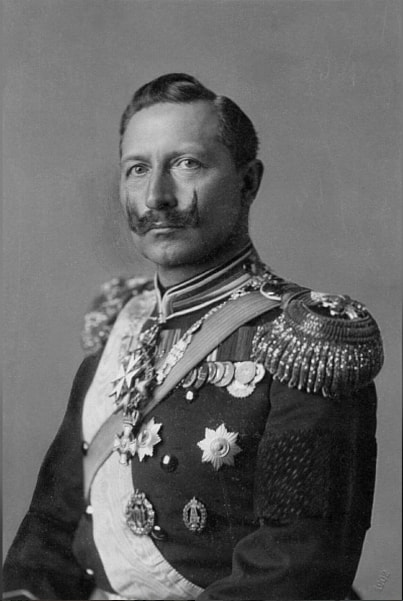
Kaiser Wilhelm II.

Anfängliche Probleme mit der Baupolizei löste Hoffmann zu seinen Gunsten, indem er sich direkt beim Deutschen Kaiser Wilhelm II. die Zustimmung für die Bauten holte. Untergeordnete Behörden wagten dem nicht mehr zu widersprechen.
Im prägenden Teil seiner Amtszeit (1898 bis 1912) arbeitete Hoffmann direkt mit dem Oberbürgermeister Martin Kirschner zusammen. Dieses Mitglied der liberalen Freisinnigen Volkspartei war Hoffmann nicht nur persönlich eng verbunden, beide Männer hatten ähnliche Vorstellungen von der weiteren Entwicklung Berlins und den dazu notwendigen Bauten. In Kirschners Amtszeit verdoppelte sich der städtische Etat und er initiierte den Bau zahlreicher öffentlicher Gebäude.

### Erster Weltkrieg, Inflationszeit und Ruhestand

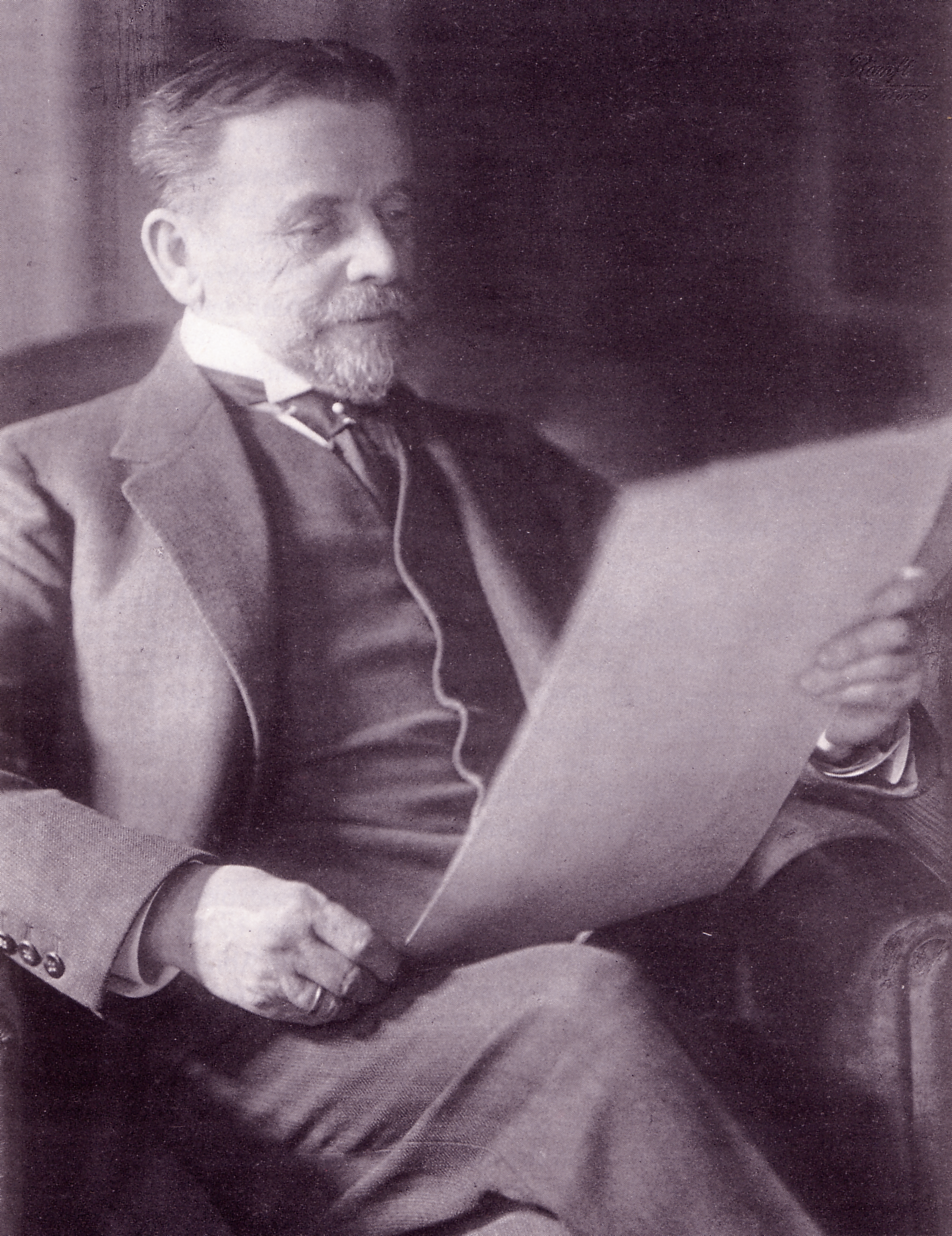
Porträt, angefertigt von Ernst von Brauchitsch

Nach 1914 verhinderten der Erste Weltkrieg und dessen Folgen sowie die leeren öffentlichen Kassen, dass Hoffmann sein Werk in dem Umfang durchsetzen konnte, wie in den Jahren zuvor. Nach der Gründung Groß-Berlins im Jahr 1920 veränderte sich die Aufgabenstellung in der Stadt zudem so, dass die entsprechenden Bauten nicht mehr von der Stadt Berlin und ihrem Hochbauamt projektiert wurden: Planung und Durchführung von Neubauten oblagen nun den einzelnen Verwaltungsbezirken; das Berliner Hochbauamt hatte nur noch die Oberaufsicht über diese Bauten. Der Schwerpunkt von Hoffmanns Tätigkeit verlagerte sich von der direkten Bauausführung hin zu Verwaltungs- und Koordinationstätigkeiten.
Zum 1. April 1924 ging Hoffmann im Alter von fast 72 Jahren in den Ruhestand. In Preußen war eine Pensionsregelung für Kommunalbeamte in Kraft getreten, die ein Ruhestandsalter von 65 Jahren vorsah. Die Stellenbeschreibung Hoffmanns hatte sich in den Jahren seit dem Ersten Weltkrieg und dem Groß-Berlin-Gesetz so sehr verändert, dass der Magistrat diskutierte, die Position des Stadtbaurats ganz abzuschaffen. Schließlich folgte zwei Jahre später auf Hoffmann Martin Wagner nach, der ähnlich starke Akzente in der Stadt setzen konnte wie Hoffmann. Wie sehr sich die Zeiten geändert hatten, lässt sich an Wagners neuer Amtsführung sehen: Er gestaltete nur noch einen einzigen Hochbau selbst, das Strandbad Wannsee, betätigte sich dagegen als „Regisseur der Weltstadt“. Der Siedlungsbau, mit dem Berlin zu Hoffmanns Zeiten nichts zu tun haben wollte, war in den Zuständigkeitsbereich des Baustadtrats gerückt. Hinzu kamen weitere Verantwortungsbereiche wie Stadtplanungen und Großsiedlungsbau. Wagner initiierte und koordinierte beispielsweise den Bau der Hufeisensiedlung, der Weißen Stadt oder der Großsiedlung Siemensstadt.
Hoffmann blieb mit seiner Frau im Haus Margaretenstraße 18 wohnen, dessen Eigentümer er inzwischen geworden war.

## Bauten als Stadtbaurat

### Schulbauten
Hoffmann war zu einer Zeit ins Amt gekommen, als die Bevölkerung Berlins explosionsartig wuchs. Für die vielen Kinder waren zahlreiche Schulneubauten dringend notwendig. Diese Bauten bildeten von der Menge her Hoffmanns Hauptbetätigungsfeld. Hinzu kam, dass sich die gebührenfreie kommunale Schule erst in den 1880er Jahren in Preußen endgültig durchsetzte und die Schulpflicht im Jahr 1902 in Preußen von sechs auf acht Jahre verlängert wurde. Nicht nur nahm die Zahl der Kinder zu Hoffmanns Zeiten in Berlin stetig zu, auch gingen mehr von ihnen länger in die Schule. Da gleichzeitig angestrebt wurde, die durchschnittliche Klassengröße von 70 auf 40 Kinder zu verringern, hätte Berlin selbst dann mehr Schulräume benötigt, wenn die Zahl der Schüler insgesamt gleich geblieben wäre. Insgesamt errichtete Hoffmann in seiner Amtszeit knapp 70 Schulgebäude in ganz Berlin. Getreu der damaligen Nachfrage nach Schulen waren es fast ausschließlich Grundschulen. Insgesamt errichtete Hoffmann 47 Gemeindedoppelschulen für Jungen und Mädchen mit je getrennten Eingängen, fünf einfache Gemeindeschulen, zwei Gymnasien, drei Realgymnasien, drei Oberrealschulen, zwei Realschulen, drei Lyzeen und sechs beruflich orientierte Spezialschulen.
Als Hoffmann einige Monate Einarbeitungszeit in sein Amt in Anspruch nahm, warfen ihm die Stadtverordneten im Jahr 1899 insbesondere vor, dass die Schulbauten nicht vorankämen. Während andere deutsche Städte wie München zu dieser Zeit herausragende Plätze und Kreuzungen als Standorte von Schulen planten, musste sich Hoffmann auf Basis des Hobrecht-Plans mit Seitenstraßen und Hinterland-Baugrundstücken begnügen. Aufgrund der Vielzahl von Bauprojekten entwickelte Hoffmann entgegen seinem sonstigen Bauprogramm für den häufigsten Schultyp, die Gemeindedoppelschule, einen Standardbauplan mit 56 Klassenzimmern und einem Physikzimmer, dazu Konferenzräume, Schulküche, Turnhalle, Brausebad, das die Kinder einmal die Woche aus hygienischen Gründen aufsuchen mussten, und eine große Aula. Die Bauten waren symmetrisch angelegt. Jungen- und Mädchentrakte glichen sich, während die Gemeinschaftseinrichtungen wie Turnhalle oder Aula abwechselnd genutzt werden konnten. Anpassungen nahm er vor, wenn die Form des Baugrundstücks es verlangte oder weitere öffentliche Einrichtungen wie Säuglingsfürsorgestellen, Steuerstellen oder öffentliche Bibliotheken in das Gebäude integriert werden sollten.

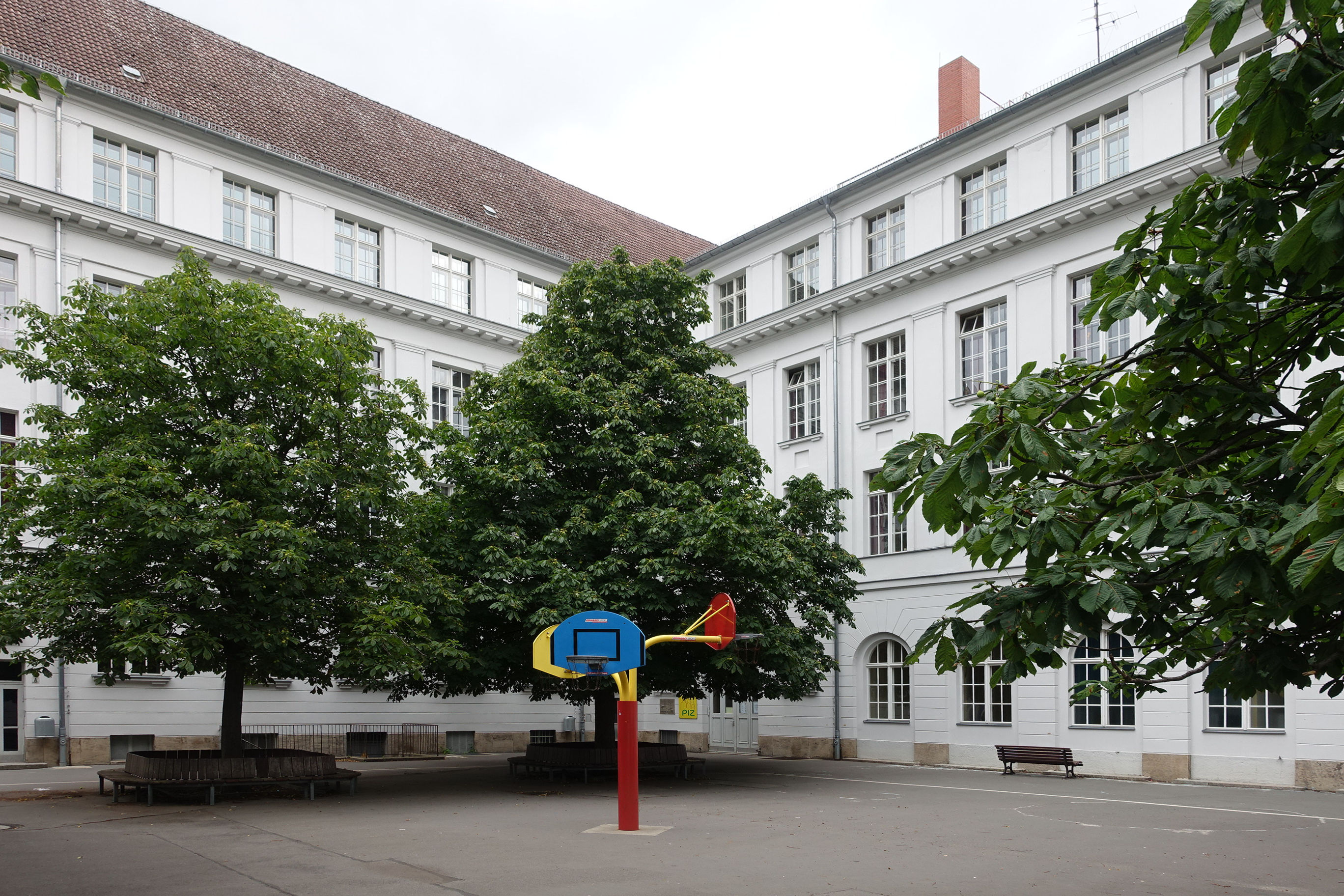
43. Gemeindeschule, Gesundbrunnen, Innenhof
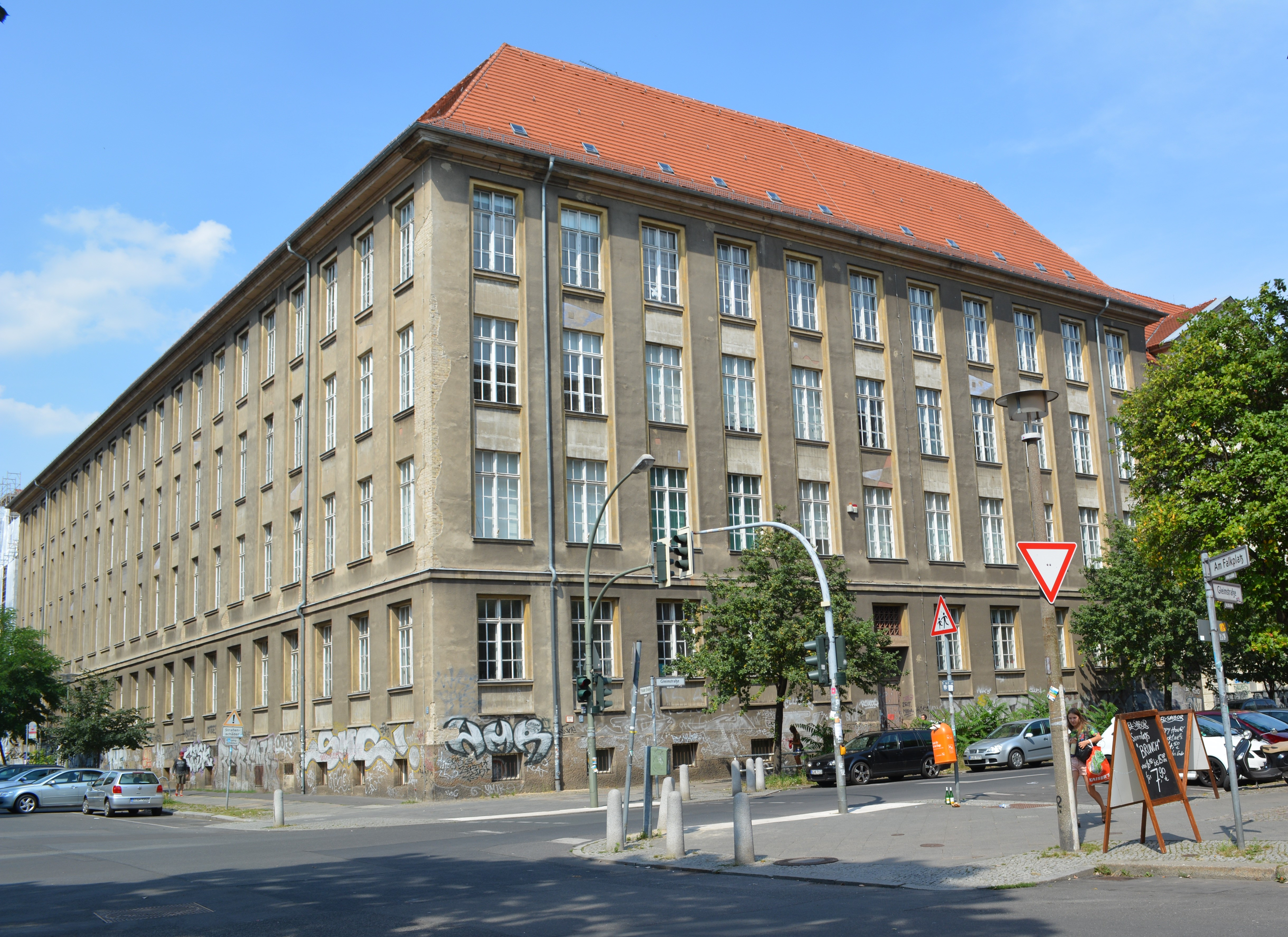
Luisenstädtisches Gymnasium, Prenzlauer Berg
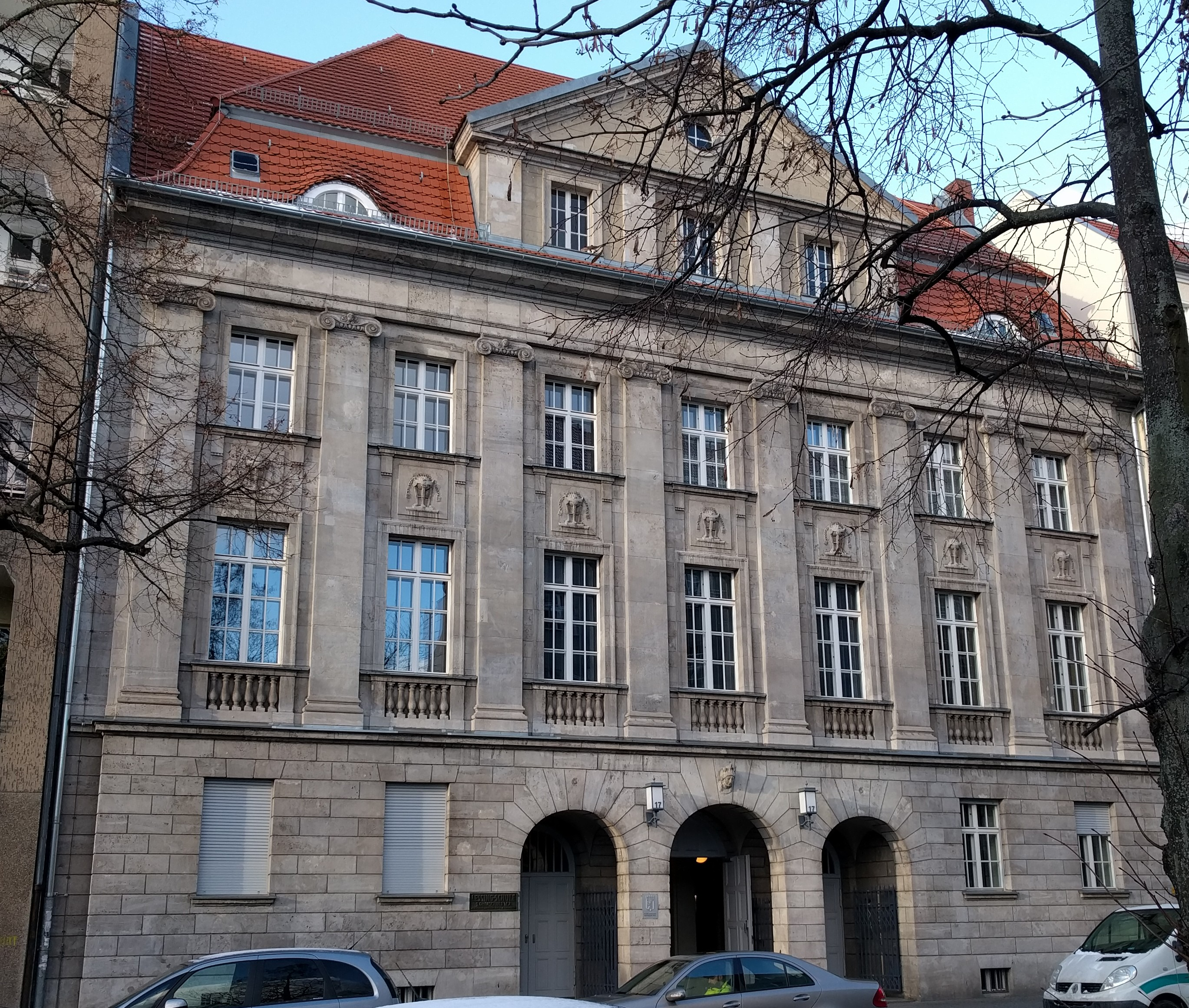
262. und 276. Gemeindeschule, Wedding
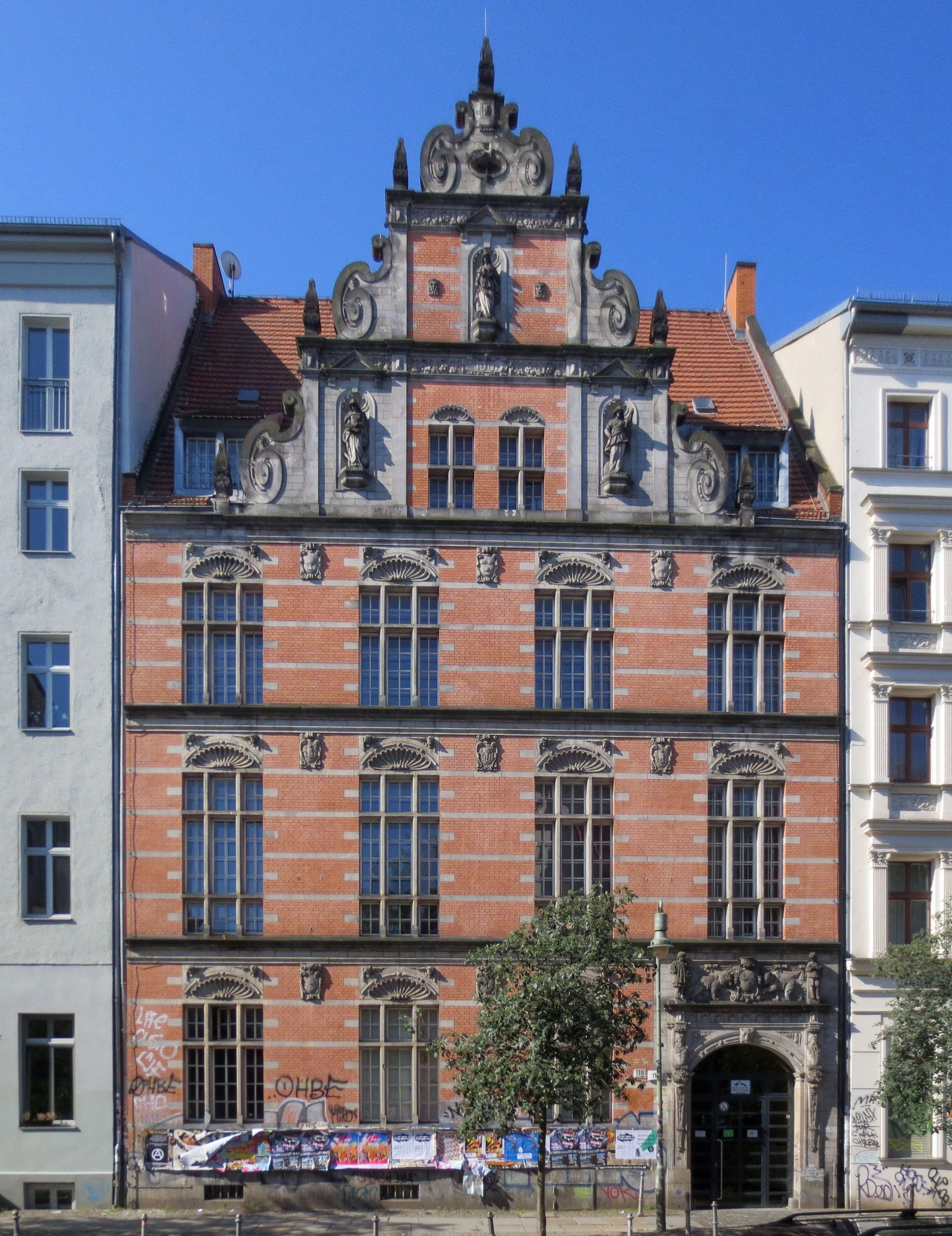
20. Gemeindeschule, Kreuzberg
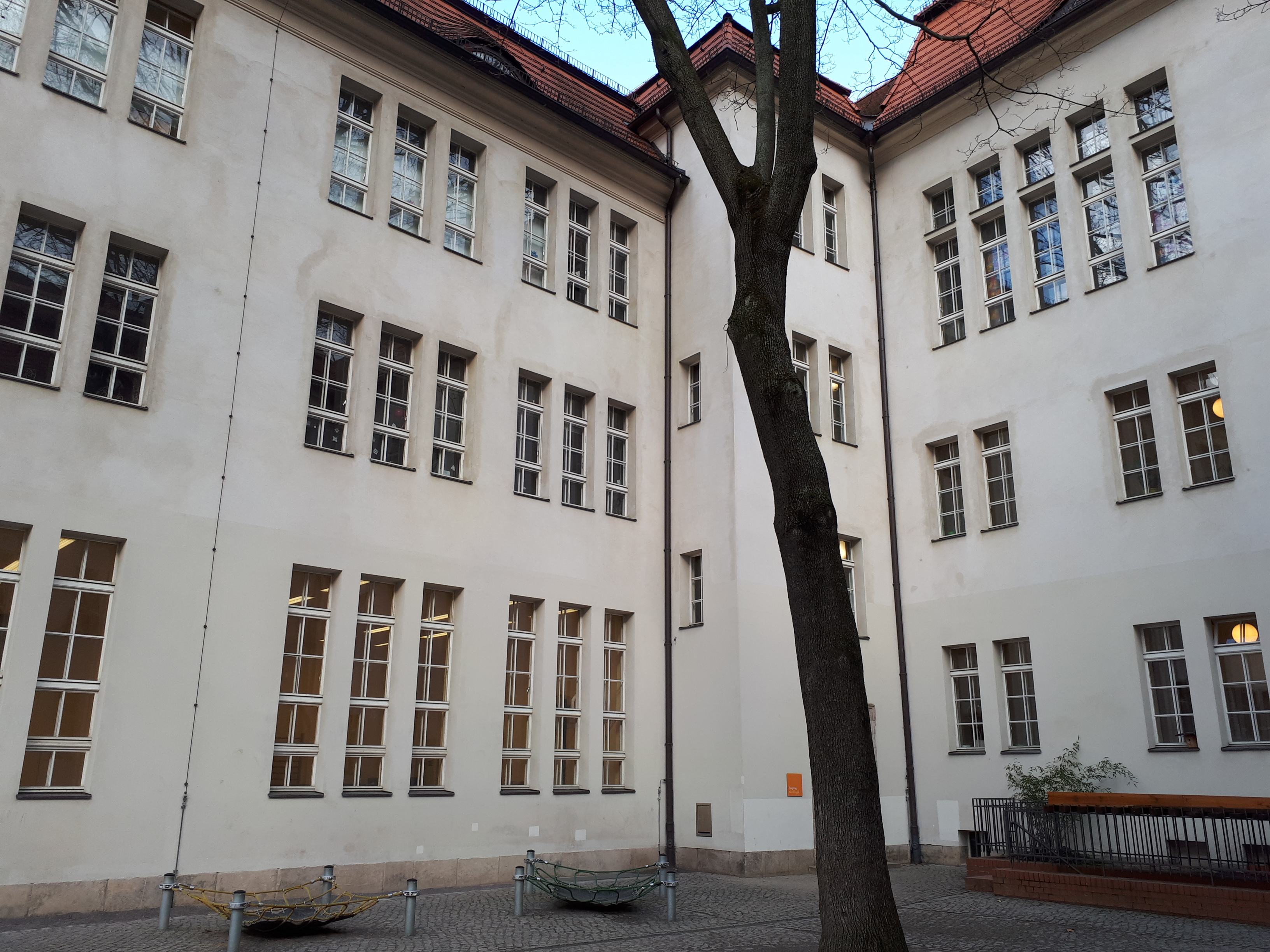
1. Gemeindeschule, Innenhof, Mitte
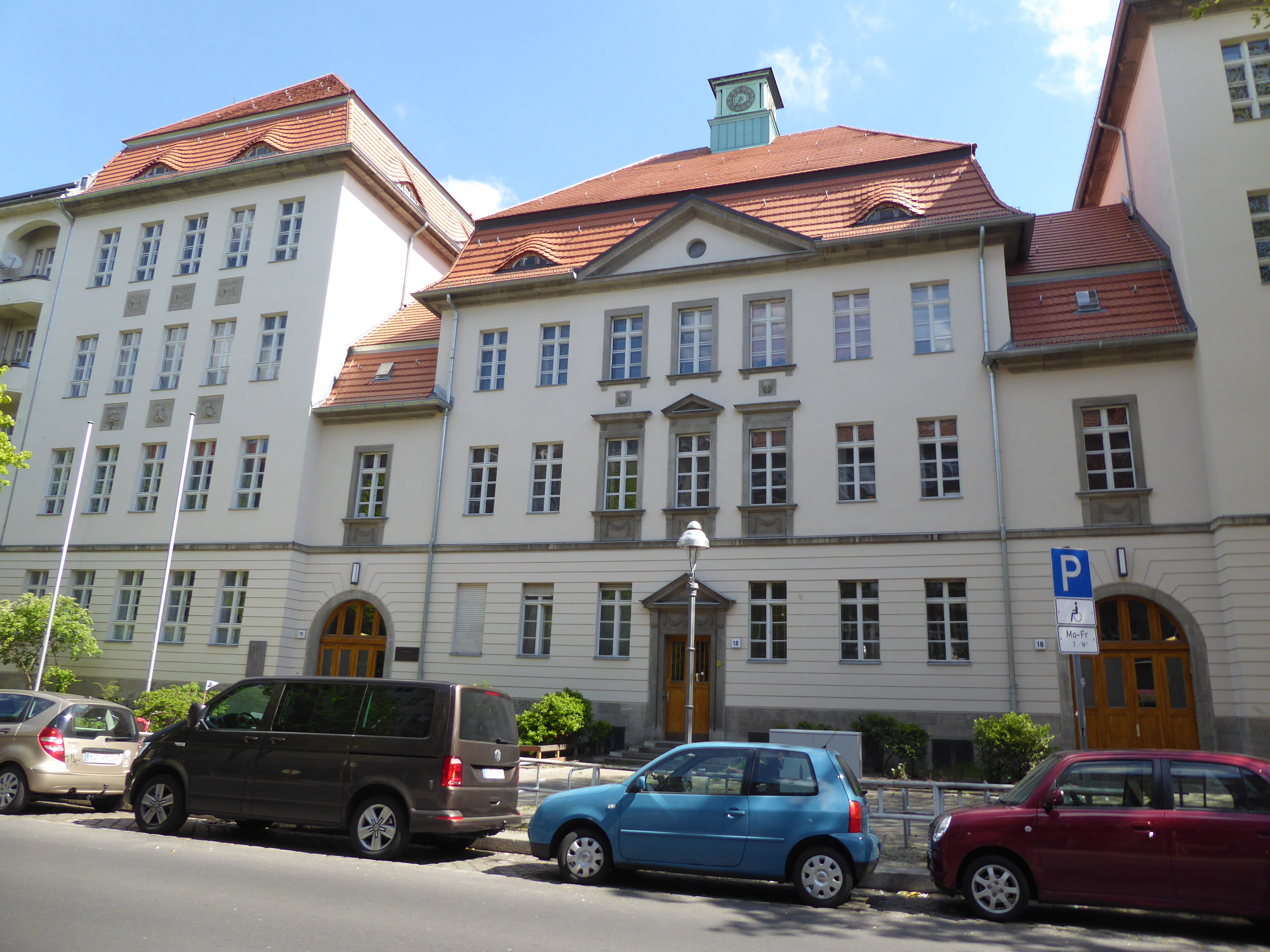
285. und 295. Gemeindeschule, Wedding

Hoffmann berücksichtigte in seinen Bauten sowohl die jedes Mal anders zugeschnittenen Grundstücke als auch die Bauten der Umgebung, so dass sich kaum zwei Schulgebäude Hoffmanns gleichen. Hoffmann strebte einfache, luftige Formen an, die für die Kinder als Kontrapunkt zu den oft überladenen Nachbarbauten „in dieser äußerlich aufgebauschten und größenwahnsinnigen Zeit“ angebracht erschienen. Lehrer und Schulleiter lobten oft den Raum und die Luft, die die Schulen den Kindern gaben. Ein Rektor schrieb an Hoffmann: „Da Sie als Freund der Kinder zeigen, wird es gewiß auch von Interesse für Sie sein, wie segensreich ihre Schulbauten in gesundheitlicher Beziehung wirken.“ Die Zahl der Infektionskrankheiten sei seit dem Umzug trotz gestiegener Schülerzahl im selben Zeitraum von 39 auf 2 zurückgegangen.
Die meisten Schulgebäude hatten aufgrund der Baulage nur kurze Straßenfronten, an denen Hoffmann oft die Lehrerwohnhäuser unterbrachte. Die Gestaltung derer Fassaden folgte Hoffmanns sonstigem Stil. Besonders setzte er auf Stilelemente der italienischen Renaissance. Nachdem er sich für den Bau des Märkischen Museums näher mit der nordeuropäischen Renaissance befasst hatte, begann er auch deren Stilmittel stärker zu nutzen und schuf damit einen Gegenpol zu seinen historistischen Bauten im Stil der italienischen Renaissance.
Bei den Schulbauten war Hoffmann noch stärker zum Sparen gedrängt als bei seinen anderen öffentlichen Bauten, sodass diese Schulen fast alle mit schmucklosen Fassaden entstanden, deren Gliederung und Gestalt durch die Fensterachsen und die Massengliederung geprägt wird. Er arbeitete mit unterschiedlichen Bauhöhen, zurückgesetzten Gebäudeteilen oder Risaliten. Die meisten Schulbauten entstanden in rasch wachsenden Arbeitervierteln im Norden der Stadt, in denen Mitglieder des Magistrats und der Stadtverordnetenversammlung nicht wohnten. Da es sich auch um wenig repräsentative Bauten handelte, blieben sie der am wenigsten beachtete Teil in Hoffmanns Werk.

### Krankenhäuser und psychiatrische Anstalten

#### Rudolf-Virchow-Klinikum Wedding

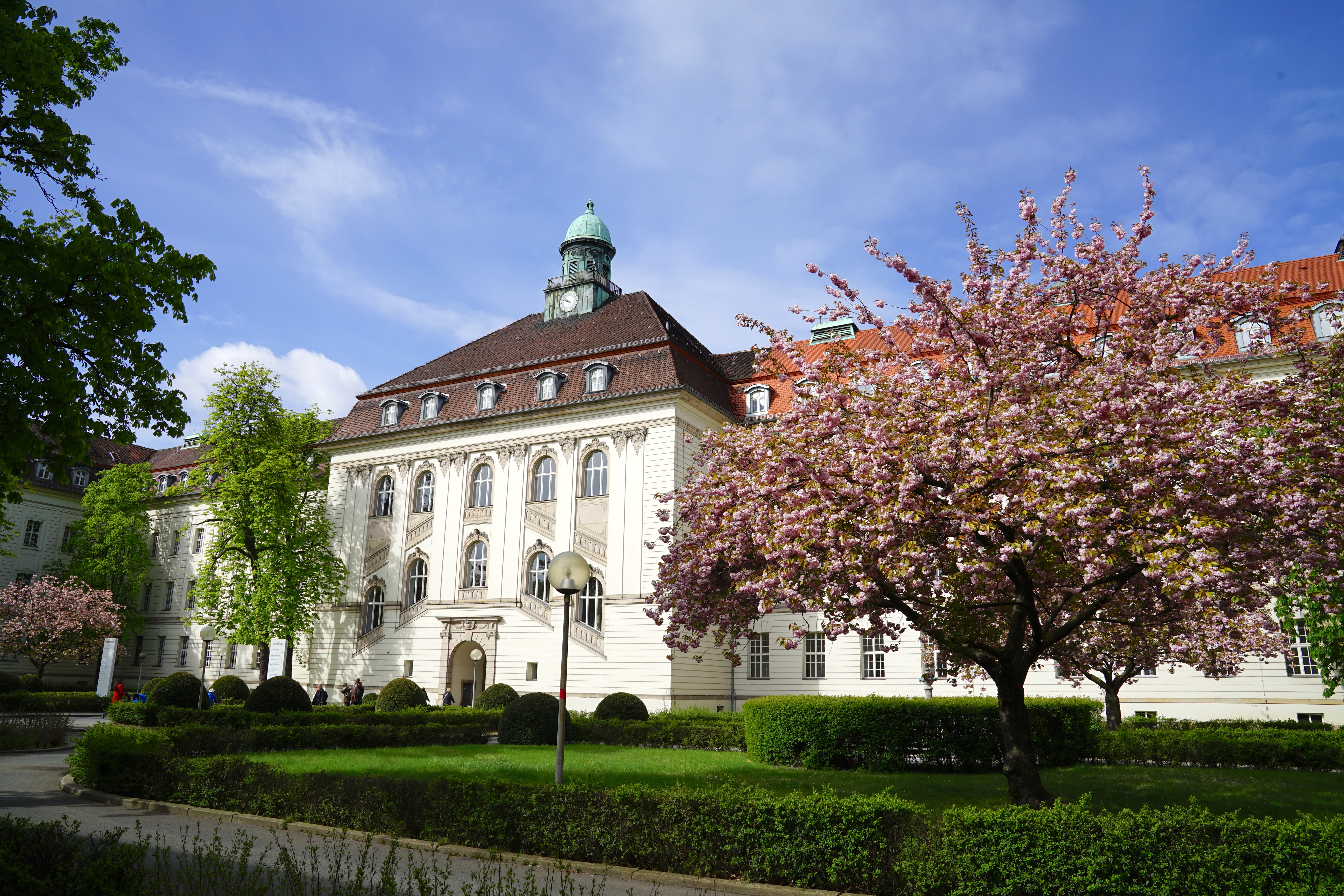
Ehrenhof mit Deutschem Herzzentrum

Von 1901 bis 1907 entstand unter Hoffmanns Planung und Leitung für 19,1 Millionen Reichsmark das Rudolf-Virchow-Krankenhaus in Berlin-Wedding, das zu seiner Zeit als das teuerste und zugleich modernste Krankenhaus Berlins galt. Der Bau war bereits vor Hoffmanns Zeit beschlossen worden, da die Stadt neben dem Krankenhaus am Friedrichshain, dem Krankenhaus Moabit und dem Klinikum am Urban dringend neue Einrichtungen für die Versorgung von Kranken benötigte. Das Haus sollte der ursprünglichen Planung zufolge 1000 Betten bieten. Die Kosten wurden auf das Zweieinhalbfache des gerade von Hoffmann vollendeten Reichsgerichts geschätzt. Das Grundstück im Wedding hatte die Stadt schon erworben, als Hoffmann sein Amt antrat. Hoffmanns Vorgänger Blankenstein hatte mit den Planungen begonnen.
Hoffmann verwarf Blankensteins Pläne und legte 1897 einen eigenen Entwurf vor. Der nach Rudolf Virchows Vorstellungen und den Vorgaben des Magistrats im Pavillonstil errichtete Gebäudekomplex sollte „Gartenstadt für Kranke“ sein. Insgesamt entstanden über 50 Gebäude. Hoffmann vertrat den Anspruch, dass der Kranke sich möglichst willkommen fühlen und ihm das Verlassen des gewohnten Heims einfach gemacht werden sollte. Der Architekt hatte den Anspruch einer „bescheidenen, so doch liebevollen Bauweise“ und einer „angenehmen Einfügung des Gebäudes in freundliche Gartenanlagen.“
Der Bau in seiner ausgedehnten Anlage wirkt parkartig. Zentrales Rückgrat ist eine Allee. Sie geht vom Haupt- und Eingangsgebäude aus, das an den Schlossbauten des Barocks orientiert ist. Über diese Mittelachse soll sich der Patientenverkehr abspielen. Versorgungsgebäude sind aus dem Blickfeld der Patienten herausgerückt, liegen am nördlichen Rand des Grundstücks und sind über eigene Wege erschlossen. Die Gestaltung der Anlage ist vom damals neu gebauten Universitätsklinikum Hamburg-Eppendorf beeinflusst, das Hoffmann, wie alle anderen neuen Krankenhäuser der Zeit, in Vorstudien besucht hatte.

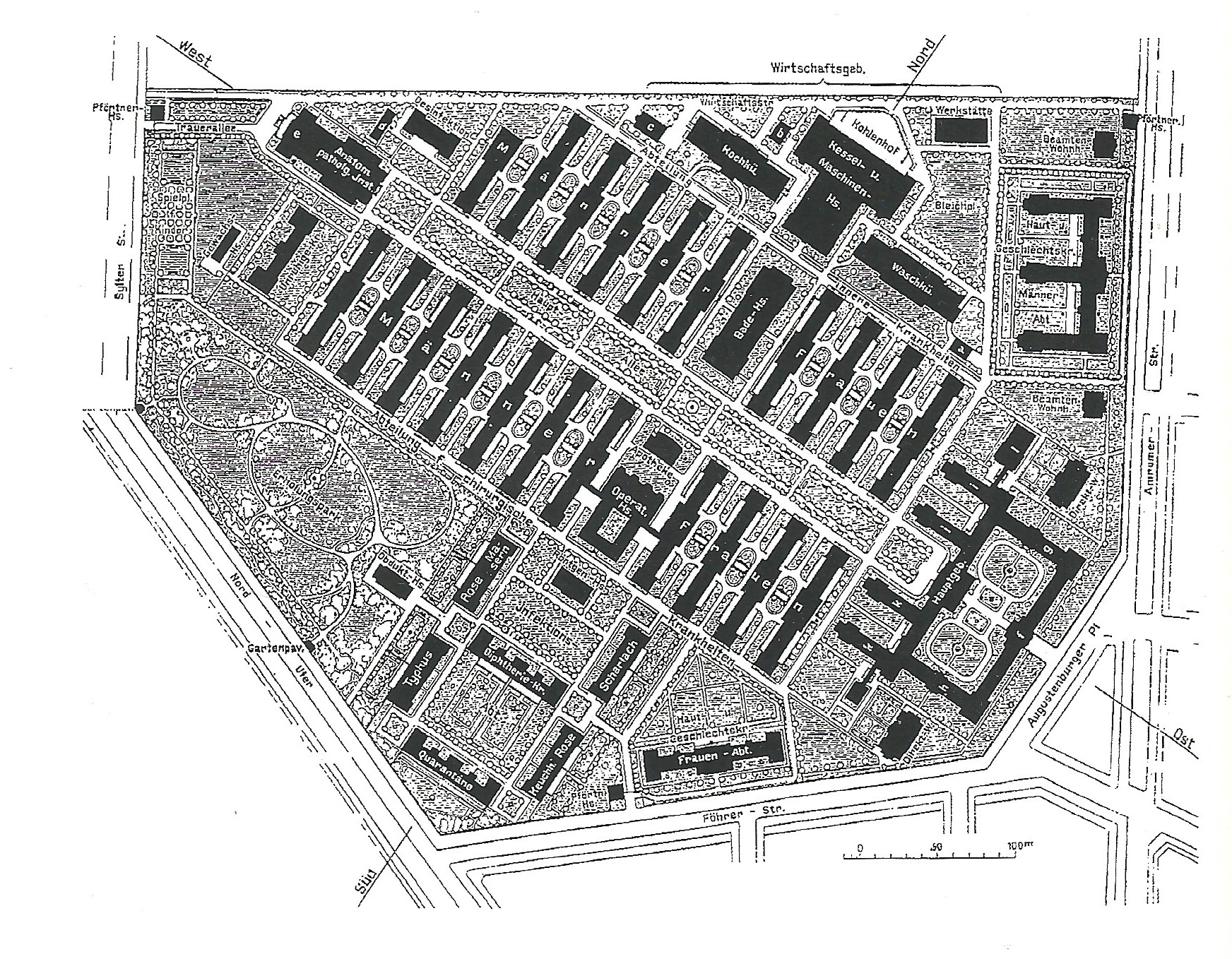
Hoffmanns Lageplan mit ausgeprägter Mittelachse
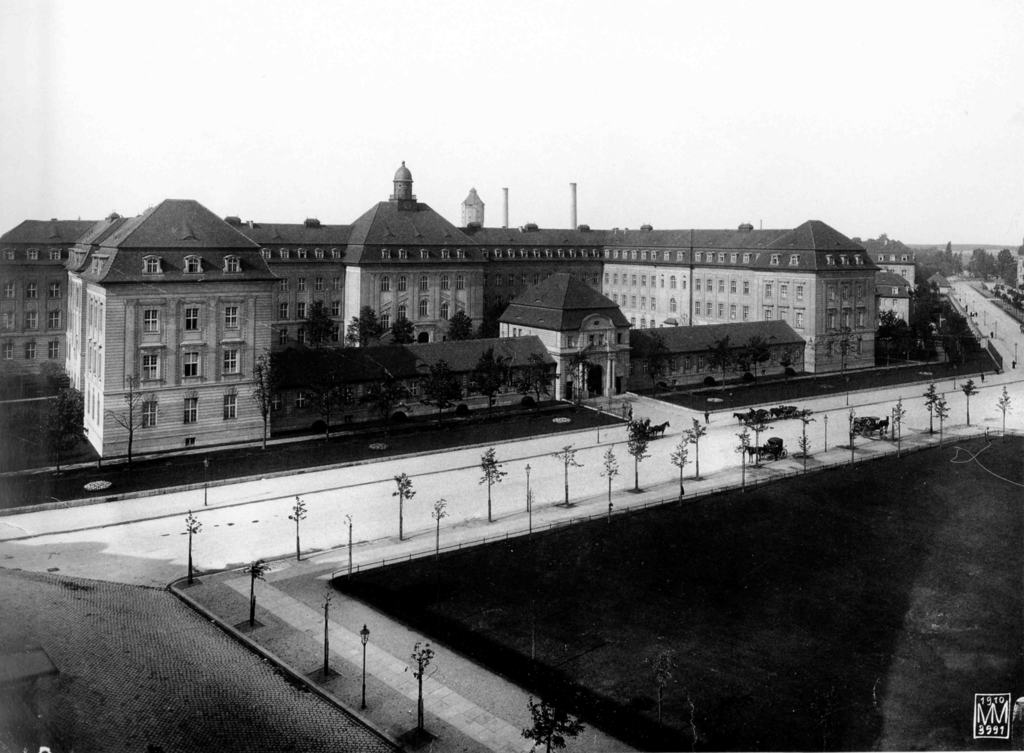
Hauptgebäude 1910
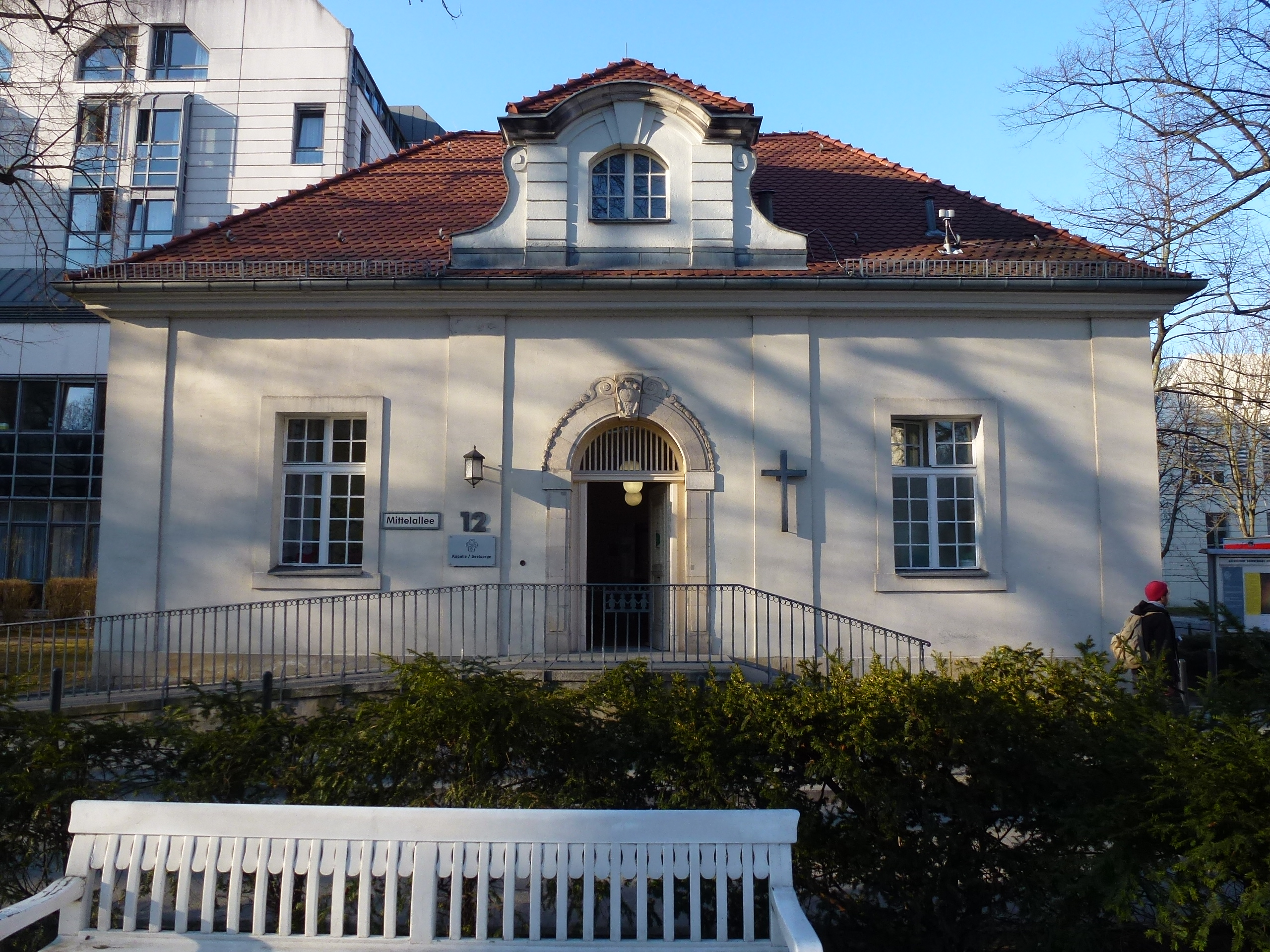
Pavillonbau in der Mittelallee
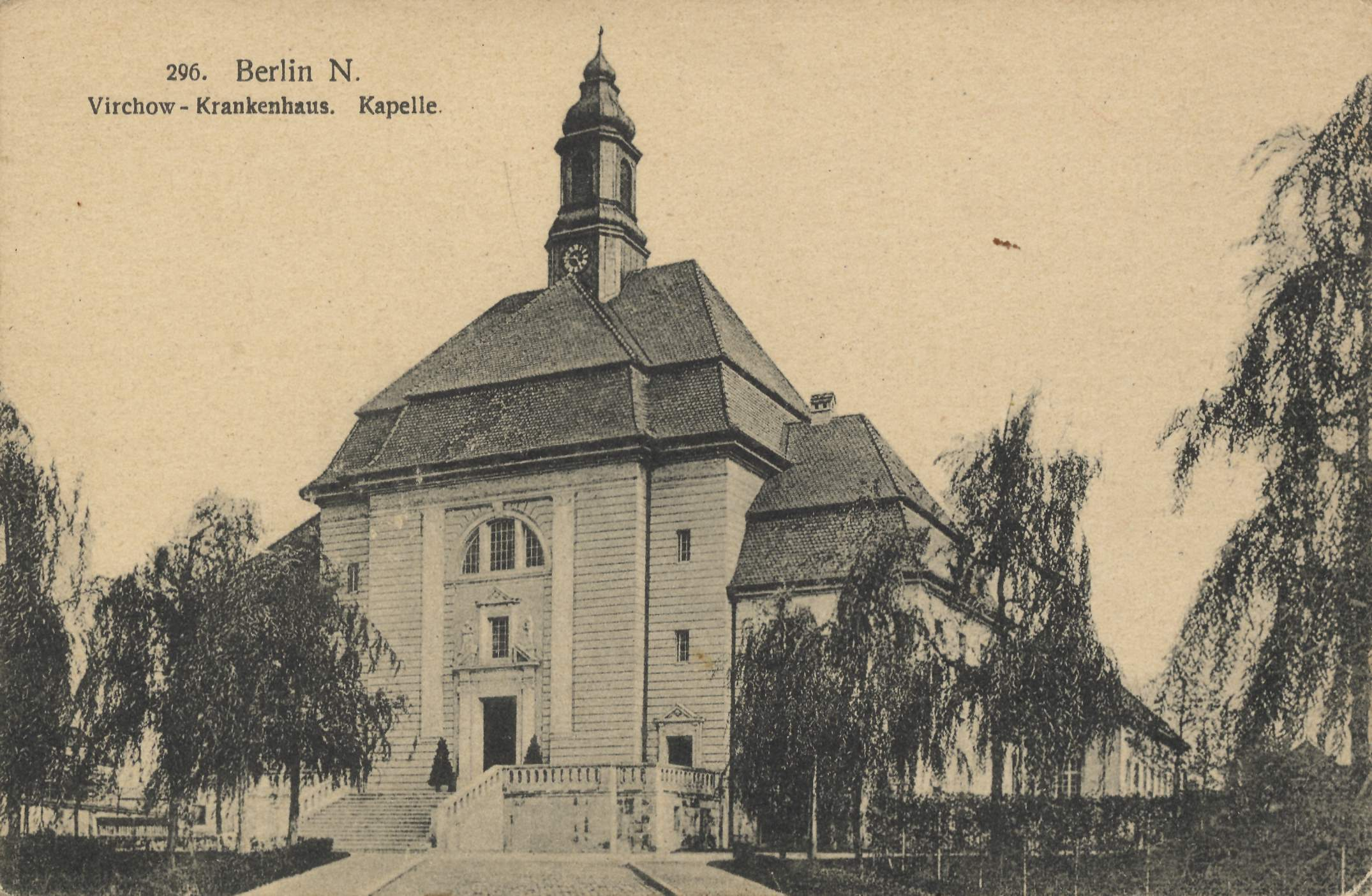
Ehemalige Kapelle

Das Klinikum wurde im September 1906 eröffnet, die letzten Bauten jedoch erst 1907 fertiggestellt. Hoffmann erhielt positive Äußerungen des Kaisers und die Presse zeigte sich zur Eröffnung begeistert. Auch im Ausland wurde das Krankenhaus vielfach wahrgenommen und erreichte internationale Anerkennung. Zu Hoffmanns Amtszeit war das Virchow-Klinikum sein international bekanntester Bau, mit dem er am häufigsten in Verbindung gebracht wurde. Wie auch bei seinen anderen Bauten stand Hoffmann hier vor allem in der Kritik der Liberalen, die ihm vorwarfen, zu teuer zu bauen, ein Vorwurf, den Teile der Ärzteschaft aufgriffen.

#### Heilanstalten Berlin-Buch/Ludwig-Hoffmann-Krankenhaus

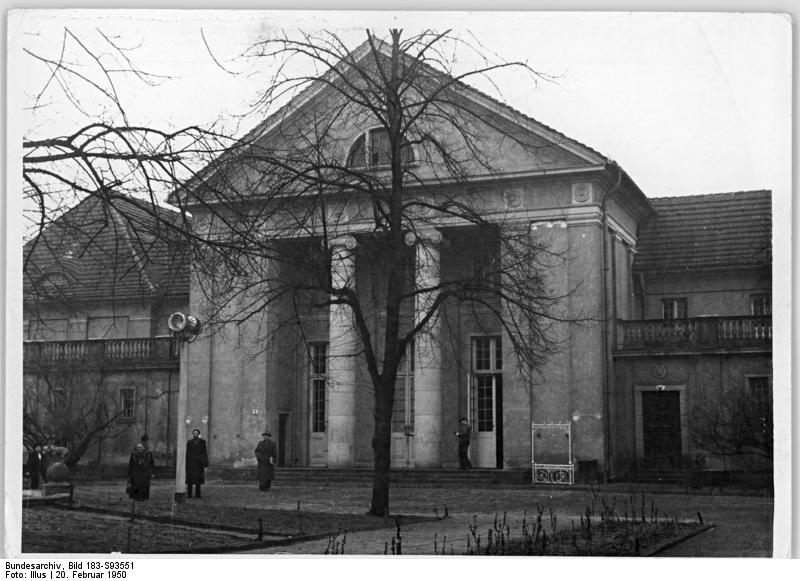
Eingang zum Festsaal des Krankenhauses (1950)

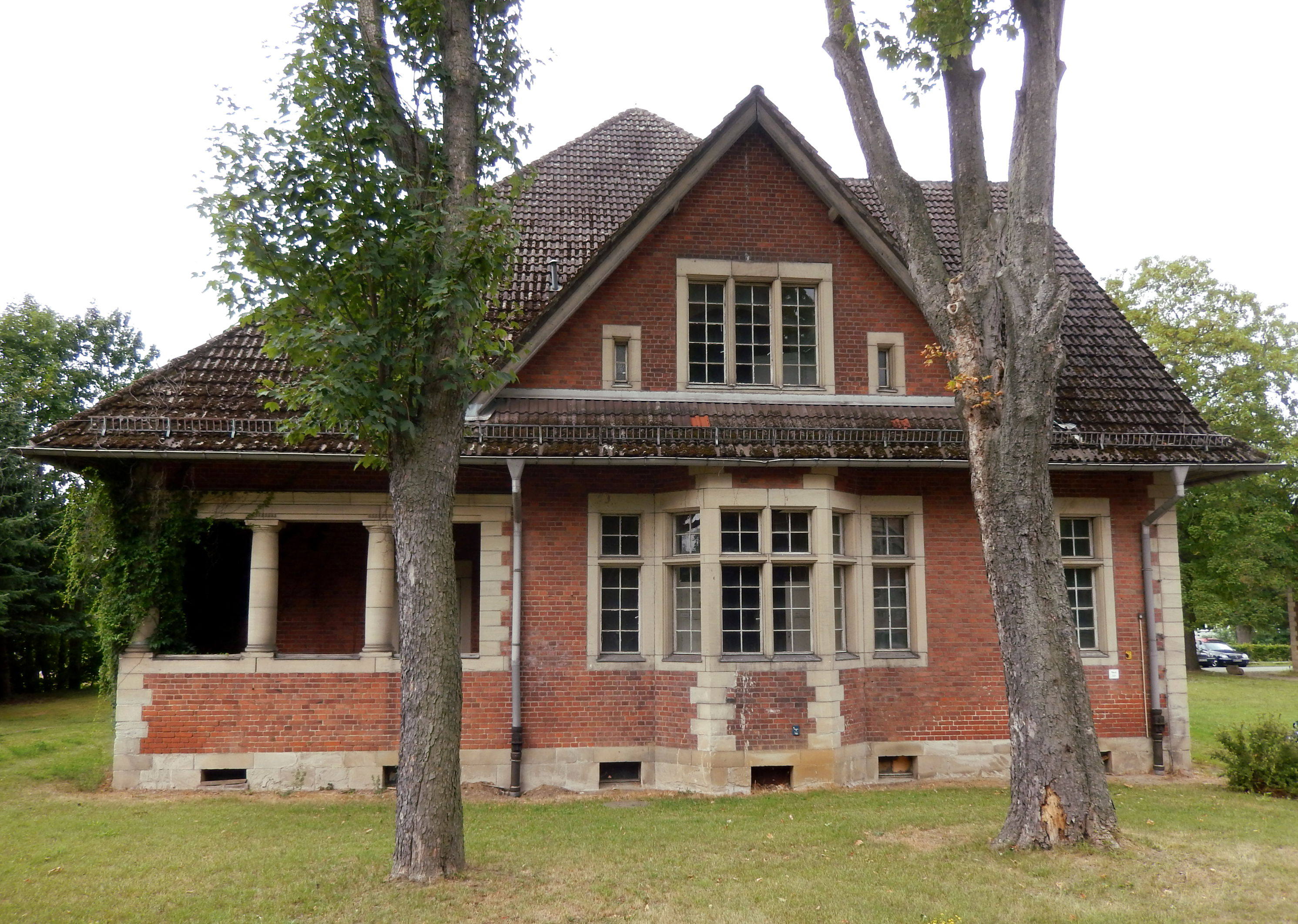
Haus 231 der Pflegeanstalten

Zu Hoffmanns größten Projekten gehörte der Bau der Heilanstalten in Berlin-Buch. Insgesamt entstanden in Buch in seiner Amtszeit eine gesamte „Krankenstadt“ mit zwei Lungensanatorien, einem Alters- und Pflegeheim und zwei psychiatrischen Kliniken sowie dazu gehörigen Verwaltungs- und Versorgungsbauten wie ein Wohnhaus mit Apotheke oder ein Postgebäude. Nach dem Ersten Weltkrieg entstand noch eine Siedlung. Hoffmann baute einen Anstaltsfriedhof und begann mit den Vorarbeiten für einen Zweiten Berliner Zentralfriedhof.
Die Stadt Berlin hatte dort Land für den Bau von Klinikkomplexen erworben, da es in der Innenstadt kaum noch Platz für weitere Heilanstalten gab. Hoffmann begann von 1899 bis 1905 mit dem Bau einer Heilanstalt für 150 Tuberkulosekranke. Zu Beginn von Hoffmanns Amtszeit hatte sich Tuberkulose zu einer Volkskrankheit entwickelt, die insbesondere die ärmeren Bevölkerungsschichten traf. Der Bau des Sanatoriums folgte der weiten Heilstättenbewegung, die damals das gesamte Deutsche Reich erfasste. Die weiteren Bauten nutzten die weiträumigen Anlagen, die größere Bauten für mehr Patienten als in der Berliner Innenstadt erlaubten. Es folgte von 1899 bis 1906 der Bau der III. Städtischen Irrenanstalt, die für 1800 psychisch Kranke geplant war, und von 1902 bis 1909 ein Altenheim für 1500 Bewohner. 1907 ließ Hoffmann die IV. Städtische Irrenanstalt bauen. Den Bau der zweiten Lungenheilanstalt begann, jedoch konnte er ihn nur in Teilen vollenden.
Wie schon bei vorherigen Bauvorhaben kritisierte die Stadtverordnetenversammlung und insbesondere die Liberale Fraktion die Baukosten. Der Streit war am Fall Buchs ungewöhnlich heftig, sodass die Stadtverordneten mehrmals direkt in die Architektur eingriffen. Mehrfache Beschlüsse der Versammlung forderten unter anderem eine „vereinfachte Fassade“ sowie später eine „tunlichste Vereinfachung der Gestaltung der Fassaden“. Hoffmann argumentierte mit den ärztlichen Erfordernissen, die eine freundliche Gestaltung der Gebäude nötig machten, wozu auch eine etwas gegliederte und belebte Fassade gehörte. Beim Bau des Alte-Leute-Heims forderte die Stadtverordnetenversammlung mehrstöckige Bauten, die sie für günstiger hielt, während Hoffmann diese aus ästhetischen und medizinischen Gründen ablehnte. Letztlich konnte er seinen Entwurf mit flachen Gebäuden durchsetzen, allerdings zum Preis, dass die Zahl der Heimplätze aus Kostengründen verringert wurde. Ursache des Streits war weniger die konkrete Ausgestaltung durch Hoffmann als generell eine so große Ausgabe für eine soziale Einrichtung, die weit von der eigentlichen Stadt entfernt war.

### Märkisches Museum

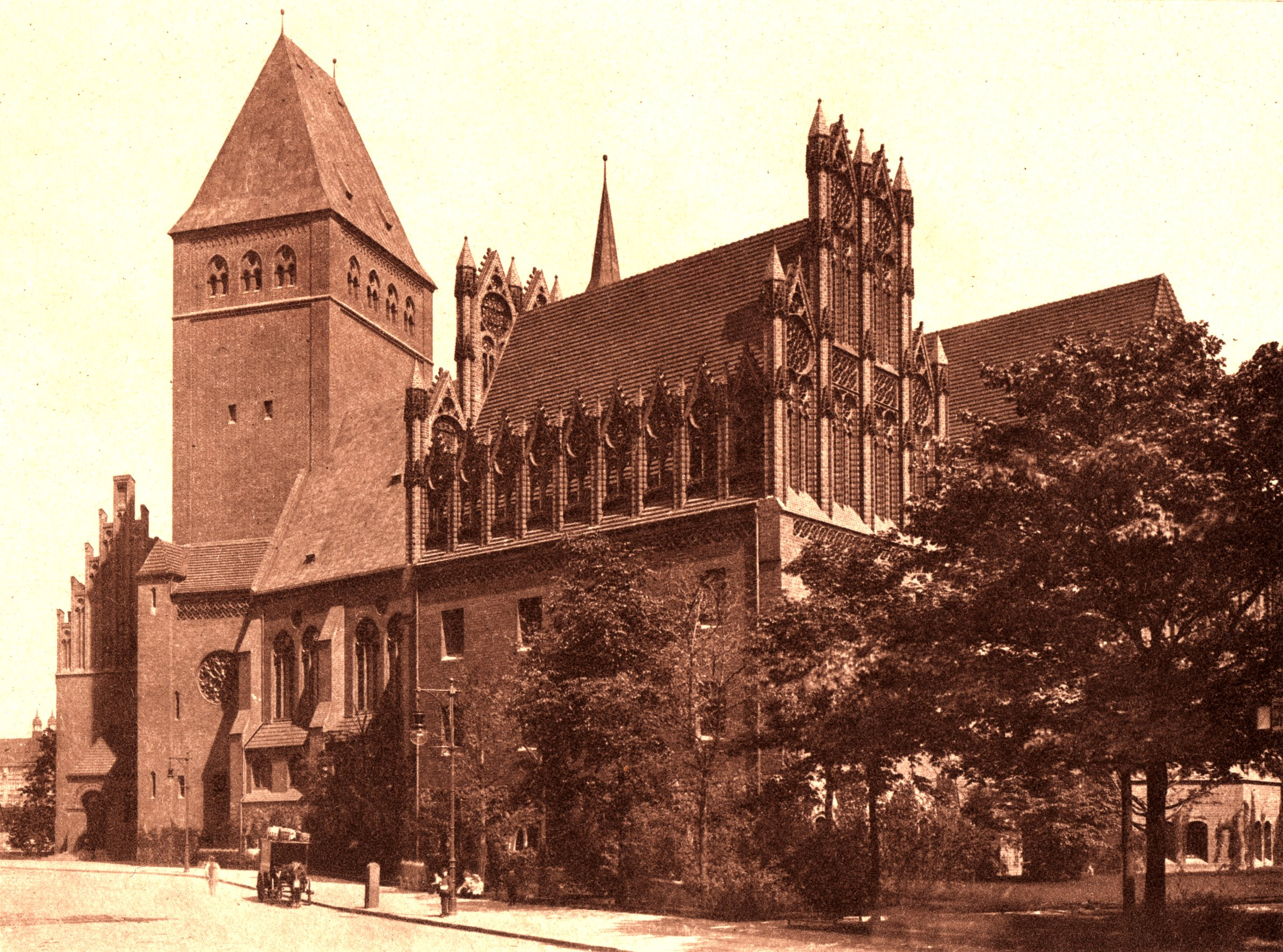
Märkisches Museum (1908)

Das Märkische Museum geht auf die Mitte des 19. Jahrhunderts zurück. Wichtig waren der 1865 gegründete Verein für die Geschichte Berlins und die Sammlung des Magistrats, die der Stadtrat Ernst Friedel gegründet hatte. Ab 1874 gab es das Museum für die Stadt und Regionalgeschichte Berlins und der Mark Brandenburg, das seine Sammlungen zunächst an wechselnden Orten ausstellte. Ab 1893 wurden sie längerfristig ins ehemalige Cöllnische Rathaus auf der Spreeinsel verlegt. Das war Ergebnis der Wünsche des Museums, ab den 1880er Jahren ein eigenes Gebäude zu haben.
Der Bau eines eigenen Museums zeigte das gewachsene Selbstbewusstsein der Stadt Berlin auch gegenüber dem Herrscher. Das Museum entstand mit anderer Ausrichtung als die königlichen Museen auf der Museumsinsel. Dennoch fühlten sich die Betreiber der Museumsinsel angegriffen und äußerten deutliche Kritik am Projekt eines Berliner Stadtmuseums. Wilhelm von Bode sprach von einer „unnötigen Kuriositätenkammer“, die keinen Neubau rechtfertige. Zur Zeit von Hoffmann hatte die Stadt bereits einen Wettbewerb für den Bau des Museums gestartet und sich 1893 für einen neugotischen Entwurf entschieden. Dieser Entwurf stieß allerdings auf verschiedene Schwierigkeiten und mit Hoffmanns Amtsantritt war er endgültig erledigt. Hoffmann gestaltete das Museum selbst. Die Stadtverordnetenversammlung beschloss Hoffmanns komplett neuen Entwurf am 3. März 1898. Die Bauarbeiten begannen 1899. Vor allem durch die Konflikte mit der Museumsleitung zum Innenausbau zogen sich der Bau und die Eröffnung bis 1908 hin. Während die Betreiber vor allem eine schmucklos-sachliche Sammlung der Gegenstände sicherstellen wollten, war Hoffmanns Plan der eines „Stimmungsmuseums“, der Besucher „sollte sich als in Alt-Berlin fühlen“. Hoffmann setzte sich durch.
Im Gegensatz zu seinen sonstigen Bauten, die sich meist an Renaissance und Barock Italiens und Süddeutschlands orientierten, plante Hoffmann für diesen Bau von Beginn an eine Orientierung an der norddeutschen und märkischen Backsteingotik. Im Gegensatz zum sonstigen Wirken Hoffmanns, bei dem er Versatzstücke und Details in unorthodoxer Weise zusammensetzte, um so dem Gebäude gerecht zu werden, wollte er beim Märkischen Museum „stilecht“ bleiben. Das Museum sollte „im Äußeren die Verwendung einzelner besonders interessanter Theile alter märkischen Bauten aus verschiedenen Jahrhunderten“ zeigen und so das Gebäude selbst „zu einem Museum märkischer Architekturstücke“ machen. Beim Rundgang um das Museum zeigt sich eine chronologische Abfolge der Baustile vom einfachen romanisch beeinflussten Turm über einen mittelalterlich inspirierten Feldsteinsockel zum Kapellenbau und seinem hochgotischen Chor, bis der zweite Teil des Baus Motive der Backsteinrenaissance aufgreift. Gegenüber dem Bau steht die von Alfred Messel gestaltete Landesversicherungsanstalt, die mit ihrer barockisierenden Fassade den chronologischen Faden aufgreift und weiterspinnt. Das Märkische Museum ist so auch der einzige von Hoffmanns größeren Bauten, der eine Backsteinfassade zeigt.
Getreu seinem Bekenntnis, Gebäude genau auf ihren Zweck abzustimmen und individuell zu behandeln, plante Hoffmann die Innenräume sorgsam genau in Bezug auf die Sammlungen, die dort ausgestellt werden sollten. Dabei verlangte er von der Museumsleitung selbst die Ausmessung der großen Exponate, damit er den Bau auf sie abstimmen könne. Nach Hoffmanns Konzeption sollten im Untergeschoss die Ur- und Frühgeschichte, im ersten Stock die naturkundliche Sammlung und im obersten Stockwerk kulturhistorische Stücke ausgestellt werden. Darunter war der Kapellenraum für Stücke zum Kirchenwesen vorgesehen. Das bedeutete aber auch, dass das Gebäude jede Nutzungsänderung, jede signifikante Änderung der Sammlung oder eine Änderung der Ausstellungskonzeption erschwerte, da es darauf nicht eingestellt wäre. Zur Bauzeit des Museums kam es zu Auseinandersetzungen zwischen Hoffmann und der Museumsleitung über die Durchführung der Bauplanung. In der Nachschau wurde gerade diese Inflexibilität seit den 1920er Jahren fast durchgehend am Bau kritisiert. Besonders pointiert und prägend brachte dies der Museumsdirektor ab 1925 Walter Stengel vor.

### Schwimmbäder

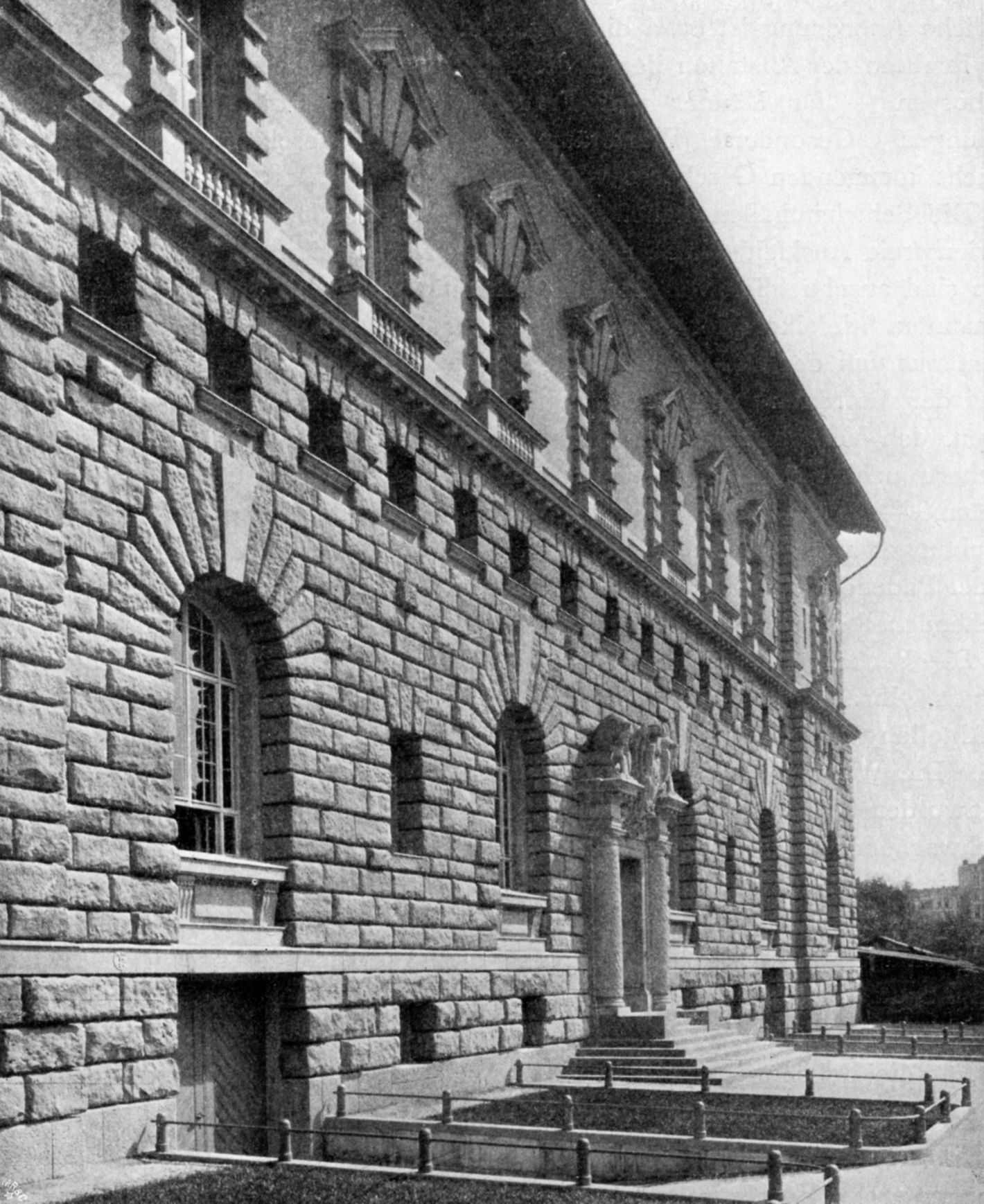
Fassade Baerwaldbad (1906)

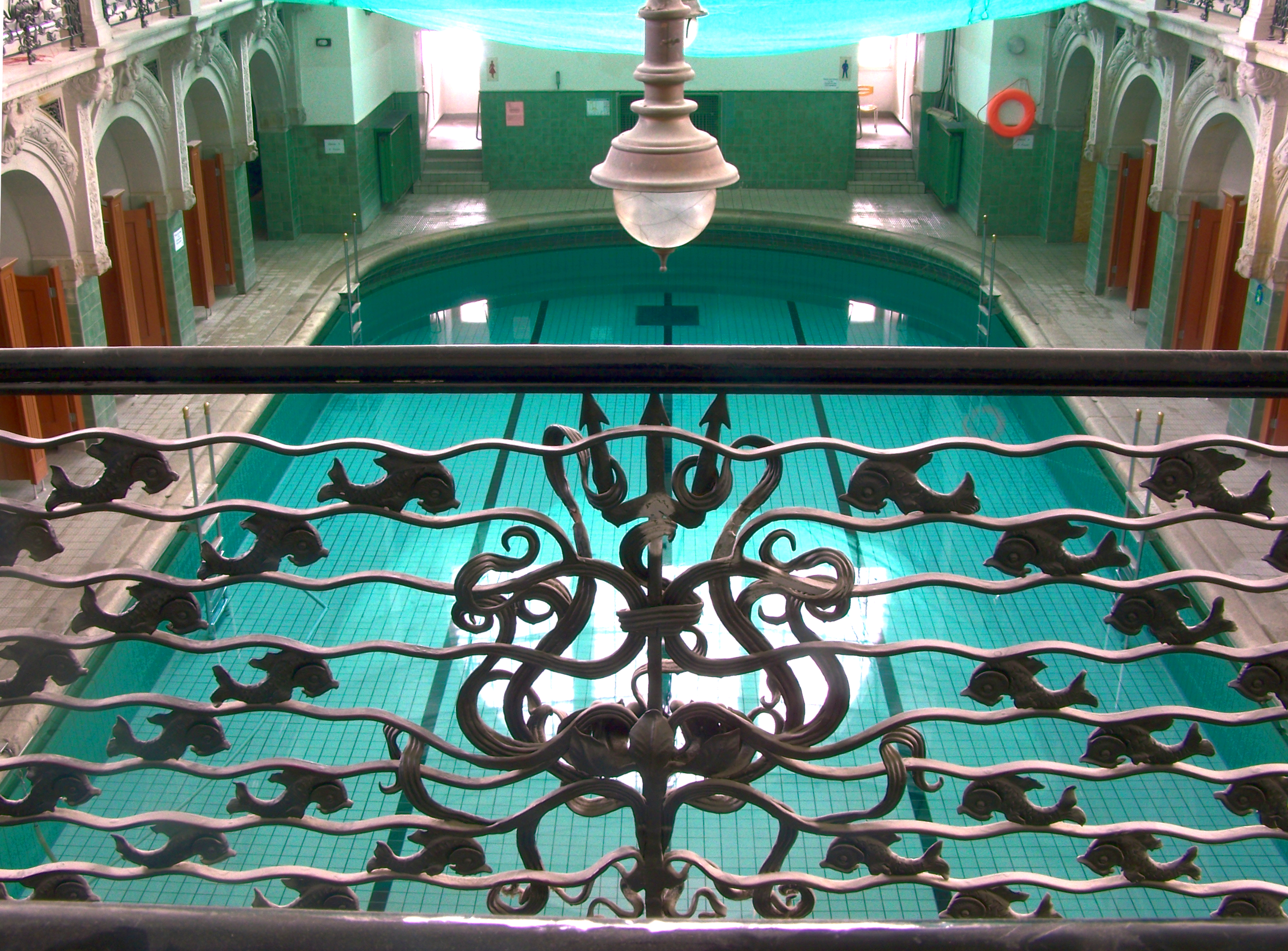
Kleine Schwimmhalle im Baerwaldbad

Ebenfalls in Hoffmanns Amtszeit fiel die Umsetzung des 1895 vor Amtsantritt Hoffmanns beschlossenen Programms zum Bau von öffentlichen Schwimmbädern in Berlin. Von 1891 bis 1895 hatte Hermann Blankenstein bereits zwei einfache Bäder, und damit die ersten kommunalen Schwimmbäder Berlins, in Moabit und im Stralauer Viertel errichtet. Das war aber auch umstritten: Bis in das 19. Jahrhundert beschränkte sich die Stadt auf den Bau reiner Hygieneanstalten, in denen es nur Duschen und Wannenbäder gab. Im Vergleich zu anderen deutschen Großstädten begann Berlin spät mit dem Bau von Schwimmhallen. Ermutigt wurde dies durch die hohen Besucherzahlen in den Vorläuferbauten, aber stets wegen der Kosten umstritten in der Stadt. Die zusätzliche Errichtung von Schwimmbecken in geschlossenen Räumen stand auch wegen der Gegenwehr der Betreiber privater Schwimmbäder in der Kritik. Einige Stadtverordnete sprachen von Palästen für Badeanstalten. Ein Teil der Liberalen folgte Hoffmann und der Stadtverwaltung nicht, während sich die Sozialdemokraten für den Bau dieser Volksbäder aussprachen. Hoffmann verwirklichte in diesen Punkten nur das vor seinem Amtsantritt beschlossene Programm. Dass die Bäder aufwendiger wurden als die vorherigen reinen Wannenbäder, lag im Trend der Zeit, da um 1900 in ganz Deutschland Badeanstalten mit echten Schwimmbecken entstanden.
Hoffmanns Entwurf für das Stadtbad Kreuzberg in der Baerwaldstraße gehört zu den ersten Aufgaben, die der neue Stadtbaurat in Angriff nahm. Er orientierte sich wie bei vielen frühen Bauten am Beispiel der italienischen Renaissance. Auf den ersten Blick sieht das Bad aus wie ein italienischer Palazzo. Allerdings nutzt Hoffmann bewusst Stilmittel, die es in diesem nie gegeben hätte: Das Fries aus Luken zwischen Erd- und Hauptgeschoss, hinter dem sich die Wannenbäder befanden, wäre an einem Palazzo der Zeit unvorstellbar gewesen. Ungewöhnlich war der harte Übergang von der Rustika, den hervorstehenden Natursteinen, im unteren Teil des Gebäudes zur glatten Fassade im oberen Teil. Während sich alle Baudetails bei historischen Vorbildern fanden, war ihre Zusammenstellung und die Ausrichtung auf den übrigen originärer und origineller Hoffmann. Genau wie beim zweiten Bau, Stadtbad Prenzlauer Berg, entstanden die Bäder in einem Gebäudekomplex mit einer Schule, wobei das Bad die Straßenfront bekam und die Schule wie auch andere Schulen Hoffmanns sich vor allem im hinteren Teil des Grundstücks befand.

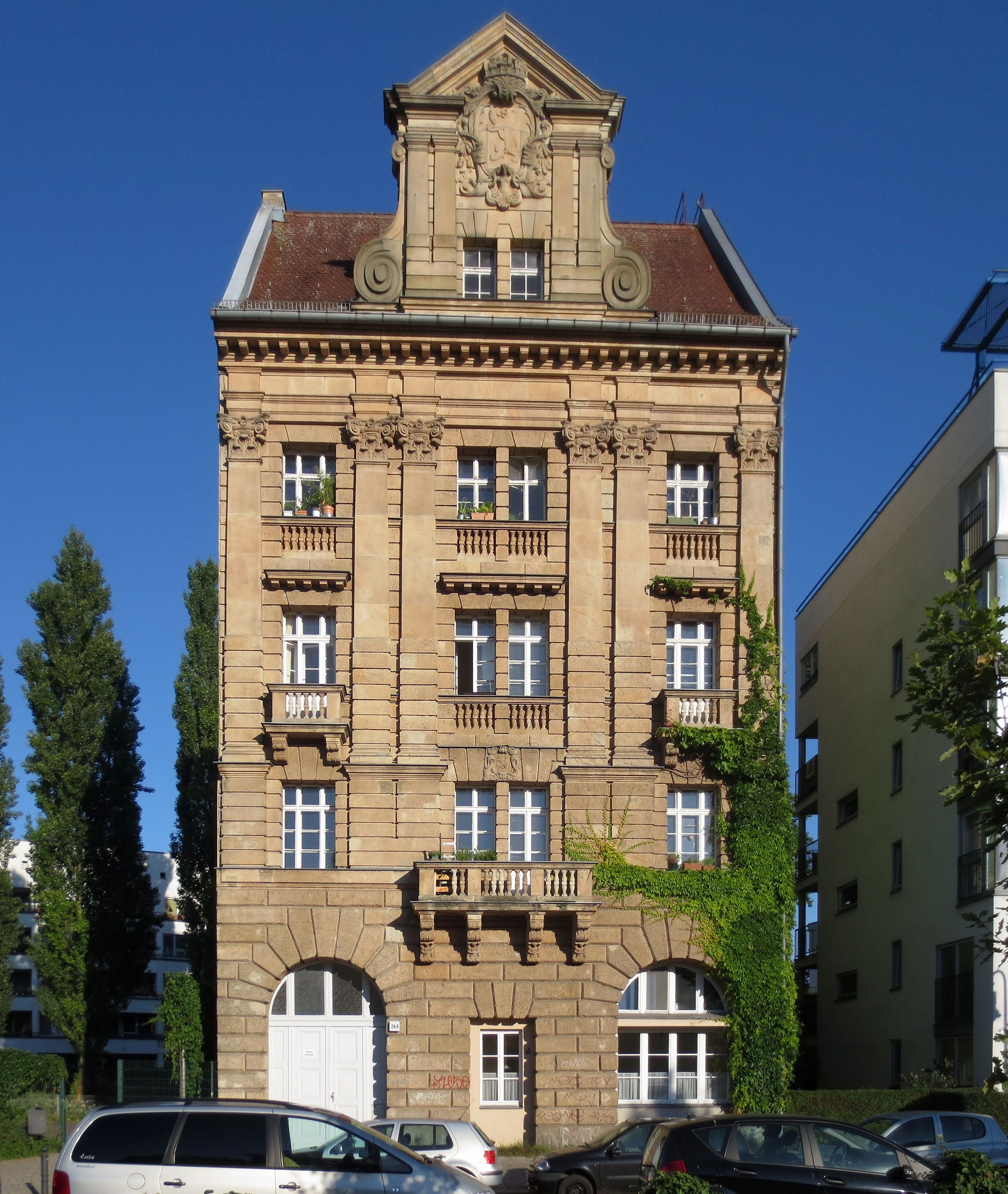
Haus Dennewitzstraße, ehem. Zugang zum Stadtbad
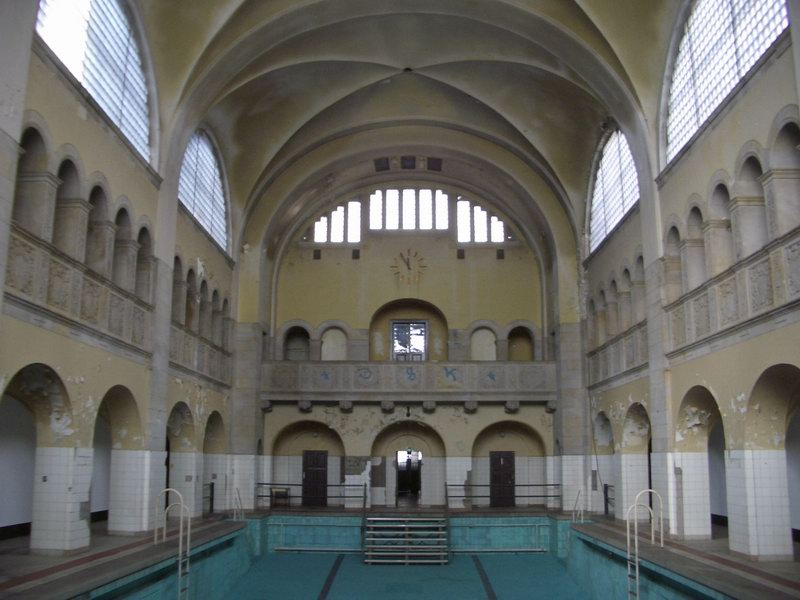
Stadtbad Oderberger Straße
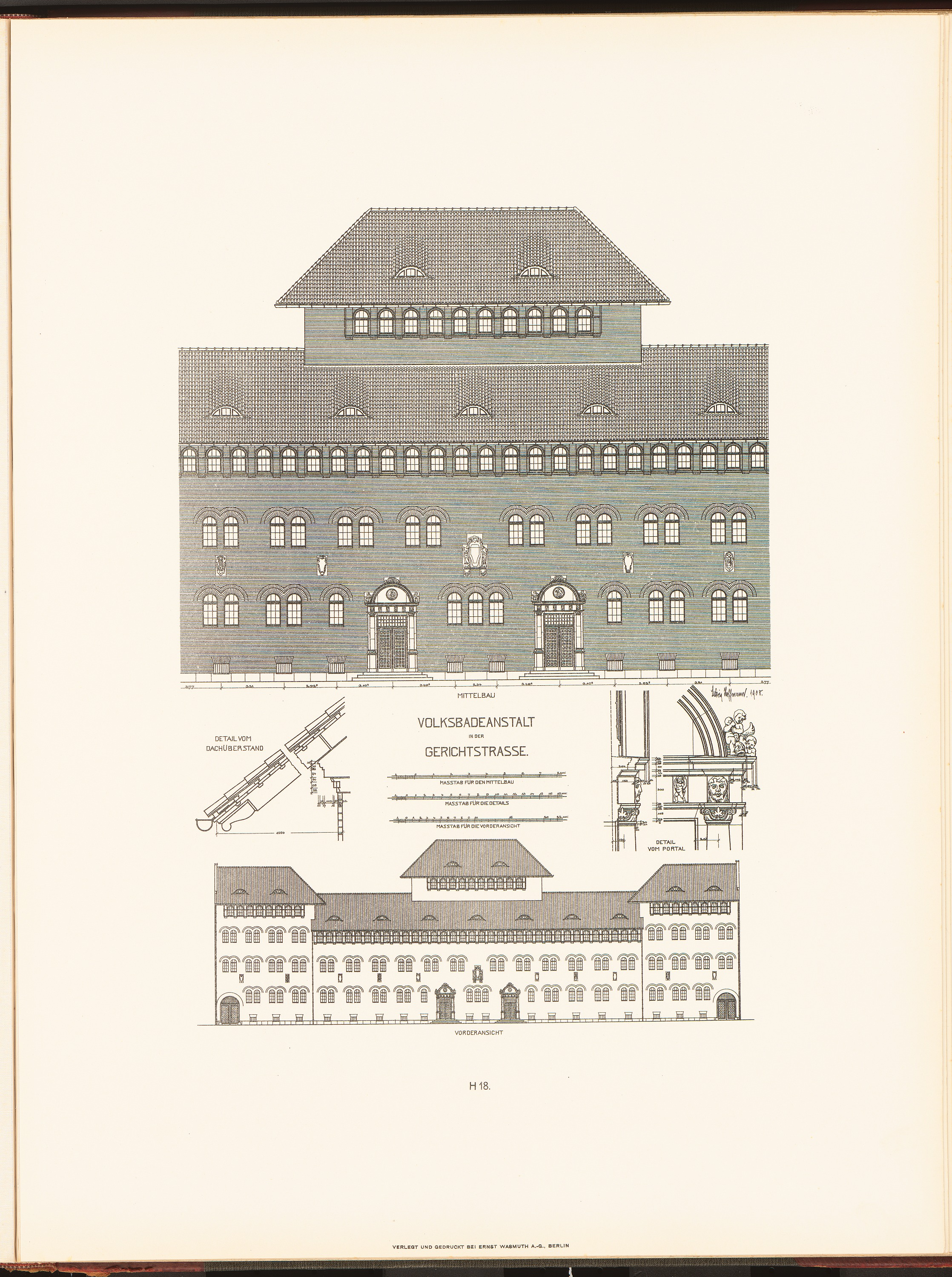
Stadtbad Gerichtstraße (Wedding)
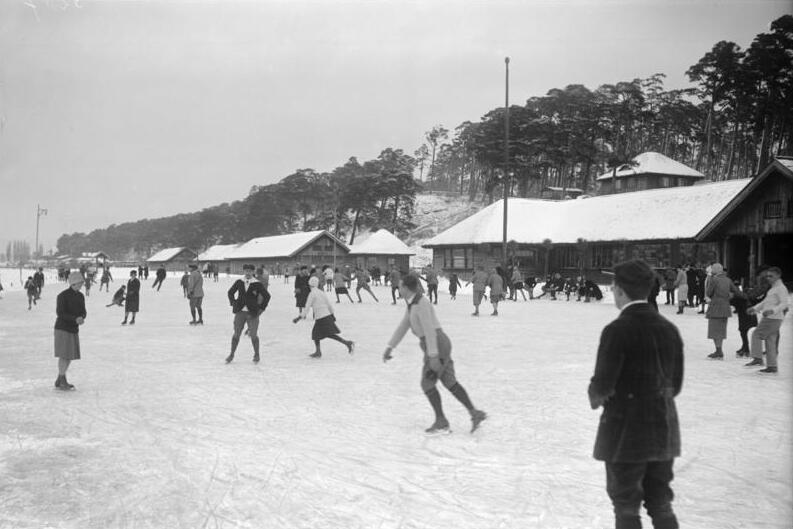
Strandbad Wannsee

Unter seiner Ägide entstand das Stadtbad Dennewitzstraße, damals in Kreuzberg. Dieses lag nahe dem Gleisdreieck versteckt auf dem Hinterland des Grundstücks und optisch überlagert von den Bahnanlagen, sodass es deshalb in seiner Fassade kaum gestaltet blieb. Aus dem Berliner Etat waren für diese Volksbadeanstalt Dennewitzstraße 134.000 Mark ausgegeben worden.
Hoffmanns letztes Bad, das Stadtbad Wedding wurde auf einem größeren Grundstück als die vorherigen Bäder gebaut, fand so auch mehr Platz für das Gebäude und hatte als erstes Bad in Berlin zwei Schwimmhallen – eine für Männer und eine für Frauen. Weitere Badneubauten vor dem Ersten Weltkrieg verhinderte die andauernde Grundsatzkritik an den fertigen Schwimmbädern. Die Bäder gestaltete Hoffmann unterschiedlich. Beim Baerwaldbad orientierte er sich wie beim Reichsgericht oder dem Stadthaus an der italienischen Renaissance.
Hoffmanns letztes Projekt, das er selbst geplant hatte, war das Strandbad Wannsee. Es wurde erst nach seiner Pensionierung fertiggestellt. Sein Nachfolger Martin Wagner ersetzte die Bauten dort keine zehn Jahre später durch eine größere und modernere Anlage.

### Stadthaus

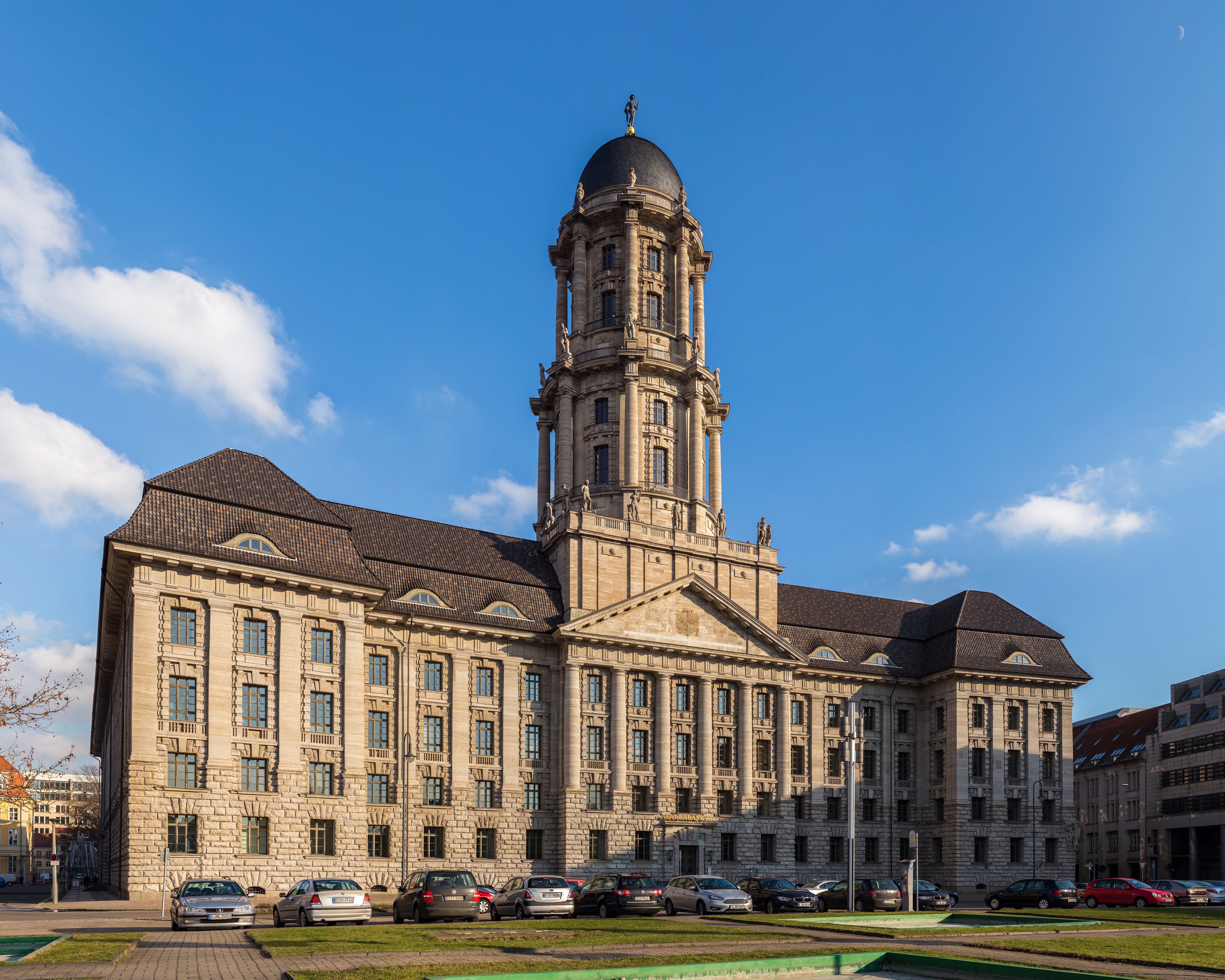
Stadthaus Westseite

Das Rote Rathaus war erst 1869 fertiggestellt worden. Angesichts der wachsenden Stadt und der wachsenden Aufgaben der Verwaltung erwies es sich schon schnell als zu klein. Als Hoffmann sein Amt antrat, war der Beschluss für ein weiteres Verwaltungsgebäude schon gefasst. Der Magistrat wollte mit dem Stadthaus ein Gebäude, das aus praktischen Gründen eine zentrale Innenstadtlage haben und größer als das Rote Rathaus sein sollte, ohne diesem jedoch im Stadtbild Konkurrenz zu machen.
Hoffmann entwarf einen Bau für 1000 Beamte und mit zwei kleinen Sitzungssälen. Obwohl das Haus nicht als Repräsentationsbau dienen sollte, plante Hoffmann von Beginn an einen Turm ein, um das Gebäude in der Gegend herauszuheben. Auf Kritik aus der Stadtverordnetenversammlung an diesem Turm verwies Hoffmann auf die Tradition städtischer Verwaltungshäuser, die durch Türme sichtbar gemacht wurden. Im Gegensatz zu den ersten Anforderungen gelang es Hoffmann, eine zentral gelegene große und repräsentative Halle im Innern des Gebäudes durchzusetzen.
Der Bau wurde 1901 genehmigt und 1911 vollendet. Hoffmann gestaltete auf einem unregelmäßig geschnittenen Grundstück einen Bau, der eine große Symmetrie vorspiegelt, die weder Grundstück noch Gebäude haben. Hoffmann strebte eine Fassade an, die „Kraft und Ruhe“ zum Ausdruck brachte, und wählte als Baumaterial Muschelkalkstein, der ein renaissance-beeinflusstes Fassadensystem ausfüllte. Er orientierte sich dabei an Palladios Palazzo Thiene und den Palazzo del Tè in Mantua.
Tatsächlich führte nach Fertigstellung diese Zwitterstellung oft zu Kritik. Zum einen war es ein Bürohaus, das im Innern kaum repräsentative Räume hatte und allein dem Verwaltungsalltag diente. Zum anderen war es größer, mit einer kostbarer aussehenden Fassade und aufwendiger gestaltet als das eigentliche Rathaus. Zeitgenossen machten hierfür weniger Hoffmann verantwortlich als seine Auftraggeber, die sich nicht klar entscheiden konnten, was für ein Gebäude sie wollten.

### Weitere Bauten

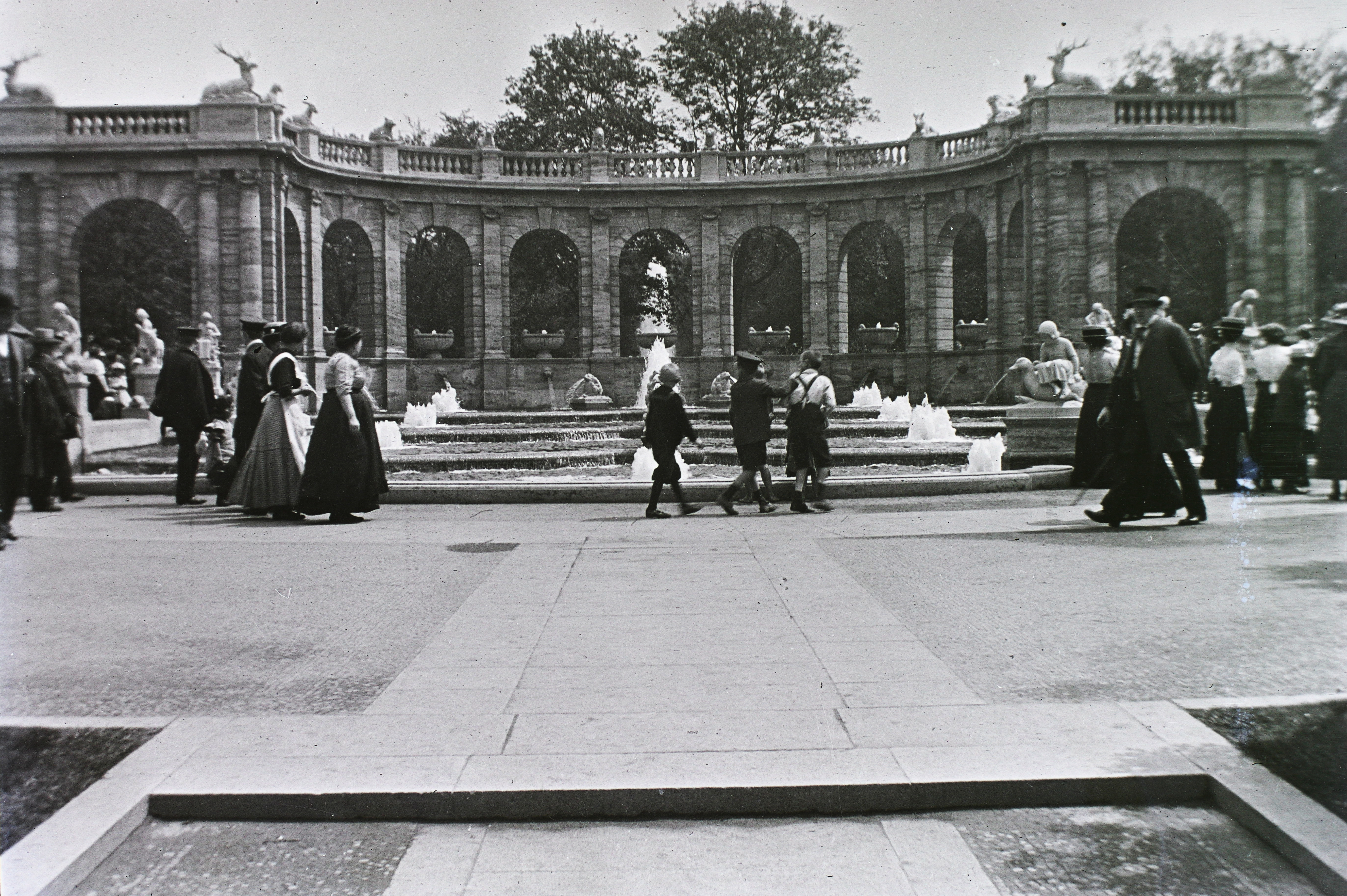
Märchenbrunnen (1914)

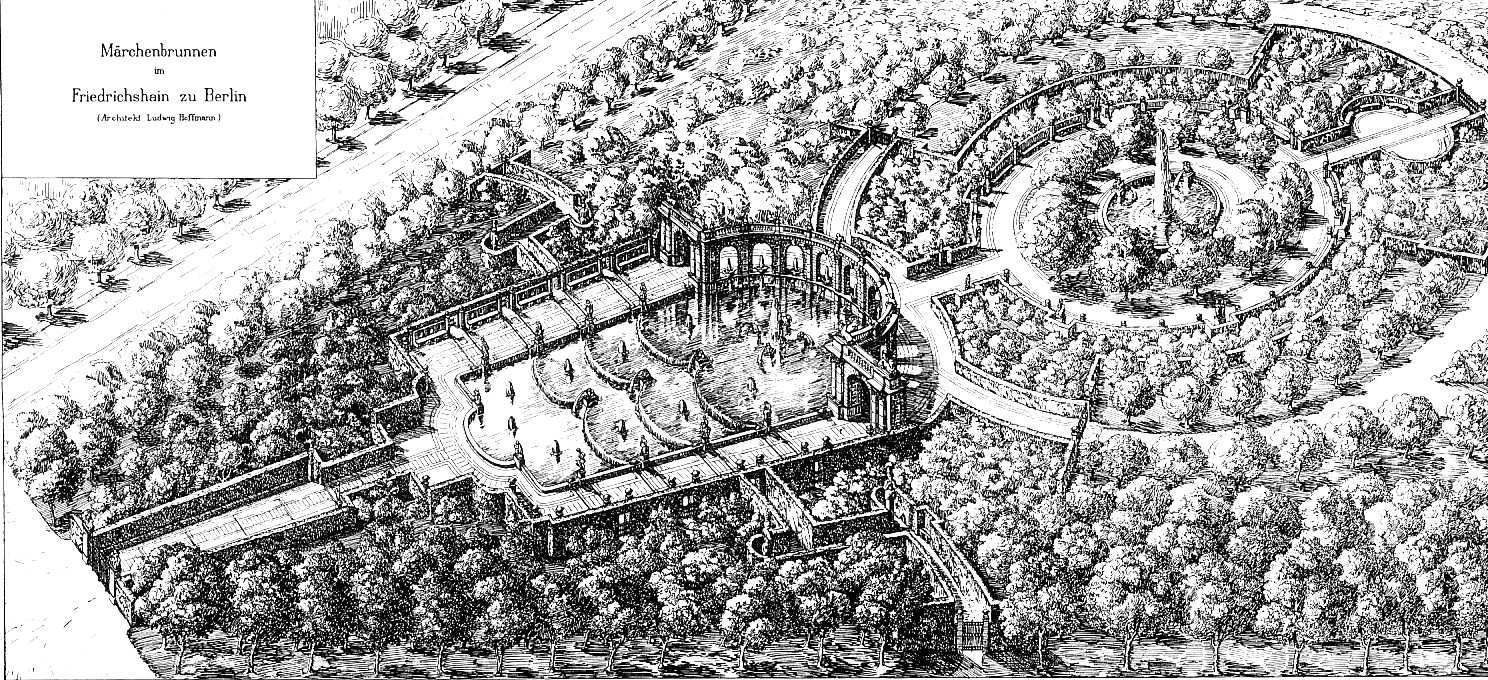
Märchenbrunnen-Gesamtanlage, Entwurfszeichnung Hoffmanns

Im Jahr 1903 genehmigten die der Magistrat die Baupläne Hoffmanns für ein Städtisches Untersuchungsamt für Nahrungs- und Gebrauchsmittel, das auf der Fläche zwischen Fischerbrücke, Mühlendamm und Fischerstraße entstehen sollte.
Einige der bekanntesten Bauten in der Stadt konnte Hoffmann mit Hilfe der Kunstdeputation verwirklichen. Nachdem er in seinem Alltag immer wieder kritischen Nachfragen der Stadtverordneten ausgesetzt gewesen war, die seine Bauten zu teuer fanden und einfachere Gebäude forderten, waren die Mittel der Kunstdeputation ausschließlich dafür gedacht, Kultur und Kunst in Berlin zu fördern. Aus diesem Fonds wurden beispielsweise die Dekorationen an einzelnen Schulbauten, im Kinderasyl oder das Trauzimmer im Standesamt Fischerinsel bezahlt. Auch schuf Hoffmann aus diesen Mitteln öffentliche Brunnen wie den Herkulesbrunnen auf dem Lützowplatz. Aufwendigstes Werk, das einen Großteil des Etats der Kunstdeputation in Anspruch nahm, wurde der Märchenbrunnen im Volkspark Friedrichshain.
Der Märchenbrunnen war im Werk Hoffmanns ein besonderer Bau. Den Eingang zum Volkspark besonders zu schmücken, war schon vor Hoffmanns Amtsantritt geplant. Diesen Schmuck aber speziell für Kinder auszugestalten und dabei das Motiv der Märchen zu nutzen, entstammte Hoffmanns Ideen. Der Volkspark Friedrichshain war die einzige Grünfläche im eng bebauten Arbeiterbezirk Friedrichshain. Sie wurde ausgiebig von den Kindern der Arbeiter genutzt. Diesen Schmuck des Parkeingangs nicht als repräsentative Prunkarchitektur, sondern durch Märchenfiguren umzusetzen, war für Berlin eine absolute Neuheit. Der Bau wurde zu einem der politisch kontroversesten Hoffmanns. Kaiser Wilhelm II. befürwortete die Idee, lehnte aber den konkreten Entwurf ab und ließ dies 1901 durch die Baupolizei mitteilen, die den Entwurf aus künstlerischen Gründen ablehnte. Der Magistrat der Stadt Berlin allerdings beharrte darauf, dass es hier um eine rein städtische Angelegenheit ging, in der es keinerlei kaiserlicher Zustimmung bedürfe. Der Fall kochte in der Presse und der Stadtverordnetenversammlung hoch.

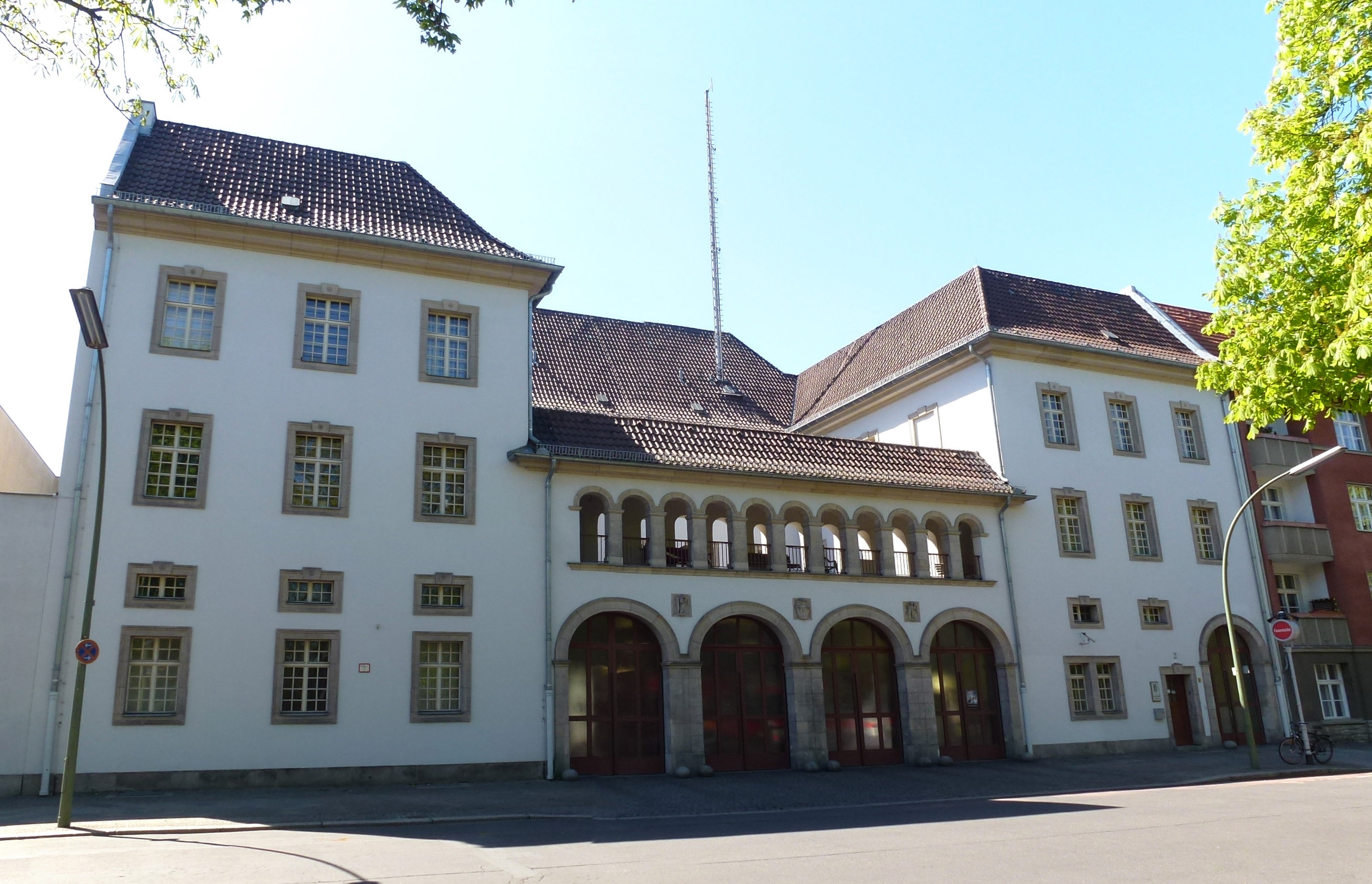
Feuerwache Schillerpark in Berlin-Wedding von 1909–1910
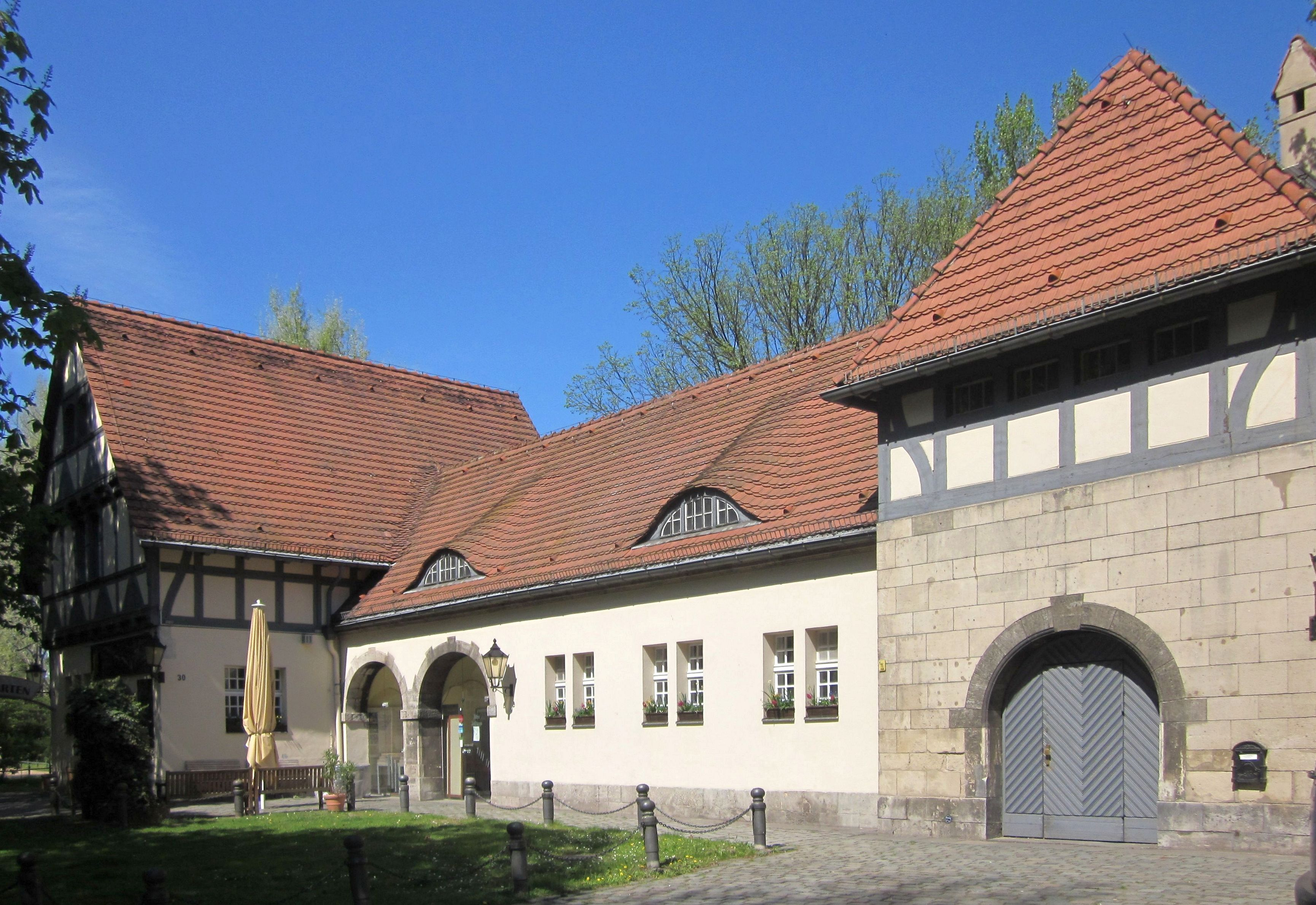
Depot der Stadtreinigung, heute Restaurant
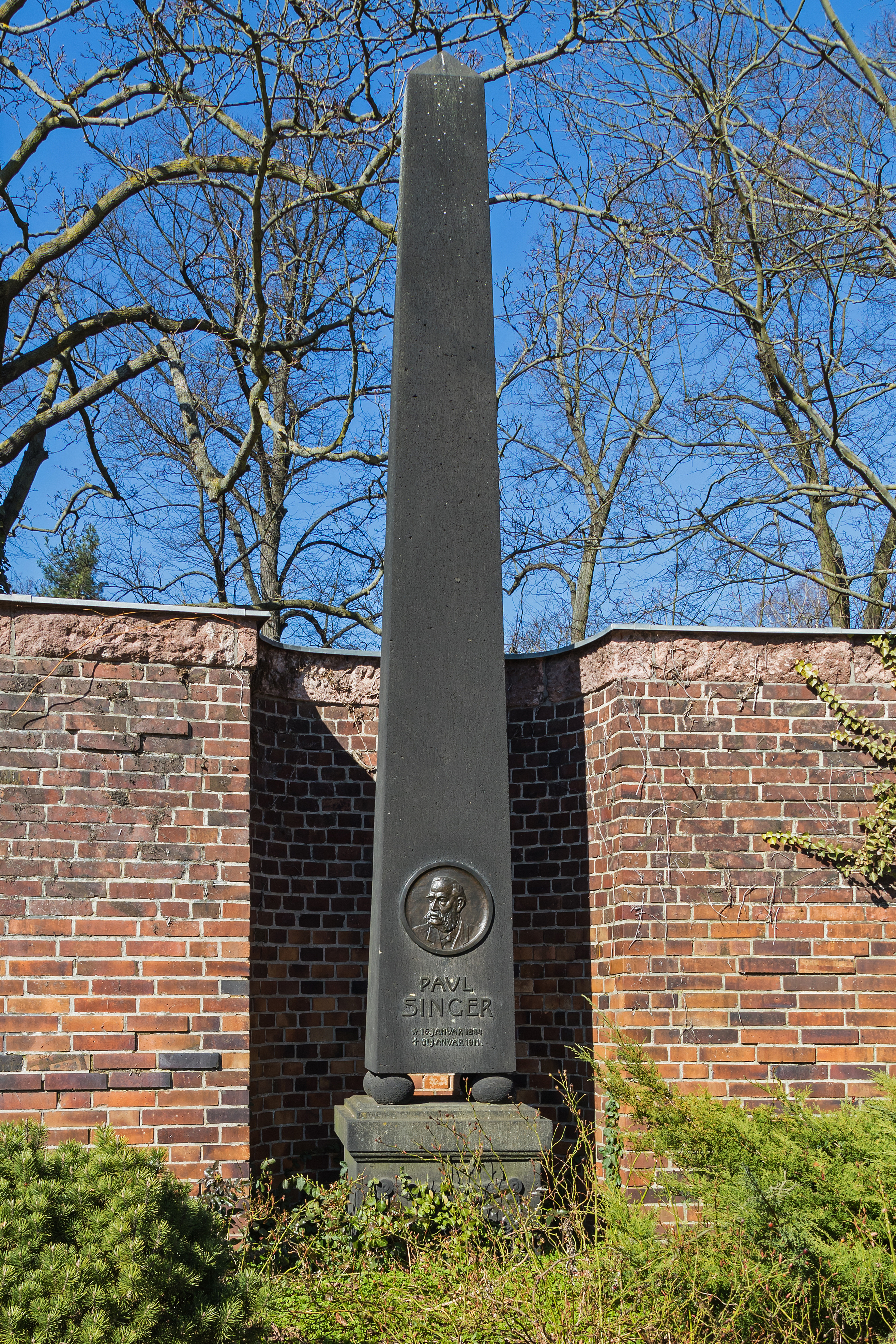
Grabmal Paul Singer
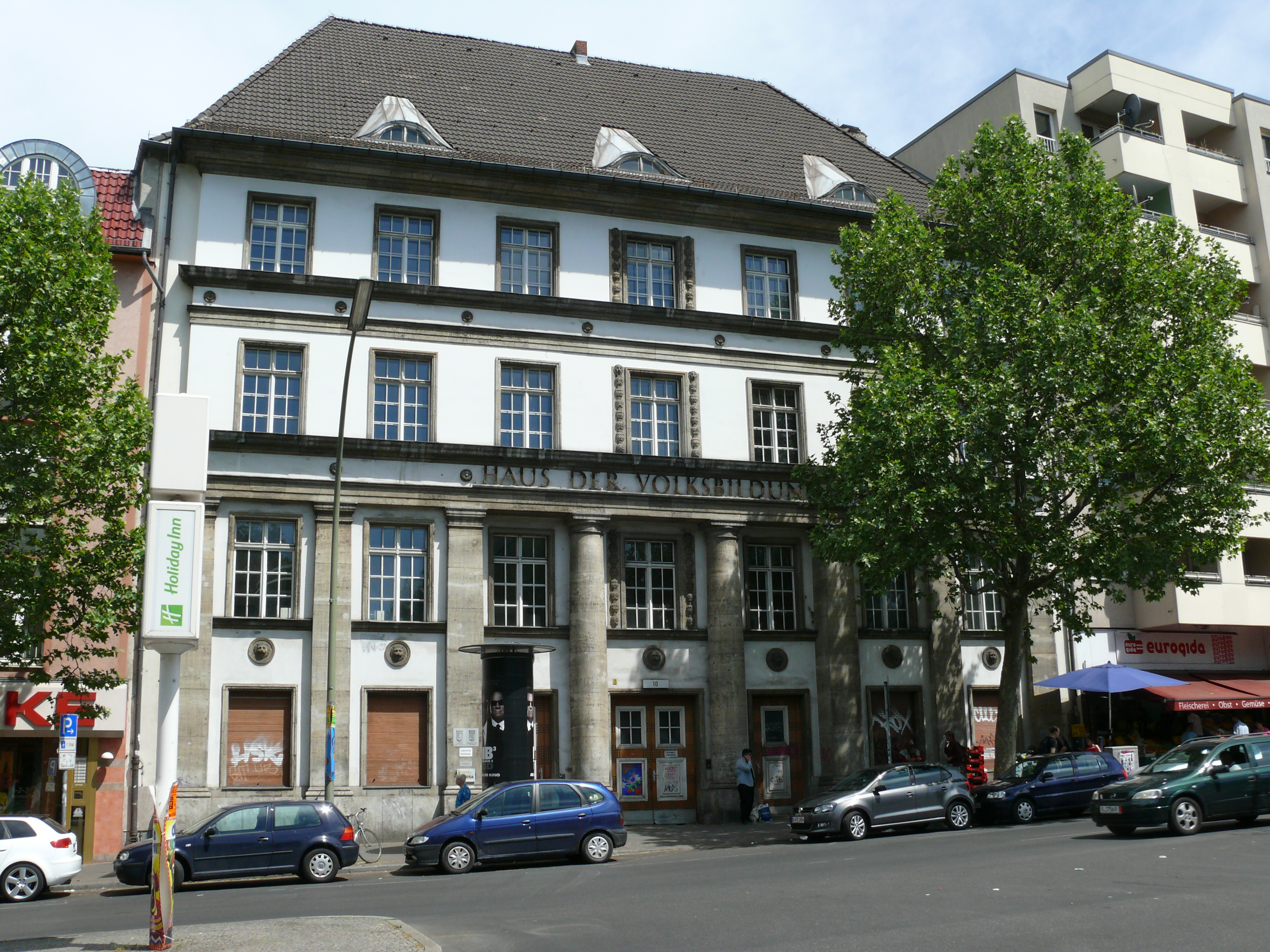
Haus der Volksbildung, ehemaliges städtisches Verwaltungsgebäude

Hoffmann allerdings konnte viele Kritikpunkte des Kaisers nachvollziehen und war selbst mit der Gestaltung noch nicht zufrieden. So empfanden beide die Figuren als zu hoch angebracht für Kinder. Die ursprünglich geplante dreiteilige Anlage ergab keinen inneren Zusammenhalt. Die Positionen näherten sich einander an, auch da Hoffmann und der Kaiser seit dem Bau des Reichsgerichtes ein vergleichsweise gutes und enges Verhältnis zueinander hatten. Dennoch dauerte es bis 1913, dass der Brunnen wirklich erbaut war. Am Ende kam der Brunnen wieder in die Presse, diesmal allerdings als langsamstes Bauwerk der Stadt. Der Brunnen nutzt das Gefälle, das der Volkspark an dieser Stelle hat. Hoffmann schuf schließlich eine große Brunnenanlage, in der das Wasser vom höchsten Punkt in vier Terrassen nach unten fließt. Der höchste Punkt der Kaskade wird von einer Arkadenarchitektur begrenzt. Die bekannten Figuren aus Grimms Märchen stehen in Kinderhöhe am Rand des größten Beckens. Im Brunnen selber sind Figuren von Fröschen. In der gesamten Gestaltung der Anlage sind deutliche Anklänge an Wasserspiele des italienischen Frühbarocks erkennbar. Insbesondere orientierte er sich am Wassertheater in der Villa Mondragone.
Zu Beginn seiner Amtszeit führte Hoffmann noch in Zusammenarbeit mit dem Tiefbauamt der Stadt mehrere Brückenbauten durch. In der Folge wurden das Hochbauamt, dem Hoffmann vorstand, und das Tiefbauamt getrennt. Nachdem Friedrich Krause 1897 Leiter des Berliner Tiefbauamts geworden war, zeigte sich in kurzer Zeit, dass die Vorstellungen der beiden Amtsleiter nicht vereinbar waren. Nach Krauses Amtsantritt gestaltete Hoffmann nur noch die Lessingbrücke in Moabit und die Adalbertbrücke in Mitte. Bei diesem Bau kam es zum endgültigen Zerwürfnis zwischen Hoffmann und Krause. In den letzten 20 Jahren seiner Amtszeit konnte Hoffmann lediglich noch die Inselbrücke in Berlin-Mitte bauen. Krause vergab sonstige Aufträge für Brückenbauten fast ausschließlich an freie Architekten. Hoffmann bedauerte in seinen später veröffentlichten Lebenserinnerungen die strikte Trennung zwischen Hoch- und Tiefbau.

## Weiteres Wirken als Stadtbaurat

### Ortsstatut für Berlin
Die organisatorischen und persönlichen Gegebenheiten der Berliner Verwaltung der Zeit ließen nicht zu, dass Hoffmann seine Tätigkeit auf die Stadtplanung ausdehnen konnte. Er beschränkte sich auf einzelne Bauten, während Straßenfluchten, Tiefbau und die Verteilung öffentlicher Gebäude außerhalb seiner Zuständigkeit blieben. Als Ausbruch aus dieser Beschränkung sah er die Ausschreibung eines öffentlichen Wettbewerbs für Bebauungspläne Groß-Berlins 1908/1909. Für diesen Wettbewerb, der jedoch keinerlei praktische Auswirkungen nach sich zog, saß Hoffmann auch in der Jury. Der im Jahr 1914 beginnende Erste Weltkrieg ließ dann andere Fragen als dringender erscheinen.
Eine besondere Aufgabe Hoffmanns war die Wahrung des Ortsstatus zum Schutz des Stadtbilds. Die rasch wachsenden Städte der Zeit ließen die ersten Satzungen aufkommen, die das Stadtbild schützen sollten; der Staat Preußen hatte 1907 ein Gesetz gegen die Verunstaltung von Ortschaften beschlossen, dem sich die Berliner Verwaltung anschloss. Diese Verordnung schützte in der Folge die wichtigen Teile des Stadtgebiets wie Unter den Linden oder die Wilhelmstraße vor unangemessener Umgestaltung und reduzierte die Reklame dort. Auch drei Hoffmann-Bauten, das Rudolf-Virchow-Krankenhaus, das Märkische Museum und das Stadthaus schützte das neue Gesetz. Hoffmann war Vorsitzender eines Sachverständigenrats, der in Zweifelsfällen entscheiden sollte, ob ein Bau angemessen war. Nachdem 1920 Groß-Berlin mit den Umlandgemeinden gebildet worden war, leitete Hoffmann die Bestrebungen, einen gemeinsamen Status für das historische Berlin und die neu hinzugekommenen Umlandgemeinden zu schaffen. Das Ortsstatut zum Schutze der Stadt Berlin gegen Verunstaltung trat 1923 in Kraft.

### Kronprinzensilber

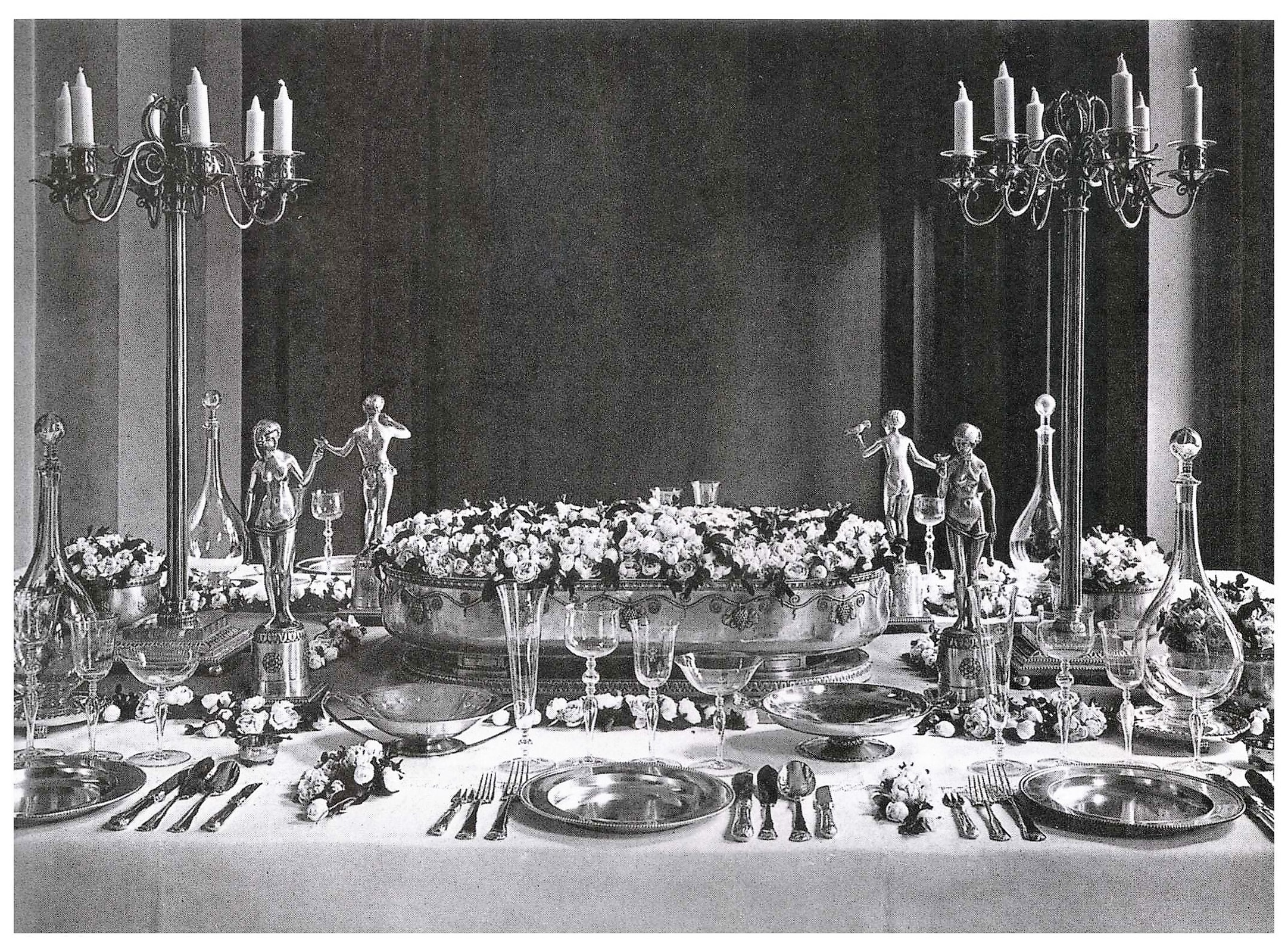
Kronprinzensilber

In der Stadt hatte sich Hoffmann einen besonderen Ruf für repräsentative Gestaltung erarbeitet: So wurde er zum Leiter einer Kommission zur Beaufsichtigung der Arbeit von zwölf Kunst- und Silberschmieden, die ein als Hochzeitsgeschenk für den Kronprinzen Friedrich Wilhelm und Cecilie zu Mecklenburg am 5. Juni 1905 vorgesehenes Tafelsilber herstellten. Das Ensemble, ein vom Preußischen Städtetag 1905 beschlossenes Geschenk, umfasste 2700 Einzelteile und war für 50 Personen ausgelegt.

### Herstellung von Festdekorationen
Repräsentativ in anderer Hinsicht war Hoffmann tätig, da ihm auch die Herstellung spezieller Festdekorationen in der Stadt oblag. Insgesamt fertigte er hier elf Festdekorationen. Die aufwendigste war die zum Besuch Franz Joseph I. beim deutschen Kaiser im Jahr 1900. Hoffmann ließ auf dem Pariser Platz einen Triumphbogen errichten und sorgte für eine durchgehende Gestaltung vom Pariser Platz bis hin zum Berliner Stadtschloss.

### Als Jurymitglied
Hoffmann gewann bald auch einigen Einfluss auf das gesamte deutsche Baugeschehen, zum Beispiel als Jurymitglied in vielen Architekturwettbewerben. Er unterstützte den Entwurf von Hugo Lederer und German Bestelmeyer für das Gefallenendenkmal der Berliner Universität 1920 (Einweihung 1926).

## Späte Bauten und Entwürfe

### Fertigstellung des Pergamonmuseums
Trotz gegensätzlicher Karrieren, Messel als freier Architekt, Hoffmann als Baubeamter, bauten sie immer wieder zusammen. Als Kaiserin Auguste Viktoria unbedingt Hoffmann als Architekten für das Kaiserin-Auguste-Viktoria-Haus zur Bekämpfung der Säuglingssterblichkeit beauftragen wollte, fühlte er sich zu der Zeit beruflich überlastet. Er holte Alfred Messel hinzu. Die Kaiserin bestand auf Hoffmanns Teilnahme und so bauten beide zusammen das Krankenhaus in Berlin-Charlottenburg. Nachdem Messel Anfang der 1900er Jahre schwer erkrankt war, führte Hoffmann dessen Bauprojekte weiter und überwachte sie, so zum Beispiel den Bau des Lettehauses in Berlin-Schöneberg, das Palais Cohn-Oppenheim in Dessau oder das Hessische Landesmuseum in Hoffmanns und Messels Heimatstadt Darmstadt.
Bereits 1908 war Hoffmann nach einem Schlaganfall Messels zu einem wichtigen Ansprechpartner für Wilhelm von Bode und die Bauleitung geworden und nach Messels frühem Tod im Jahr 1909 übernahm er auf Wunsch des Kaisers und im Auftrag des Kultusministeriums den Bau. Mit von Bode und Hoffmann standen sich nun zwei starke Persönlichkeiten gegenüber, die beide die Gunst des Kaisers genossen und politisch gut verbunden waren. Die Fertigstellung des Baus geriet jedoch zu einem dauernden Konflikt zwischen Hoffmann und von Bode. Bis zu seinem eigenen Tod 1932 verwirklichte Hoffmann an dem Pergamonmuseum weitere Umbauten und Ergänzungen.

### Entwurf für ein Neues Königliches Opernhaus

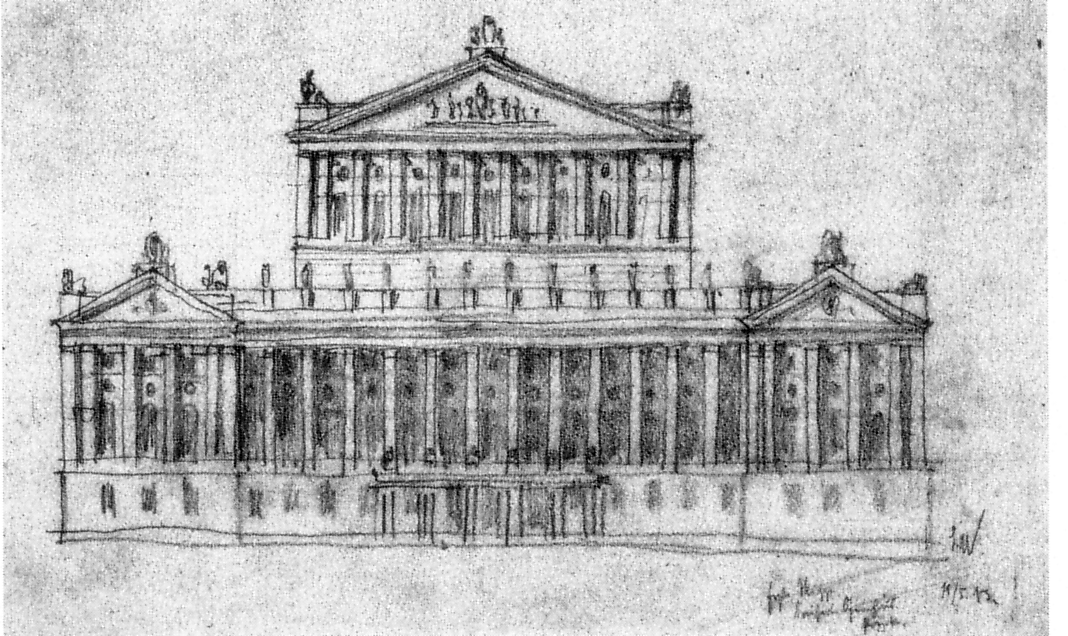
Fassadenentwurf Hoffmanns für ein Neues Königliches Opernhaus

Zum Beginn des 20. Jahrhunderts favorisierten Preußischer Staat und Wilhelm II. den Bau eines neuen Opernhauses, das die Staatsoper Unter den Linden ablösen sollte. Diese erschien zu klein für die Zeit, zudem herrschten Sorgen ob ihrer Brandsicherheit. Der Bau des Neuen Königlichen Opernhauses Berlin entwickelte sich zu einer Geschichte spektakulärer Fehlschläge, die der Journalist Paul Westheim als „groteskeste Architekturkomödie aller Zeiten“ bezeichnete. Hoffmann war früh gefragt worden, ob er hier tätig werden wollte. Er sah seine Aufgabe allerdings im Bau von Sozial- und nicht von Repräsentationsbauten. Zudem hatte er mit den zuständigen Behörden keine guten Erfahrungen gemacht, als er mit ihnen zusammen nach Messels Tod das Pergamonmuseum fertig baute.
Erst nach drei gescheiterten Architekturwettbewerben, als Kaiser Wilhelm II. und der Berliner Bürgermeister Adolf Wermuth 1913 beide persönlich auf einen Entwurf von Hoffmann Wert legten, begann er mit den Arbeiten daran. Diese letzte Anfrage fiel in eine Zeit, in der Hoffmanns große Bauten in Berlin alle fertig gestellt waren, und er aktiv nur noch mit dem Pergamonmuseum und dem Routineprogramm der Schulbauten beschäftigt war. Die endgültige Entscheidung für Hoffmann als Baumeister der Oper fiel im Mai 1913.
Entsprechend den Anforderungen gestaltete Hoffmann den Bau als Hof- und Prunktheater und beschäftigte sich dabei intensiv mit den Hofbauten, die in der ersten Hälfte des 19. Jahrhunderts geschaffen worden waren. Er entwarf dabei einen für den Klassizismus üblichen kompakten Baukörper. Entwicklungen des späten 19. Jahrhunderts wie ausgreifende Seitenflügel (wie an der Semperoper oder dem Wiener Burgtheater) oder die hervorgehobene Dachkonstruktion der Pariser Oper lehnte Hoffmann ab. Hoffmanns Planungen wurden im Januar 1914 bekannt gemacht. Scharfe Kritik kam von den Freien Architekten, die es besonders übel nahmen, dass nach drei Wettbewerben nun doch ein kommunaler Baubeamter den Bau durchführen sollte. Schließlich bewilligte die zuständige Kommission die Mittel für den Bau im Mai 1914. Gebaut wurde das Neue Königliche Opernhaus nie. Der Erste Weltkrieg verhinderte den Baubeginn. Die Weimarer Republik setzte andere Prioritäten in der Bauplanung als königliche Opernhäuser.

## Stil
Hoffmann war durch seine Reisen nach Italien geprägt und orientierte sich an der Architektur der italienischen Renaissance. Insbesondere Andrea Palladio und Michele Sanmicheli hebt er immer wieder als beispielgebend hervor – wobei Hoffmann dabei weniger einzelne Formelemente anspricht, sondern die gesamte durchdachte Wirkung des Baus und seine Beziehung zur Umwelt. Seine Studienreisen nach Italien bereitete Hoffmann akribisch vor, fertigte vor Ort Skizzen an und orientierte sich bei seinen Bauten in Deutschland an diesen. Hoffmann las sowohl die architektonischen wie auch die kunsthistorischen Werke über diese Epoche. Besonders prägte ihn Jacob Burckhardt, der zeitlebens diese Italienbegeisterung in Hoffmann auslöste. Hoffmann legte dabei besonderen Wert auf das künstlerische Zusammenspiel der Elemente und wandte sich dagegen, nur einzelne Gestaltungselemente zu übernehmen.
Darüber hinaus betonte er, dass ein Bau sich an die Umgebung anpassen, individuell gestaltet werden und eine durchdachte Grundrissplanung haben sollte. Hoffmann favorisierte ein sorgfältiges Bauen und wandte sich damit implizit gegen Architektur, die unabhängig von Zweck und Umgebung einen bestimmten Stil verfolgte und sich dabei immer selbst ähnelte. Hoffmann kennzeichnete in privaten Gesprächen viele Bauten seiner Zeit als überladene empfindungs- und gedankenlose Architektur, die keine Beziehung mit ihrer räumlichen Umgebung aufnehme. Hoffmanns Bauten wirken so auf den ersten Blick oft eklektisch. Dies ist aber vor allem der versuchten Anpassung an Zweck und Umgebung geschuldet. Hoffmann versuchte einen Mittelweg zu finden, zwischen einem überbordenden Historismus der Zeit und dem gleichzeitig aufkommenden industriellen Massenbau, dessen erste Auswirkungen sich im 19. Jahrhundert zu zeigen begannen. Er beobachtete, dass beides oft zusammenhing, war doch an den gleichförmigsten und einfachst gebauten Häusern oft der überladenste Schmuck angebracht.
Er versuchte den Gebäuden eine Individualität im Einklang mit ihrer Umgebung zu bieten, die dennoch nicht überladen wirkte. Hoffmann ging, was seine von ihm gewählten Aufgaben anging, mit der Zeit, baute Schulen und andere öffentliche Gebäude, die damals im Zuge von Industrialisierung und Stadtwachstum notwendig erschienen. Er war stilistisch aber der Tradition verhaftet. Sein Modell war das Alt-Berlin Schinkels und Lennés. Hoffmann stand zwischen den Zeiten: In seinen Bauprojekten und deren freundlichen, hellen Gestaltung für die oft armen Nutzer, bereitete er die entstehende Weltmetropole Berlin auf die Zukunft vor. Sein Stil und auch seine Arbeitsweise waren aber oft noch im 19. Jahrhundert verwurzelt, verstanden sich oft genug als Statement gegen die Moderne. Er wandte sich gegen die industriell gefertigte Bauweise, setzte auf handwerklichen Bau, der einem gemäßigten Historismus und Heimatstil nahestand. Er sprach sich gegen das Moderne „in der äußerlichen Form“ aus, versuchte aber mit seinen Bauten Kindern, Kranken und anderen „freundliche Eindrücke“ oder „ein trautes Heim“ zu geben, das sie gerade in der um sie herum einbrechenden Moderne benötigten. Sein Programm beschrieb er beim Amtsantritt als „mich in die Seele desjenigen zu versetzen, dem das Bauwerk erstehen, und mich zu fragen, ob der Schüler, der Feuerwehrmann, oder der Richter oder der Leidende in solchen Mauern sich behaglich zu fühlen mag.“

## Nachwirkungen
Nachdem Hoffmann im Kaiserreich mit Rückhalt und Unterstützung des Kaisers, der liberalen Berliner Bürgermeister und der Sozialdemokraten in der Stadtverordnetenversammlung hatte rechnen können, änderte sich dies schnell nach dem Ersten Weltkrieg und seinem Ausscheiden aus dem Amt 1924. Erste starke Kritik zeigte sich bereits beim Entwurf für das Neue Königliche Opernhaus von den freien Architekten und beim Weiterbau des Pergamonmuseums, der Hoffmann in einen Dauerkonflikt mit Wilhelm von Bode führte. Dies war aber noch keine grundlegende Kritik am Stil Hoffmanns. Beim Ausscheiden aus dem Amt war die Bewertung seines Wirkens in der Presse weitgehend positiv. Die Einschränkung, dass er ein „Kind seiner Zeit war“, impliziert, dass nun eine andere Zeit käme.

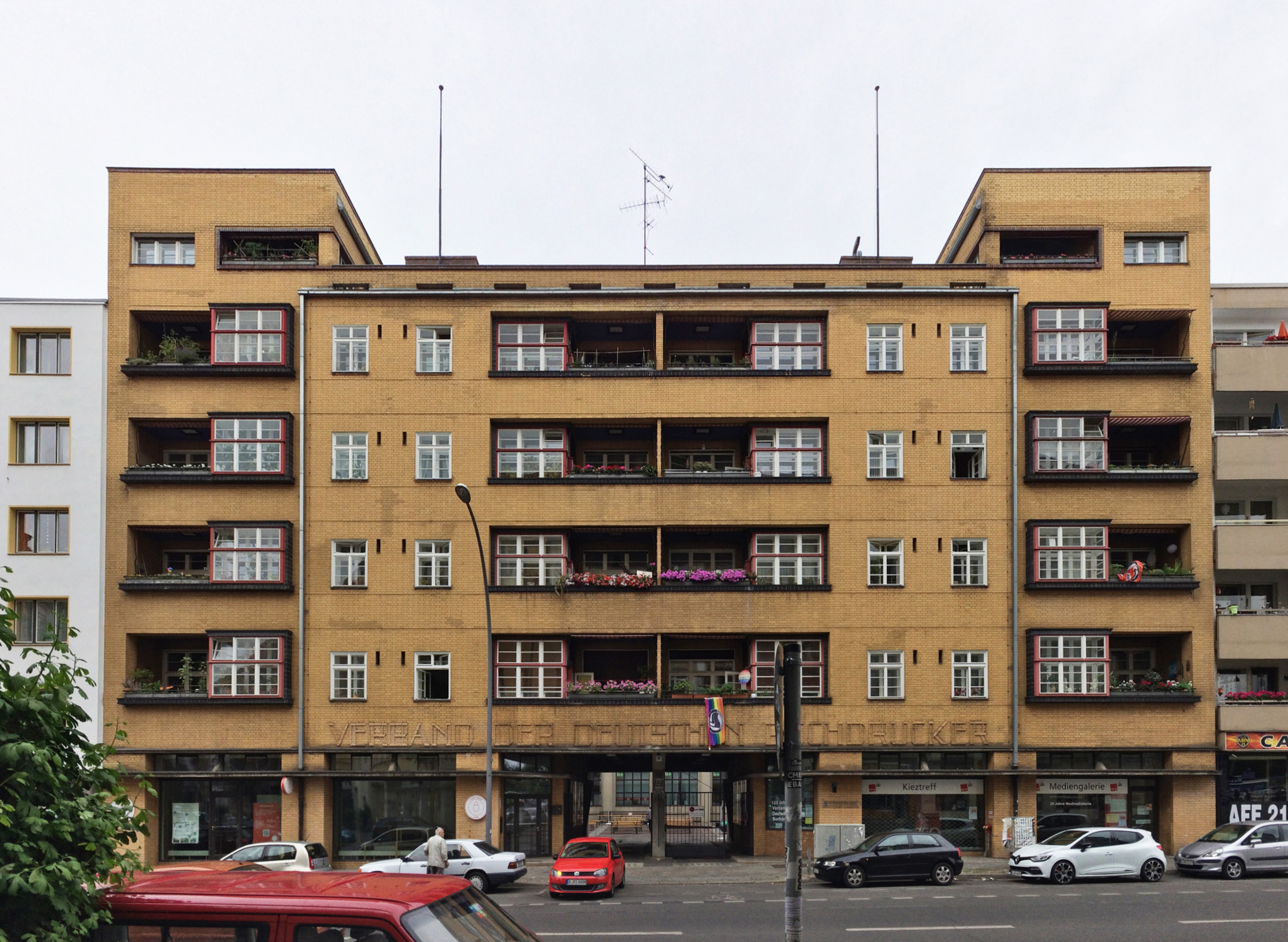
An Max Tauts Buchdruckerhaus (1924–1926) entzündete sich erstmals der Konflikt zwischen Hoffmann und den Architekten der Moderne.

Die Kritik an Hoffmann eskalierte wegen seiner Tätigkeit in der Kommission zur Wahrung des Ortsstatuts. Sie entzündete sich erstmals heftig an Hoffmanns Ablehnung von Max Tauts Buchdruckerhaus. Hier verfasste der Bund Deutscher Architekten unter Führung von Erich Mendelsohn und Hans Poelzig eine Stellungnahme, die gegen „einseitige und bevormundende Entscheidungen der Behörden“ gerichtet war. Diese wurde allgemein als Angriff auf Hoffmann verstanden und war auch so gemeint. In der weiteren Auseinandersetzung wurde Hoffmann persönlich angegriffen. Aus der Gruppe der Architekten, die besonders mit Hoffmann in Konflikt gerieten, bildete sich später die gegen Hoffmann gerichtete Architektenvereinigung Der Ring.
Die Kritik ging zunehmend härter auch mit Hoffmanns früherem Werk ins Gericht. Paul Westheim attestierte in Das Kunstblatt seinen Bauten eine architektonische Gewichtslosigkeit, die er als kultivierten Eklektizismus auslegte und die ihn als mittelmäßigen Architekten eines temperierten Fortschritts auswies. Noch härter urteilte Adolf Behne in der Weltbühne, der die Bauten als Fassadenzeichnerei unter Vernachlässigung der Wirklichkeit schmähte. Wie auch im Konflikt mit dem Stadtbaurat wehrten sich die jüngeren, nachwachsenden Architekten der Moderne gegen den in der Stadt immer noch einflussreichen Hoffmann, der einer der letzten Vertreter der klassischen Baubeamten geworden war. Einzig zu Bruno Taut herrscht ein gutes Verhältnis, die anderen Architekten der neuen Generation wollten sich soweit möglich von Hoffmann und seinem Einfluss lösen.
Hoffmann starb 1932, kurz nach seinem 80. Geburtstag, weitgehend zurückgezogen aus der Öffentlichkeit. Wie sehr er schon dem Erinnern entschwand, zeigte sich daran, dass nur acht Jahre nach seinem Rücktritt vom Amt des Stadtbaurats kaum Nekrologe in den Zeitungen erschienen. Selbst Adolf Behne stellte fest: Mit einer auffallenden Gleichgültigkeit behandelt die Berliner Presse den Tod Ludwig Hoffmanns, der doch mehr in dieser Stadt gebaut hat als alle Schlüter, Eosander, Knobelsdorff, Gontard, Langhans und Schinkel zusammen.
Bei Werken, die sich mit ihm beschäftigten, schien oft die Perspektive der Konflikte der 1920er Jahre durch, weniger der Blick auf den Baumeister der 1900er Jahre, in denen Hoffmanns prägendste und stiltypischste Bauten entstanden. Im öffentlichen Bewusstsein waren eher die an prominenter Stelle in der Stadt stehenden repräsentativen Gebäude wie das Stadthaus oder das Märkische Museum, nicht die für ihn viel typischeren Sozialbauten wie Krankenhäuser, Schulen oder Schwimmbäder. Das Werk von Ludwig Hoffmann wurde – wie die gesamte Architektur des Historismus – lange Zeit pauschal kritisiert.
Eine kleine Renaissance setzte erst später ein. 1956 erklärte Ludwig Mies van der Rohe, selber führendes Mitglied in der Vereinigung der Ring: „Ja, ja, der Hoffmann, dem haben wir alle unrecht getan!“. Erste Anstrengungen, Hoffmann wieder stärker in das Licht der Öffentlichkeit zu rücken, unternahm Julius Posener ab den 1970er Jahren. Er bezeichnete Hoffmann als den „reifsten und reichsten Ausdruck der offiziellen Bestrebungen der Zeit.“ 1977 veranstaltete die Berliner Akademie der Künste auf Initiative Poseners hin eine Feierstunde zu Hoffmanns 125. Geburtstag. 1987 veranstaltete das Landesarchiv West-Berlins eine erste Ausstellung zu Hoffmann unter dem Titel Wiederentdeckung eines Architekten.
Stärker in den Blickpunkt der Öffentlichkeit geriet Hoffmann nach der politischen Wende. Das Reichsgerichtsgebäude wurde seit den 1990ern erstmals seit dem Zweiten Weltkrieg wieder als Gerichtsgebäude genutzt. Angesichts des hundertjährigen Jubiläums seiner Einweihung 1995/1996 fand eine Ausstellung statt. Das Märkische Museum wurde 1999 umgebaut und saniert und wird seitdem auch besser von der Öffentlichkeit wahrgenommen. Angesichts von Hoffmanns 150. Geburtstag und 70. Todestag 2002 veranstalteten der Architektur- und Ingenieurverein und das Landesarchiv Berlin die Ausstellung Ludwig Hoffmann. Stadtbaurat des kommunalen Berlin. 1896–1924. Die Akademie der Künste schloss sich im selben Jahr mit einer Ausstellung im Künstlerhof Buch Stadtbaurat Ludwig Hoffmann, 1852–1952. Bauen in Berlin und Buch an. In Berlin trägt bis heute (Stand 2019) nur die oben gezeigte Brücke über den Westhafenkanal, die Ludwig-Hoffmann-Grundschule in Berlin-Friedrichshain sowie das Ludwig-Hoffmann-Quartier (ehemals Teil des Klinikums Buch) in Berlin-Buch seinen Namen. Angesichts seines Ruhms als Stararchitekt, den Hoffmann zu seiner aktiven Zeit besaß, finden sich im Vergleich zu anderen wichtigen Architekten der Zeit kaum Erinnerungen oder Ehrungen für Hoffmann in der Stadt.

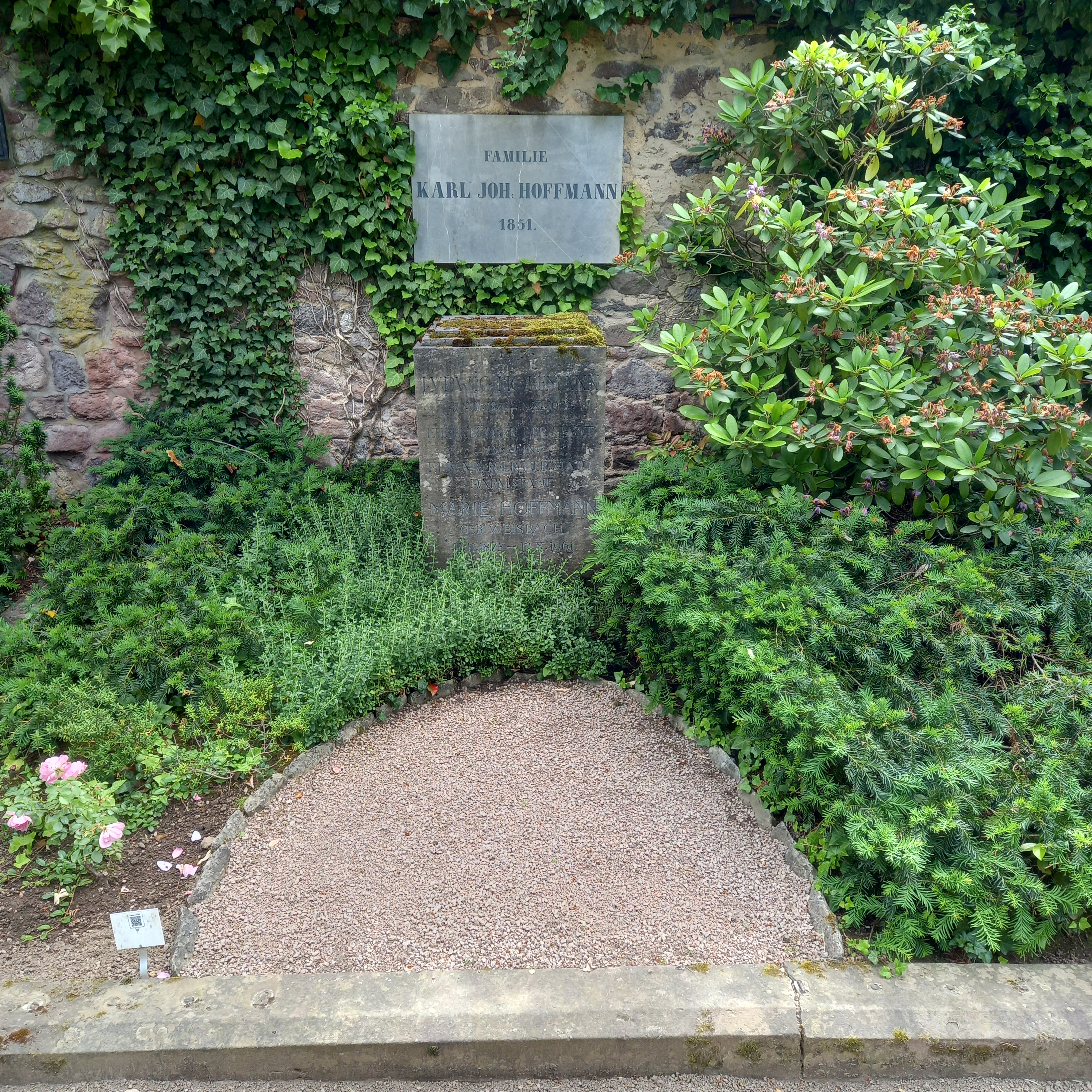
Grab von Ludwig Hoffmann und seiner Ehefrau Marie geborene Weisbach in der Familiengrabstätte auf dem Alten Friedhof in Darmstadt

Ludwig Hoffmann wurde auf dem Alten Friedhof von Darmstadt bestattet (Grabstelle: I Mauer 27). Das Grab ist ein Ehrengrab. Sein Nachlass befindet sich seit 1989 im Landesarchiv Berlin.

## Auszeichnungen
Ehrungen beschränkten sich anfangs auf die Zeit während und direkt nach Hoffmanns Tätigkeit. 1901 erhielt er auf der Großen Berliner Kunstausstellung eine Kleine Goldmedaille und 1909 eine Große Goldmedaille. 1906 erhielt er den Titel Geheimer Baurat. Zusammen mit dem engen Freund Alfred Messel erhielt er 1906 die Ehrendoktorwürde der Technischen Hochschule Darmstadt. Im selben Jahr berief ihn die Preußische Akademie der Künste als ordentliches Mitglied. 1913 wurde er Mitglied zum Ritter des Ordens Pour le Mérite gewählt. Hoffmann erhielt zahlreiche preußische und deutsche Orden. 1917 erhielt er einen weiteren Ehrendoktortitel von der Technischen Hochschule Wien. Als Ludwig Hoffmann 1924 in den Ruhestand trat, verlieh ihm die Stadt Berlin ihre Ehrenbürgerwürde. Am 30. Juli 1932 folgte die Stadt Darmstadt ebenfalls mit der Ehrenbürgerwürde.
In Leipzig-Sellerhausen ist eine Straße nach ihm benannt.
Seinen Namen tragen im 21. Jahrhundert die von ihm gebaute Ludwig-Hoffmann-Grundschule in der Lasdehner Straße in Berlin-Friedrichshain, das Ludwig-Hoffmann-Quartier auf dem Krankenhausgelände in Berlin-Buch sowie die Ludwig-Hoffmann-Brücke in Berlin-Moabit.

## Werkübersicht

### Bauten (Auswahl)

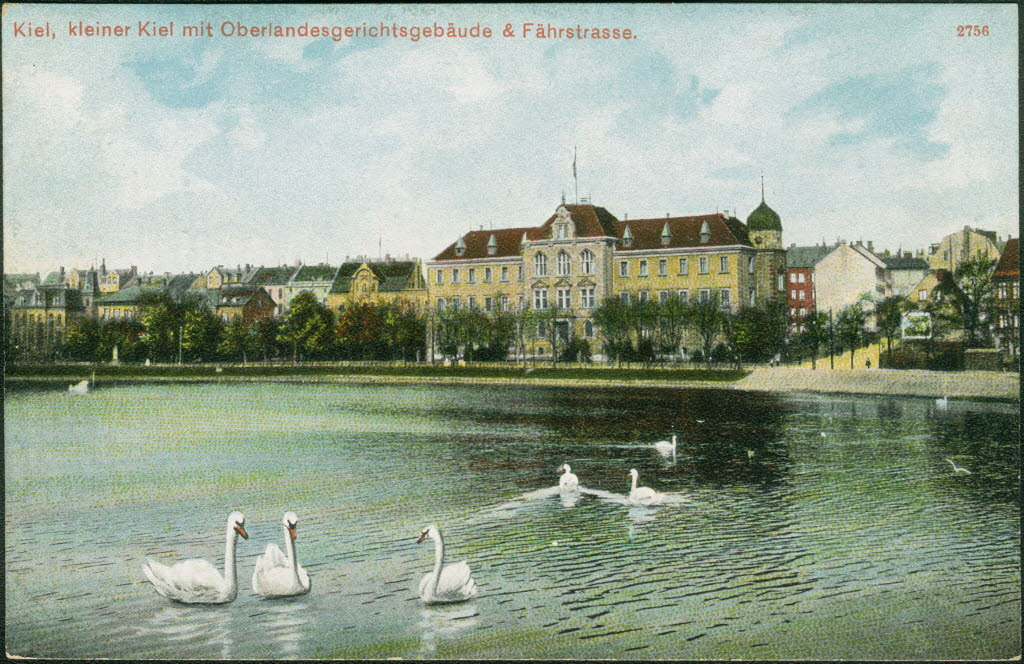
Oberlandesgericht Kiel am Kleinen Kiel (Lorentzendamm 35) um 1900

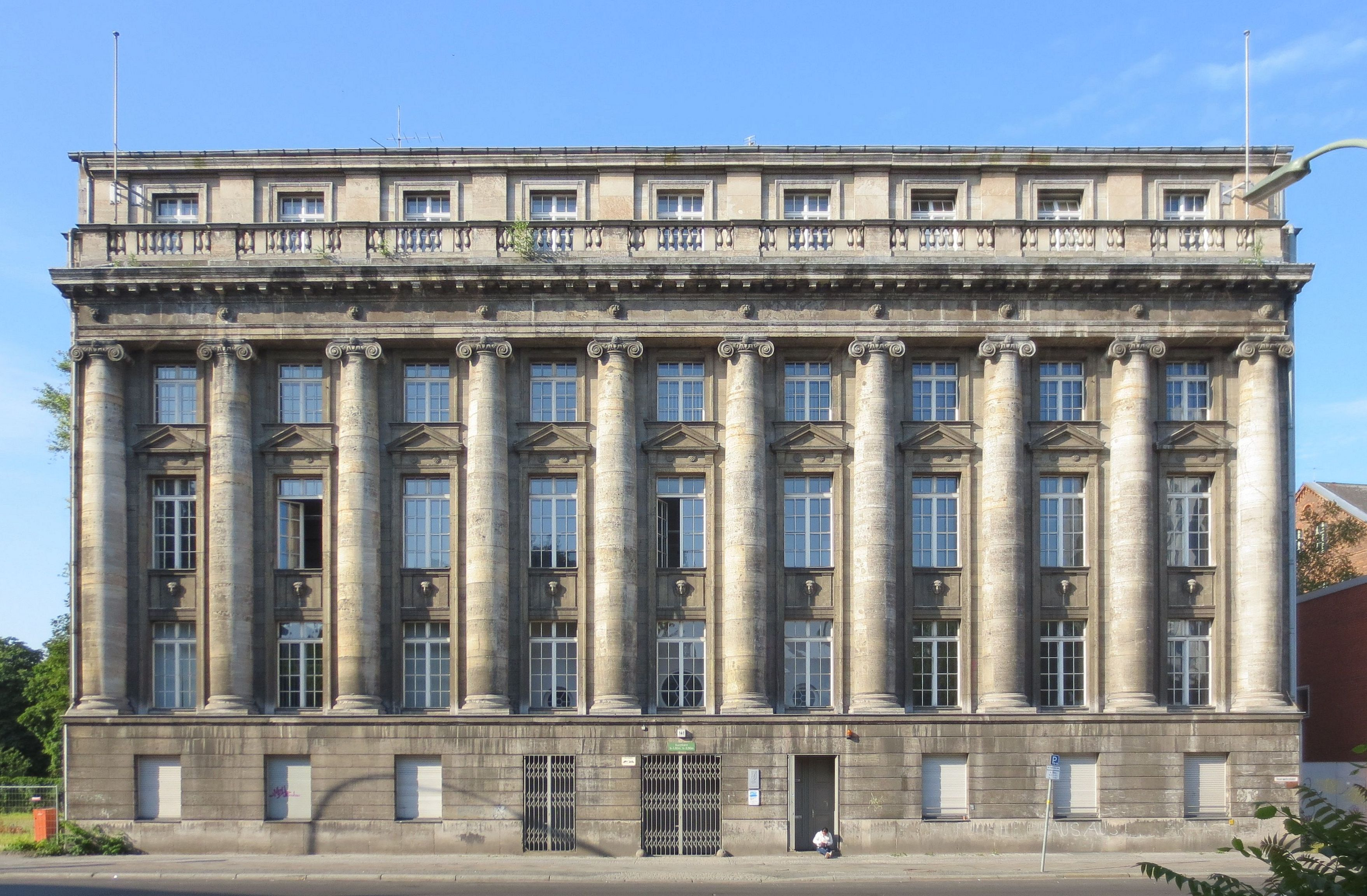
Baugewerkschule Kurfürstenstraße

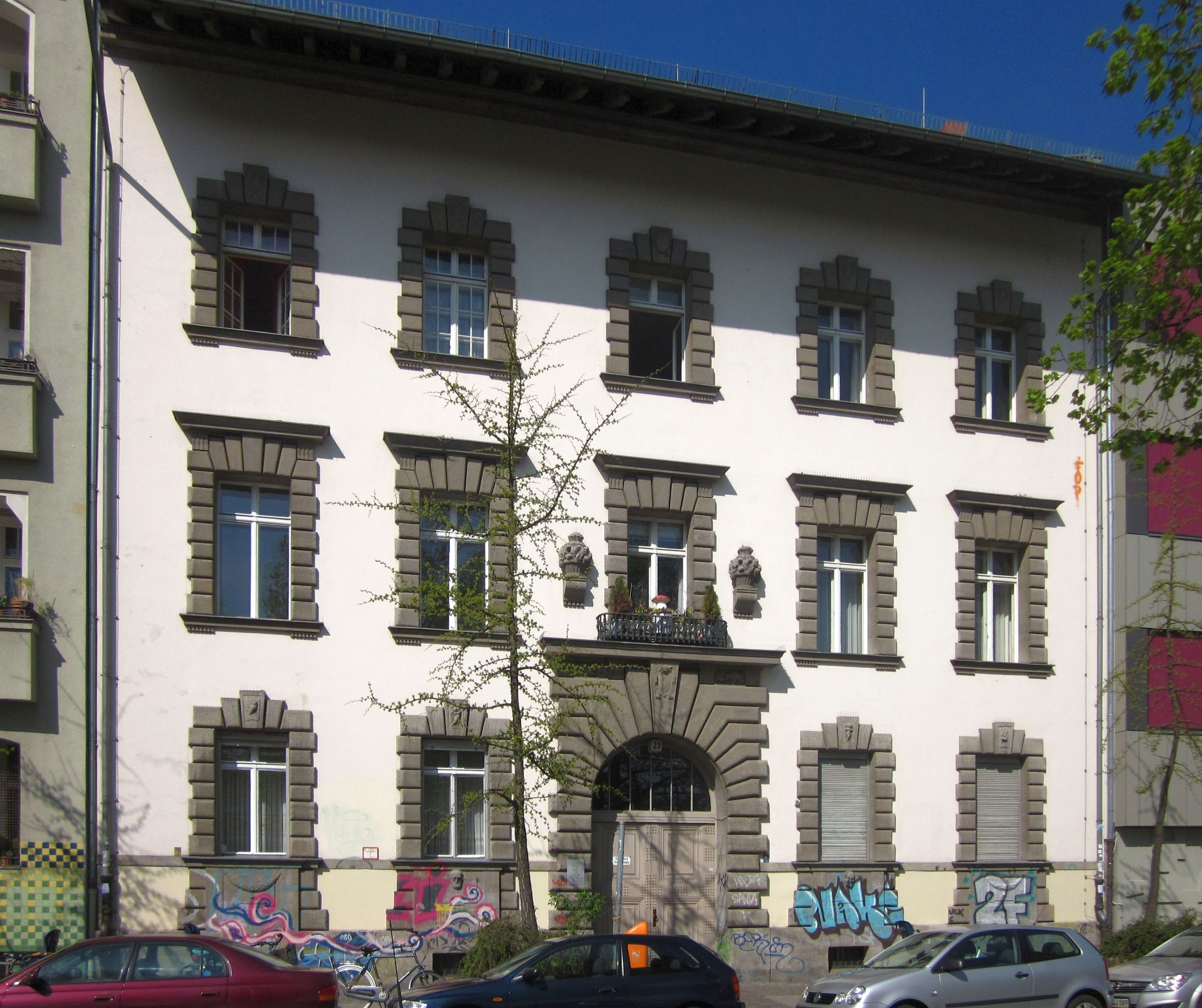
Friedrichs-Realgymnasium, Direktorenwohnhaus

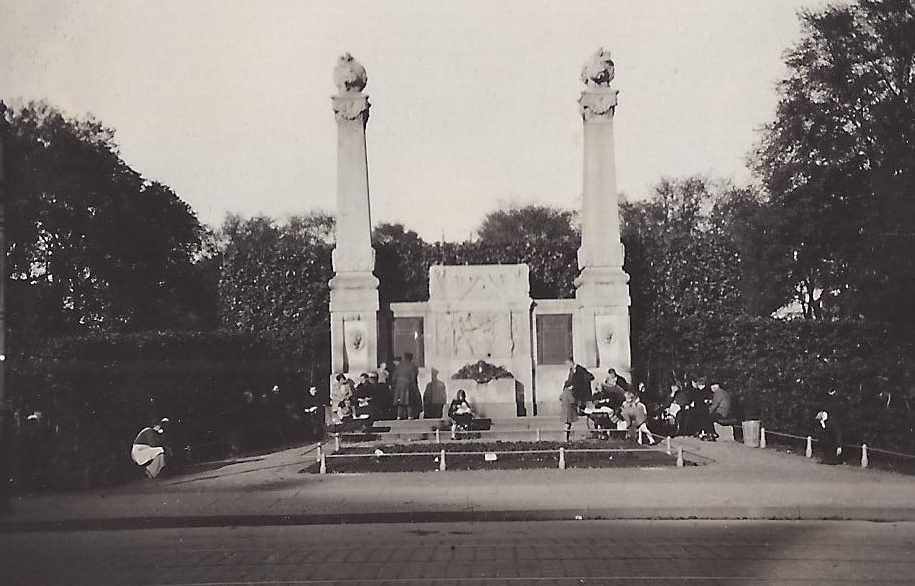
Feuerwehrbrunnen Kreuzberg

In den Berliner Bezirken Friedrichshain-Kreuzberg, Mitte und Pankow stehen heute noch etwa 100 Bauten Hoffmanns, die überwiegend denkmalgeschützt sind.
- 1887–1895: Reichsgerichtsgebäude in Leipzig (gemeinsam mit Peter Dybwad)
- 1888–1894: Oberlandesgericht Kiel (unter Leitung von Walter Hesse)[93]
- 1897–1901: Alsenbrücke in Berlin-Moabit (für Ausbau des Humboldthafens abgebrochen)
- 1898–1901: Volksbadeanstalt Baerwaldstraße in Berlin-Kreuzberg
- 1898–1900: Gemeindedoppelschule Wilmsstraße mit Volksbibliothek, erste Schule, die er fertig stellte.
- 1898–1901: Badeanstalt Dennewitzstraße (zerstört)
- 1899–1901: Wohnhaus Dennewitzstraße (ehemals mit Eingang zur Badeanstalt)
- 1899–1907: Rudolf-Virchow-Krankenhaus in Berlin-Wedding
- 1899–1902: Volksbadeanstalt Oderberger Straße in Berlin-Prenzlauer Berg
- 1900–1907: III. Städtisches Irrenhaus
- 1901–1907: Märkisches Museum in Berlin, Am Köllnischen Park 5
- 1902–1911: Altes Stadthaus
- 1902: Feuerwehrbrunnen, Berlin-Kreuzberg
- 1904–1907: Verwaltungsgebäude und zwei Pflegehäuser für das Krankenhaus Moabit
- 1905–1908: Volksbadeanstalt Gerichtstraße
- 1905–1909: Alte-Leute-Heim Buch
- 1907–1908: 239. und 296. Gemeindeschule Christburger Straße in Berlin-Prenzlauer Berg
- 1907–1909: Verwaltungsgebäude für die Städtischen Gaswerke in Berlin-Mitte (heute Sitz der Höheren Handelsschule BEST-Sabel)
- 1907–1909: Kaiserin-Auguste-Viktoria-Haus, Berlin-Charlottenburg, Heubnerweg 6/10 (heute ESCP Europe Wirtschaftshochschule Berlin)
- 1907–1913: Märchenbrunnen im Volkspark Friedrichshain
- 1908–1910: Schulkomplex Zeppelinplatz: Gemeindedoppelschule Technische Mittelschule, XIV. Realschule
- 1908–1910: Amtsgebäude Albrechtstraße, heute Botschaft der Ukraine in Deutschland
- 1909–1910: Feuerwache Schillerpark
- 1909–1913: Emanuel-Lasker-Schule, Berlin Friedrichshain (eröffnet 1913 als Gemeindeschule am Rudolfplatz)[94]
- 1909–1914: IV Städtisches Irrenhaus
- 1909–1914: Höhere Webschule Berlin, Warschauer Platz (1919 als Höhere Fachschule für Textil- und Bekleidungsindustrie bezogen)
- 1910–1930: Ausführung des Pergamonmuseums in Berlin nach Entwurf von Alfred Messel. Beteiligt war auch wesentlich der Architekt Wilhelm Wille.
- 1911: Grabmal Paul Singer
- 1911–1915: Baugewerkschule Kurfürstenstraße
- 1912–1913: Inselbrücke in Berlin-Mitte
- 1912–1915: Feuerwache Stockholmer Straße
- 1924–1925: Strandbad Wannsee

Im Architekturmuseum der Technischen Universität Berlin befinden sich mehr als 1100 Darstellungen (Stand 11/2016) zu Ludwig Hoffmann.
Eine ziemlich vollständige Aufzählung der Bauten von Ludwig Hoffmann findet sich auf www.bildindex.de (Kunst und Architektur).

### Entwürfe
Im Jahr 1884 kaufte der Magistrat einen gemeinsamen Wettbewerbsentwurf Hoffmanns mit Emanuel Heimann für die Bebauung der Berliner Museumsinsel an.

### Schriften
- Der Reichsgerichtsbau zu Leipzig. Gesamtansichten und Einzelheiten nach den mit Maßen versehenen Original-Zeichnungen der Fassaden und der Innenräume, sowie Naturaufnahmen der bemerkenswertesten Teile dieses in den Jahren 1887 bis 1895 errichteten Gebäudes. 2 Bände, Verlag Bruno Hessling, Berlin 1898.
 Idee und Form der Publikation zum Leipziger Gerichtsgebäude griff Hoffmann in seiner Zeit als Berliner Stadtbaudirektor wieder auf und veröffentlichte die Reihe Neubauten der Stadt Berlin. Zwischen 1902 und 1912 erschienen elf Bände, die fast alle Bauten Hoffmanns bis 1912 behandelten. Neben kleineren Textabschnitten enthielten die Bände vor allem Bildtafeln. Die Bände erschienen bis 1904 im Verlag Bruno Hessling, ab 1904 im Verlag Ernst Wasmuth.[82]
- Neubauten der Stadt Berlin. Gesamtansichten und Einzelheiten nach den mit Maßen versehenen Original-Zeichnungen der Fassaden und der Innenräume sowie Naturaufnahmen der bemerkenswertesten Teile der seit dem Jahre 1897 in Berlin errichteten städtischen Bauten. Bände 1–11, Bruno Hessling, Berlin / New York 1902–1912.
 Einen erweiterten Reprint der Schrift von Ludwig Hoffmann Neubauten der Stadt Berlin, Bruno Hessling, Berlin 1902 gab die Bauakademie der DDR heraus:
- Architektur von Ludwig Hoffmann (1852–1932) in Berlin. Reprint mit einem Geleitwort des Präsidenten der Bauakademie der DDR, Hans Fritsche. Einführung: Hans-Joachim Kadatz, Herausgeber: Bauakademie der Deutschen Demokratischen Republik, Verlag Bauinformation, Berlin 1987.
 Hoffmann hinterließ eine Niederschrift seiner Lebenserinnerungen. Aus dem 241 Seiten umfassenden Manuskript wurde 1960 mit Erlaubnis seiner Witwe ein Auszug veröffentlicht:
- Geschmacksinseln in Berlin. Aus den Lebenserinnerungen des Berliner Stadtbaurats. In: Landesgeschichtliche Vereinigung für die Mark Brandenburg (Hrsg.): Jahrbuch für Brandenburgische Landesgeschichte, 1960, 11. Band, S. 14–46; edoc.hu-berlin.de (PDF; 20 MB) (ISSN 0447-2683)
 Den vollständigen Text, ausgenommen einige familiäre Passagen, veröffentlichte Wolfgang Schäche mit Unterstützung der Tochter Ludwig Hoffmanns Annamarie Mommsen (1903–2000) 1983. Eine zweite Auflage erschien 1996:
- Lebenserinnerungen eines Architekten. Bearbeitet und aus dem Nachlass herausgegeben von Wolfgang Schäche. Mit einem Vorwort von Julius Posener. Die Bauwerke und Kunstdenkmäler von Berlin. Beiheft 10, Gebr. Mann Verlag Berlin 1983, ISBN 3-7861-1388-2.

Weitere Texte Hoffmans:
- Architektonische Wirkungen. In: Wasmuths Monatshefte für Baukunst. Nr. 1, 1914, S. 3–13 (zlb.de).
- Ein Blick nach Alt-Berlin. In: Wasmuths Monatshefte für Baukunst. Nr. 5, 1915, S. 261–307 (zlb.de).
- Höhere Webschule am Warschauer Platz. In: Wasmuths Monatshefte für Baukunst. Nr. 11, 1915, S. 481–485 (zlb.de).
- Das Genesungsheim in Buch. In: Wasmuths Monatshefte für Baukunst. Nr. 11, 1921, S. 327–374 (zlb.de).
- Über das Studium und die Arbeitsweise der Meister der italienischen Renaissance. In: Festreden, Schinkel zu Ehren, 1846–1980, ausgewählt und eingeleitet von Julius Posener, herausgegeben vom Architekten- und Ingenieurverein zu Berlin, Berlin 1981, S. 236–248.
 Die Festrede Hoffmanns beim Schinkelfest im Architektenverein zu Berlin vom 13. März 1898 nahm Julius Posener 1981 in seinen Band Festreden, Schinkel zu Ehren auf.